# Partido de Florencio Varela
Florencio Varela es uno de los 135 partidos de la provincia argentina de Buenos Aires. Su cabecera es la Ciudad de Florencio Varela, también denominada oficialmente como San Juan Bautista.

## Toponimia

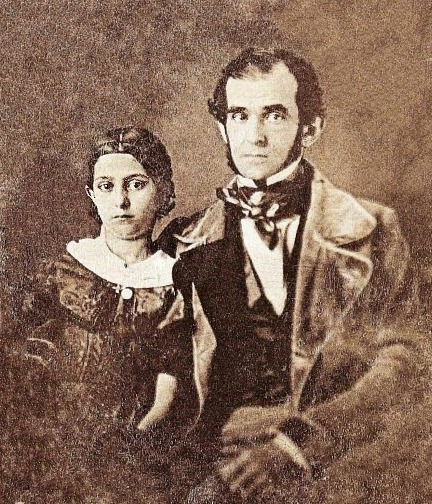
Daguerrotipo de Florencio Varela con su hija María.

Debe su nombre al escritor y periodista Florencio Varela, poeta en su juventud, a quien se le atribuyen composiciones y una obra dramática. Se desempeñó como diplomático a favor de los intereses unitarios en el exilio luchando contra el gobierno de Juan Manuel de Rosas. Fue miembro de la Asociación de Mayo formada por la generación del 37. Era hermano del poeta Juan Cruz Varela, y su hijo Luis Vicente Varela llegó a ser juez de la Corte Suprema de Justicia de Argentina.

## Historia

### Orígenes y primeros pobladores
Juan de Garay en la segunda Fundación de Buenos Aires, repartió las tierras en tres zonas: la Norte, Oeste y Sur correspondiendo a esta última, a integrar los Pagos de la Magdalena (1666), desde la banda del Riachuelo y el río La Matanza hacia el sur, hasta el territorio donde se ubica Ensenada, y desde el Río de la Plata hasta el río Samborombón.
Como no existía jurisprudencia ni límite del terreno, a fines del siglo XVIII y en función de la Iglesia católica (única entidad administrativa de la época), el territorio de Magdalena fue dividido en tres curatos: Laguna de la Reducción (actual San Vicente), La Isla (actual Magdalena) y Exaltación de la Cruz de los Indios Quilmes (Quilmes), de donde se desprendió Varela.
En 1805, José Godoy y Brígida de la Cruz compraron a Cristóbal Bellino y Justa Suárez la gran estancia llamada "Horqueta Curá" ("Horqueta" debido a que al arroyo Las Piedras, en cuyas orillas se ubicaba la finca, se le une otro curso de agua formando una horqueta natural, y "Curá" significa piedra en araucano).
En 1772, Juan de la Cruz Contreras, quedó como dueño del casco de la estancia, denominada luego "Casa de Tejas" (nombre dado por el material empleado en la construcción del techo). En zonas aledañas a la estancia fue donde se instalaron los primeros habitantes, dedicados a tareas de agricultura y ganadería.
Hacia 1820 la población llegaba a la zona del paraje "Los Tronquitos"; hogar de numerosos y variados oficios como enfiteutas, puesteros, ocupantes y propietarios. En menor medida empezaba a poblarse la zona de "La Horquetadura" y en la margen izquierda del arroyo "Las Conchitas". La región también era hogar de muchos otros colonos, puesteros, ovejeros británicos y estadounidenses, uruguayos, italianos y españoles.
En 1874 se inauguró la Plaza "San Juan Bautista" en la manzana de tierra donada por Contreras y delimitada por la Avda. San Martín, Maipú, 25 de Mayo y Chacabuco.

### Pedidos de autonomía
La población en esa zona crecía a un ritmo exponencial. La primera petición de los vecinos al gobernador (Mariano Acosta) para la creación formal de un pueblo data de 1871. Así, el 11 de febrero de 1873, ayudados por la epidemia de fiebre amarilla existente en la Ciudad de Buenos Aires e impulsados por el movimiento formado por Juan de la Cruz Contreras, nació el pueblo de San Juan, en el territorio que hoy ocupa Varela, pero dependiente del municipio de Quilmes.
Con la expansión en su plenitud, el pueblo de San Juan reclamó el nombramiento de un capellán que quedare a cargo de una capilla en la cual se veneraría a una imagen de San Juan Bautista. Siendo así, en 1876 comenzaron los preparativos y los proyectos para la construcción del templo solicitado por los vecinos. Al año siguiente, con el templo en construcción, se colocó y se bendijo la piedra principal de la iglesia, coordinando con las fechas patronales en honor de san Juan Bautista. Hacia febrero de 1880 se inauguró el templo con un altar principal. Sin embargo, mientras los vecinos del pueblo de San Juan profesaban profunda devoción por el santo homónimo, en la zona rural (La Capilla) San Juan era llamado por su nombre en inglés: Saint John. Los vecinos eligieron su nombre en castellano para venerar al santo.

### Creación del partido
En octubre de 1886, el Poder Ejecutivo Nacional resolvió llamar Florencio Varela a la estación de ferrocarril que comunicaba el pueblo de San Juan con la Ciudad de Buenos Aires, lo que dio el puntapié inicial para que el 30 de enero de 1891 se promulgue la Ley 2397 que cambió el nombre de la población de San Juan por un partido con el mismo nombre que la estación de tren, Florencio Varela.
El nuevo municipio se dio entonces a la tarea de crear sus propios servicios.
En 1892 se constituyen las primeras autoridades municipales, conforme a las elecciones realizadas ese año, siendo consagrado intendente Don Guillermo Davidson, descendiente directo del fundador.
Se divide al ejido en cuarteles, para un mejor funcionamiento administrativo, se crean escuelas y se inaugura el cementerio.

### SigloXXhasta la actualidad

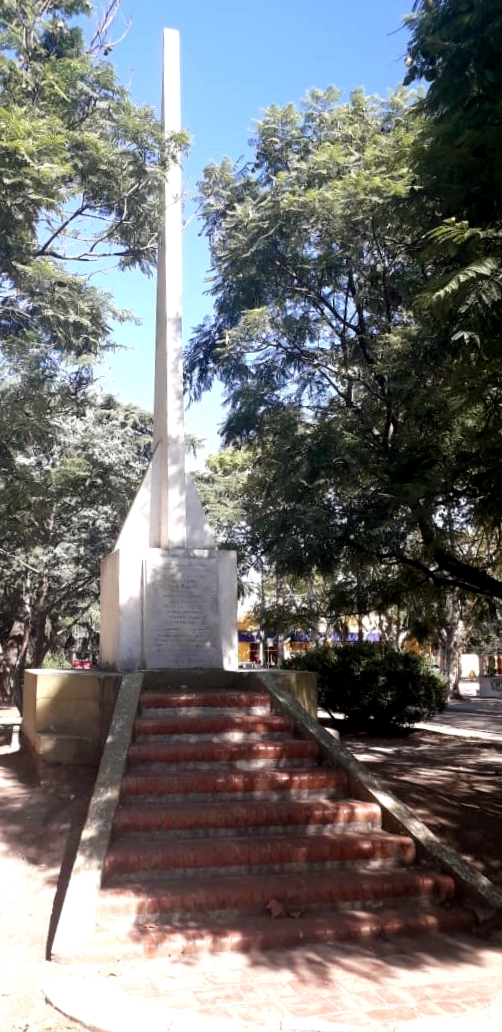
Monumento en homenaje a la declaración de ciudad al pueblo de Florencio Varela.

El 9 de julio de 1905, se colocó la piedra fundamental del futuro edificio municipal; luego inauguran edificios escolares y comenzó el empedrado de las calles céntricas.
A principios de 1920, aparecería en la localidad el doctor Salvador Sallarés, un médico que atendió de manera desinteresada por cincuenta años.
Debido a su clima, flora y tranquilidad, en la primera mitad del siglo XX a Varela se la denominó "la Córdoba Chica". Todas las temporadas de verano, visitantes ocupaban amplias residencias o casaquintas construidas al efecto.
Por ley del 11 de octubre de 1940 se modifican los límites del partido, ampliándose hasta los 172 km².
El 8 de enero de 1948 se crea el conglomerado Gran Buenos Aires y se incluye a este distrito en él.
El 22 de junio de 1953 el gobernador Carlos Aloé firmó el decreto 5731/53 por el que se proclamaba la Ley 5719 que declaraba ciudad al ejido urbano del partido.
Con la creación del partido de Presidente Perón, el 10 de diciembre de 1995, Varela cedió 16 km² al nuevo municipio.
Por Ley 11.928 del 11 de diciembre de 1996, promulgada el 24 de enero de 1997, fue declarada ciudad su localidad de Bosques.

## Geografía

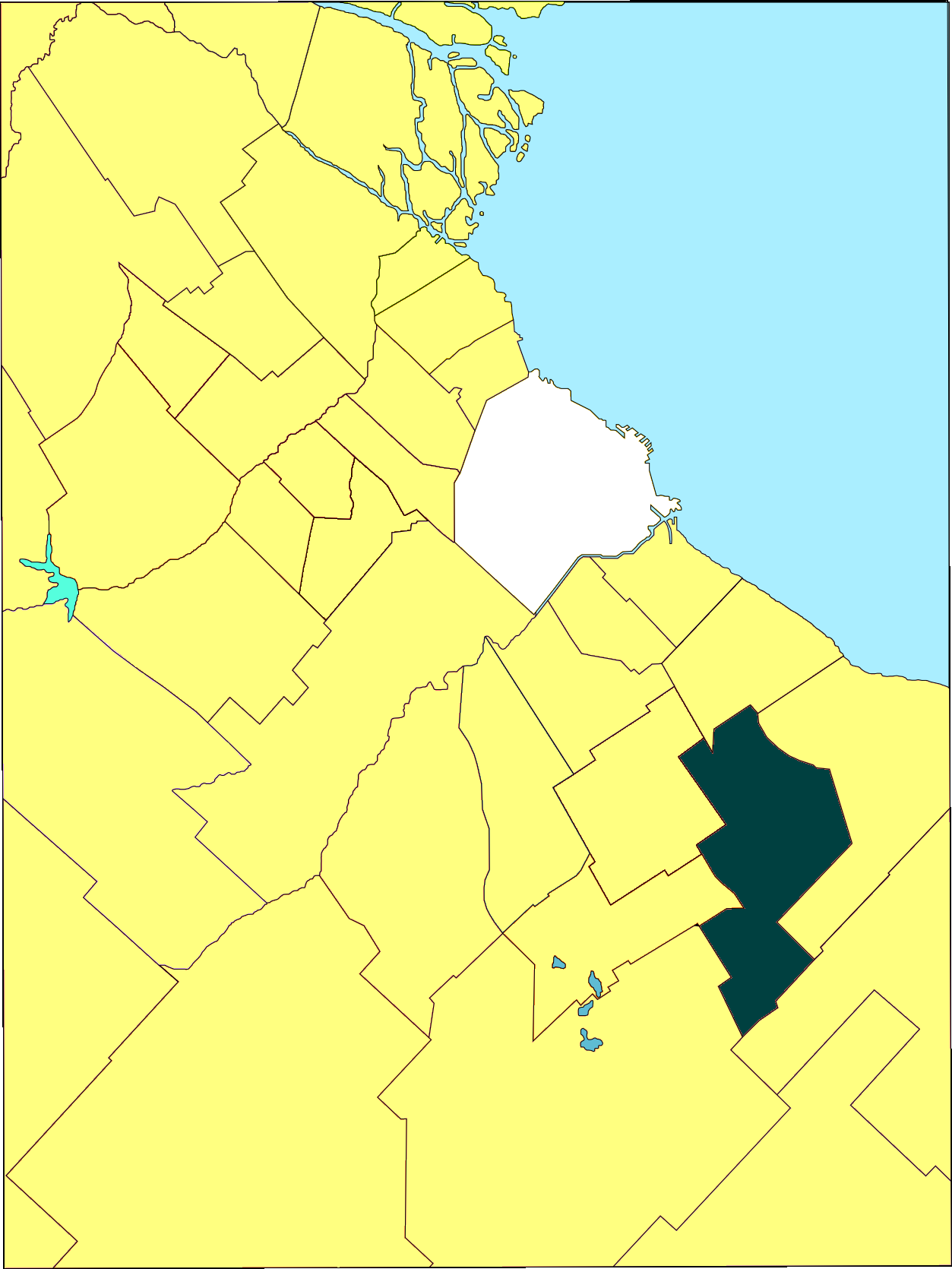
Ubicación del Partido de Florencio Varela en el Gran Buenos Aires (verde oscuro).

### Ubicación
El partido se ubica en la zona sur y en el segundo cordón del Gran Buenos Aires, Provincia de Buenos Aires, Argentina.
Limita con los de Quilmes y Almirante Brown al norte; con el partido de Berazategui al este; con Almirante Brown, Presidente Perón y San Vicente al oeste, y con La Plata al sur.

Tabla de límites

| Noroeste: Partido de Almirante Brown                            | Norte: Partido de Almirante Brown y Partido de Quilmes | Noreste: Partido de Quilmes y Partido de Berazategui  |
| Oeste: Partido de Almirante Brown y Partido de Presidente Perón | Partido de Florencio Varela                            | Este: Partido de Berazategui                          |
| Sudoeste: Partido de San Vicente                                | Sur: Partido de La Plata                               | Sudeste: Partido de Berazategui y Partido de La Plata |

Su superficie es de 190 km², con una forma irregular desarrollada de norte a sur. 
Se destina 44% del total del partido a uso urbano (83.6 km²) y la superficie destinada a explotación rural es del 56% (106.4 km²).

### Clima
Su clima es templado, sin estación seca y semihúmedo. Los inviernos no son demasiado fríos. La temperatura anual promedio es de 15.5 °C  y el promedio anual de precipitaciones es de 910.50 mm. Marzo es el mes más lluvioso y julio el que menos. La humedad anual promedio es del 81% y la presión atmosférica es de 760.3mm de hg. El viento predomina del sector norte; soplan vientos del nordeste, del sur y del sudeste, menos frecuentes.

### Relieve
El relieve corresponde a una extensa llanura, el loess y limo son sus componentes originarios el cual fue tallado por la erosión hídrica.
El terreno está comprendido en la pampa baja, dentro de ésta corresponde a la zona llamada "llanura alta", que abarca las alturas mayores de 5 metros.

### Hidrografía

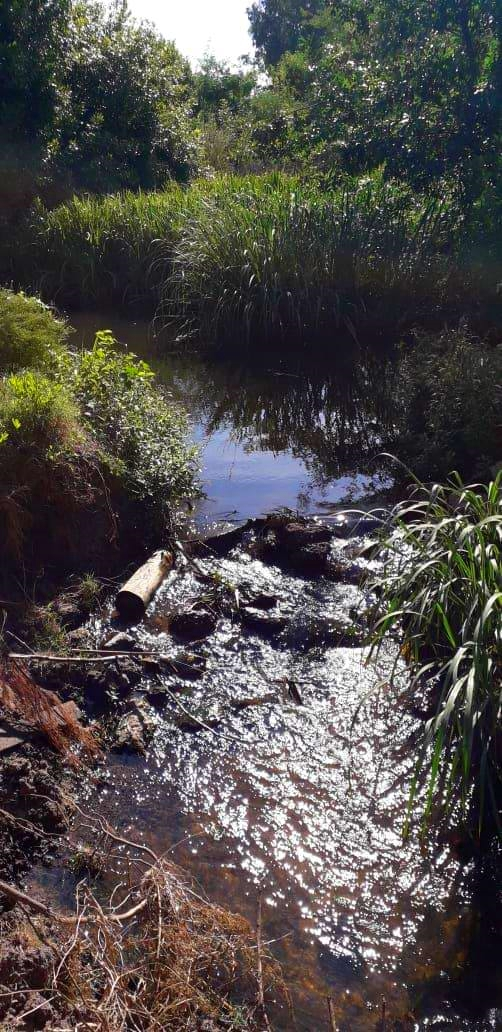
Arroyo Las Conchitas.

El partido está surcado por varios arroyos: Arroyo Las Piedras de 5.600 metros, Arroyo Giménez de 1800 metros, Arroyo Baldovinos, entre otros.
Arroyo San Juan: se ubica en el noroeste de Bosques, paralelo a la Av. Bosques, cruzándolo de suroeste a noreste. Este arroyo esta contaminado por desechos residuales de vecinos que habitan las veras. Cuenta con varias especies de peces, aves, reptiles y anfibios de pequeño y mediano tamaño, (anguilas, Madrecita diez manchas, sapos, ranas, ratas, ratones, garzas, caracoleros, aguiluchos, bagre sapo entre otros.)
Arroyo Las Conchitas: cuyo recorrido atraviesa los barrios de Presidente Perón, las Margaritas y San Rudecindo, para desembocar en el Río de la Plata a la altura de Plátanos, Partido de Berazategui.

### Sismicidad
La región responde a la «subfalla del río Paraná», y a la «subfalla del río de la Plata», con sismicidad extremadamente alta; y su última expresión se produjo el 5 de junio de 1888 (137 años), a las 3.20 UTC-3, con una magnitud de 5,5 en la escala de Richter. (Terremoto del Río de la Plata de 1888).

### Flora y fauna
La flora y fauna del partido es la característica de la región, se conserva casi virgen en ciertos lugares como la Reserva Natural Guillermo Hudson.

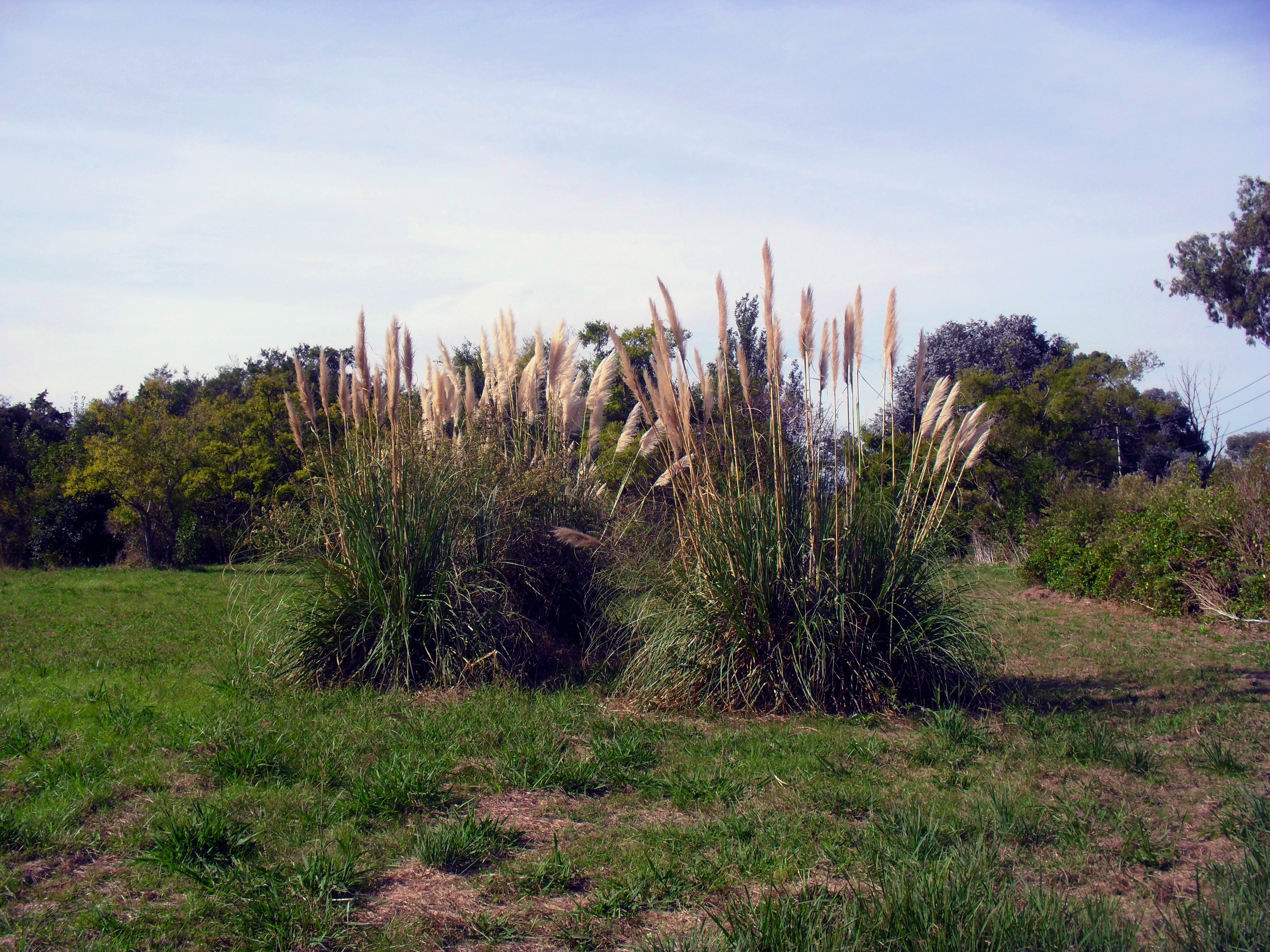
Cortadera o Hierba de las Pampas.

Se pueden encontrar árboles como talas, ombúes, paraísos, acacias, ligustros y álamos, siendo este último el más representativo. En cuanto a vegetación herbácea hay predomio de gramíneas del género stipa, festuca, paspalum, la cortadera es una hierba muy común; de las leguminosas se puede mencionar al trébol. El limpiatubos es un ejemplo de arbusto y de forma silvestre se pueden encontrar cardos.
Por otro lado, en cuanto a fauna se pueden ver aves como el benteveo, el zorzal colorado, el chingolo, la calandria, el hornero, el chimango, la tijereta, el pirincho, el churrinche, la golondrina; y mamíferos como la comadreja y el zorrino, estando tantas otras extinguidas. En los arroyos pueden encontrarse distintas especies de peces, por ejemplo la madrecita de agua, el bagre sapo o la anguila.

## Localidades
- Bosques

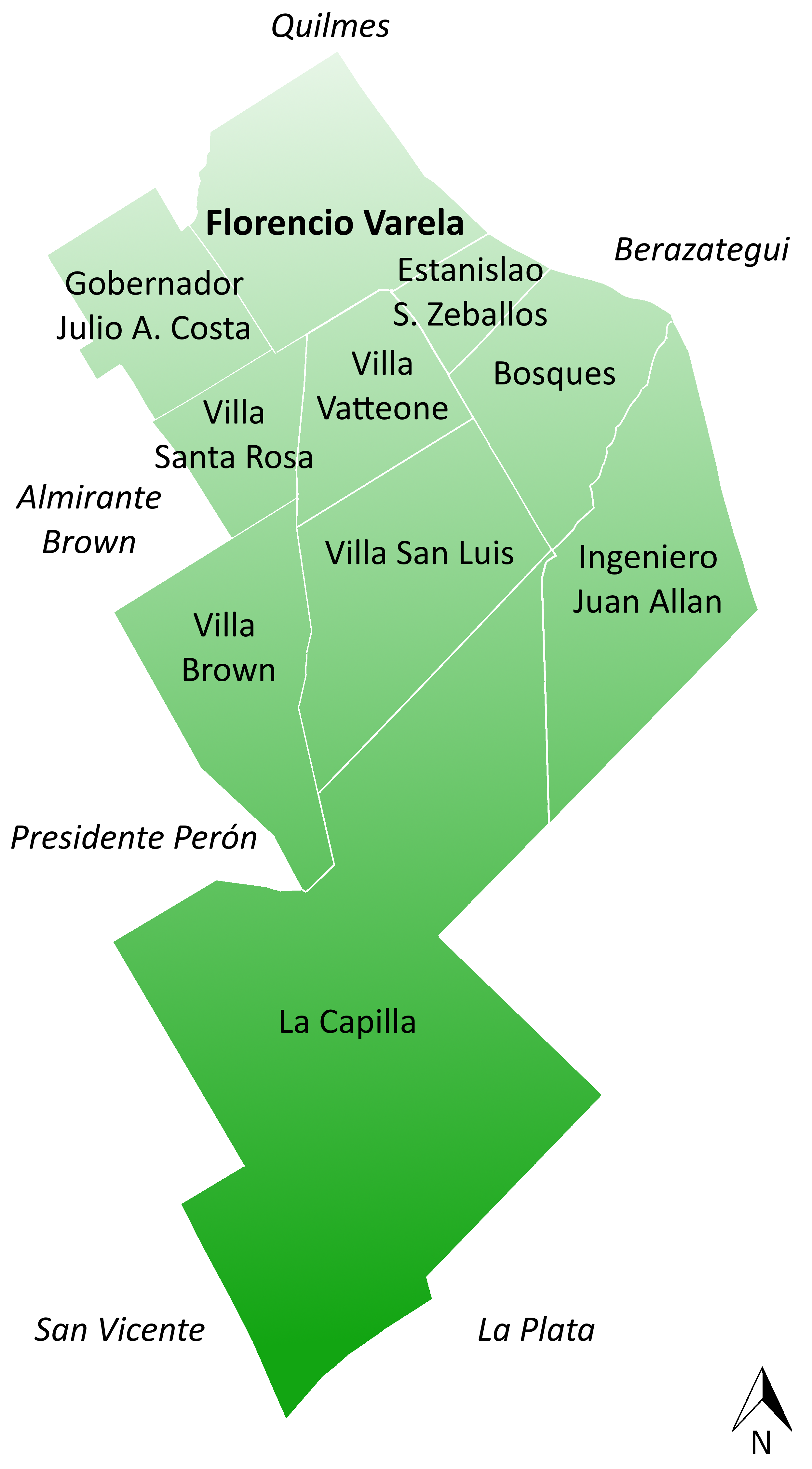
Localidades del Municipio de Florencio Varela y sus partidos limítrofes.

- Ciudad de Florencio Varela o San Juan Bautista (cabecera del partido).[12]
- Estanislao Severo Zeballos
- Gobernador Julio A. Costa o Ingeniero Dante Ardigó
- Ingeniero Juan Allan
- La Capilla
- Villa Brown
- Villa San Luis
- Villa Santa Rosa o simplemente Santa Rosa
- Villa Vatteone

## Demografía
Según los resultados definitivos del 2022, el partido de Florencio Varela posee una población de 496 433 habitantes (Indec, 2022).
- Total de Hogares 2001: 84 958
- Total de Hogares con necesidades básicas insatisfechas: 22 694[13]

| Gráfica de evolución demográfica de Partido de Florencio Varela entre 1895 y 2010 |
|                                                                                   |
| Fuente: censos nacionales del INDEC                                               |

| Población | 2.491 | 5.174    | 10.480   | 41.707   | 98.446   | 173.452 | 254.997 | 348.970 | 426.005 | 496.433 |
| Variación | -     | +107,70% | +102,55% | +297,96% | +136,04% | +76,18% | +47,01% | +36,85% | +22,07% | +23,1%  |

El partido sufrió dos etapas grandes de expansión poblacional, vinculadas con el movimiento migratorio producido por la llegada de europeos (en su mayoría, españoles e italianos) al Gran Buenos Aires, escapaban de las paupérrimas condiciones de vida en sus países natales, migración casi sincrónica a la creación formal del partido por parte del Poder Ejecutivo, y de habitantes del interior argentino en la década de 1930.
En sus primeros cincuenta años de vida, la población varelense era de unos 9000 habitantes. En junio de 1948, el Gobierno de la Provincia de Buenos Aires adquirió unos campos, propiedad de la familia Davidson, en la zona de La Capilla, alentando a la población a moverse hacia un sector hasta entonces casi deshabitado, y volcándose a la hortifloricultura, lo que trajo como consecuencia el decaimiento de la cría del ganado bovino. Al mismo tiempo, empezaron a radicarse industrias de tipo liviano, trayendo nuevos puestos de trabajo. Así, la superficie total abarcó alrededor de 1500 hectáreas habitadas por colonos italianos, portugueses y japoneses.
Entre 1947 y 1970, Varela cuadruplicó su población, pues pasó de unos 10 000 a casi 99 000 habitantes.

## Salud
Tiene dos hospitales interzonales y 40 Centros de Atención Primaria de la Salud (CAPS), además de varias clínicas privadas y farmacias.

### Hospital Zonal General de Agudos "Mi Pueblo"

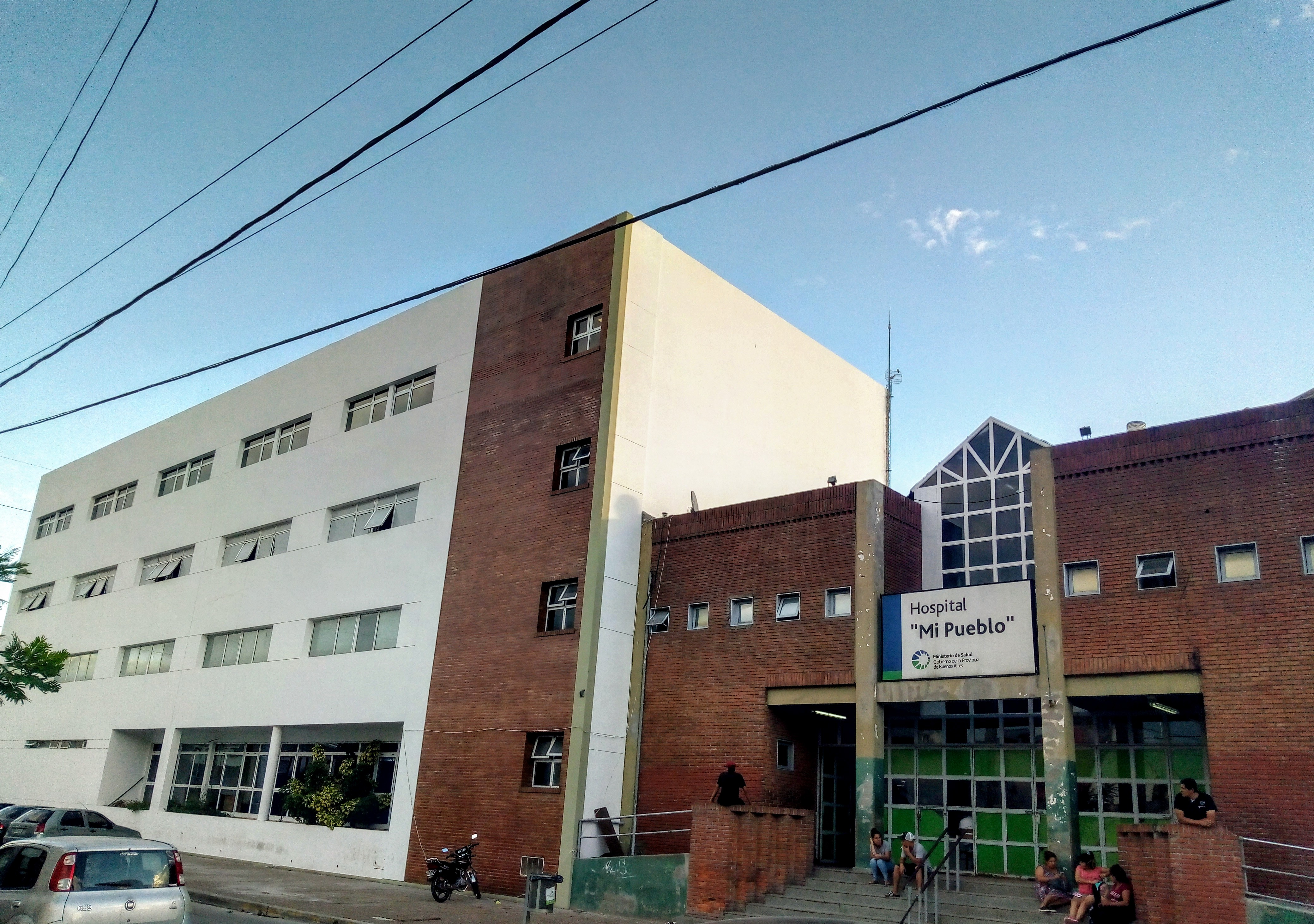
Hospital Mi Pueblo.

El Hospital Mi Pueblo se encuentra en la localidad de Villa Vatteone, cerca de la estación de tren de Florencio Varela, es el centro asistencial de carácter público más importante del distrito, con 177 camas.
Antes, los habitantes de la comuna se trataban en el Hospital Nicolás Boccuzzi, en la calle homónima del centro de Varela.
La Sociedad Civil Mi Pueblo fue creada en 1974, a finales de esa década comienza la construcción del nosocomio, el cual se inaugura a finales de 1983.

### Hospital de alta complejidad en red "El Cruce", Dr. Néstor Kirchner

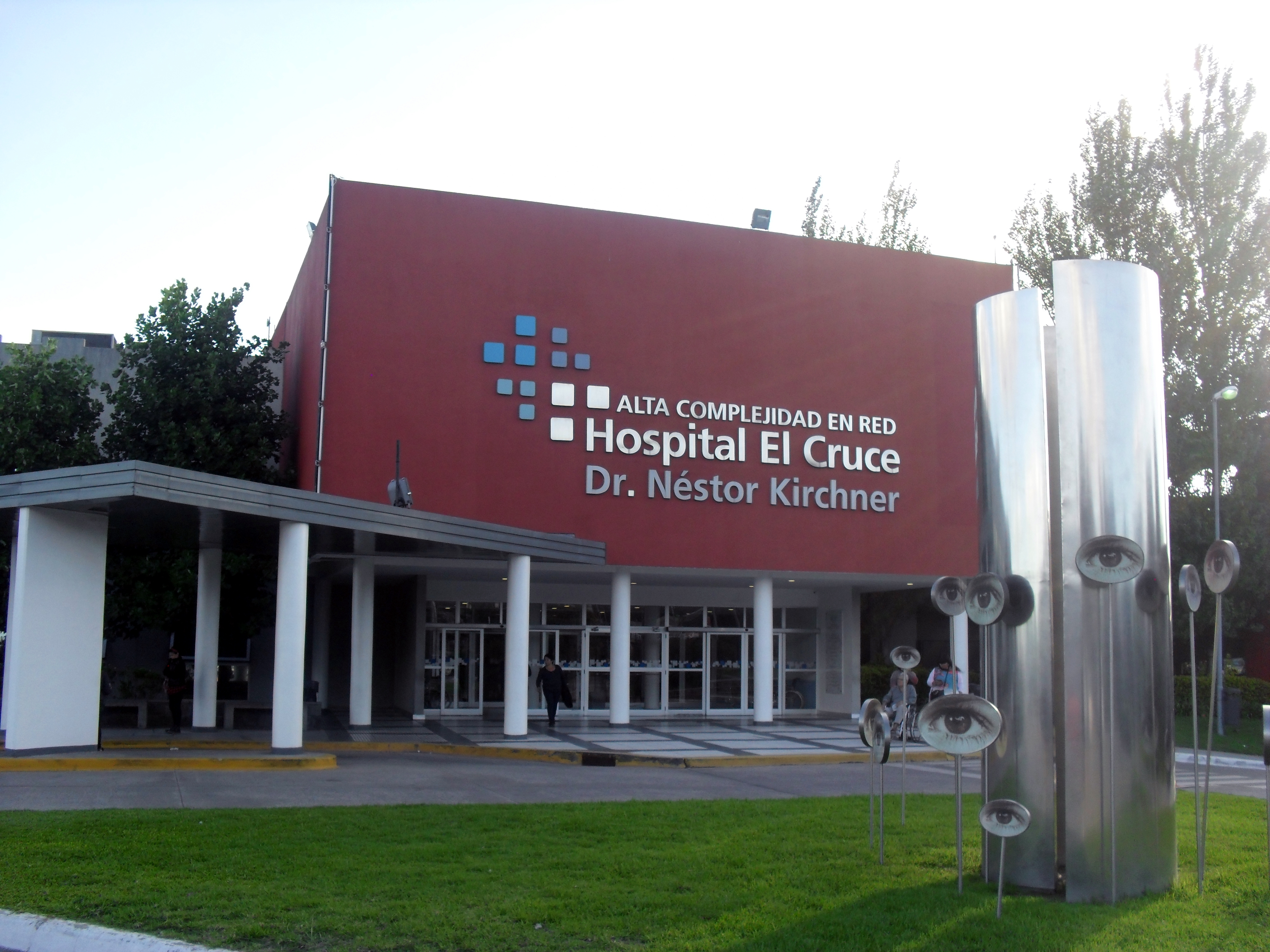
Hospital El Cruce.

El Hospital El Cruce se ubica en el Cruce Varela. Constituye un nodo de la red de salud de la región, integrada por los hospitales Mi Pueblo de Villa Vatteone; Evita Pueblo de Berazategui; Arturo Oñativia de Almirante Brown; Isidoro Iriarte de Quilmes; el Hospital Subzonal Especializado Materno Infantil Dr. Oller de San Francisco Solano; el Hospital Zonal General de Agudos Lucio Meléndez de Adrogué; el Hospital Subzonal esp. en Rehabilitación Motriz Dr. José María Jorge de Burzaco y el Centro Integral de Salud, Diagnóstico y Rehabilitación Julio Méndez de Bernal.
Para acceder a la atención del hospital, es indispensable ser derivado de dichos hospitales en caso de requerir una mayor complejidad. Para esto se contará con un servicio de gestión de pacientes que coordinará los turnos para especialidades. Tiene 130 camas.

### Centro Veterinario Municipal
El 24 de junio de 2021 Andrés Watson, en su primer año de mandato como Intendente, creó el primer Centro Veterinario Municipal; se construyó en las inmediaciones al Museo Guillermo Enrique Hudson, en Florencio Varela.

### Centros de salud primaria
- Unid. Sanit. "Intendente Julián Baigorri", barrio Bosques Norte
- Unid. Sanit. Presidente Perón, barrio Presidente Perón
- Unid. Sanit. Ricardo Rojas, barrio Ricardo Rojas
- Unid. Sanit. San Rudecindo, barrio San Rudecindo
- Centro de salud universitario "Padre Gino", barrio Ricardo Rojas
- Unid. Sanit. "Dr Evaristo Rodríguez", Villa Hudson

- Unid. Sanit. La Esmeralda
- Unid. Sanit. La Sirena
- Unid. Sanit. Martín Fierro
- Unid. Sanit. "Villa Abrille", Barrio San Eduardo
- Unid. Sanit. "20 de Junio", Barrio San Nicolás
- CIC Santo Tomás
- Unid. Sanit. Villa Angélica
- Unid. Sanit. Villa Aurora
- Unid. Sanit. Villa del Plata
- Posta sanitaria La Pileta
- Posta sanitaria López Romero

- Centro de salud "Zeballos I, Dr. Ramón Carrillo", Villa Arias
- Centro de salud "Zeballos II", Villa Esther
- Posta sanitaria San Juan, Barrio San Juan
- Posta sanitaria Santa Marta, Barrio Santa Marta

- Centro de salud Don José, Barrio Don José
- Centro de salud "Ernesto Scrocchi", Barrio Km 26,700
- Centro de salud "Padre Carlos Mugica", Barrio Luján
- Unid. Sanit. Las Malvinas, Barrio Las Malvinas
- Unid. Sanit. "Dr. Saúl Glogier", Barrio San Jorge
- Unid. Sanit. Villa Argentina, Villa Argentina

- Centro de salud "Dr. Arturo Oñativia", Barrio El Parque
- CIC Ingeniero Allan, Barrio Ingeniero Allan
- Centro de salud La Carolina II, Barrio La Carolina II
- Unid. Sanit. "Dr. Santiago Mandirola", Barrio La Rotonda
- Policonsultorios y Centro de Diagnóstico por Imágenes "San José", Barrio Ingeniero Juan Allan

- Centro de salud "Dr. Antonio Bengoechea", Barrio La Capilla
- Unid. Sanit. Los Tronquitos, Barrio Los Tronquitos
- Posta Sanitaria CEDEPO, Barrio La Carolina 6

- Centro De Salud Perif. Sarmiento, Barrio Sarmiento

- CIC Pico de Oro, Barrio Pico de Oro
- Centro de salud Santa Rosa, Barrio Santa Rosa
- Centro de salud "Dr. Amador Roselli", Villa Mónica Vieja
- Posta Sanitaria Complejo Santa Rosa, Complejo habitacional Santa Rosa

## Educación
El partido cuenta con 67 escuelas públicas de enseñanza primaria básica, además de tantas otras de carácter privado; escuelas secundarias tanto públicas como privadas, técnicas, una universidad, varios centros de universitarios y otros establecimientos de enseñanza. 

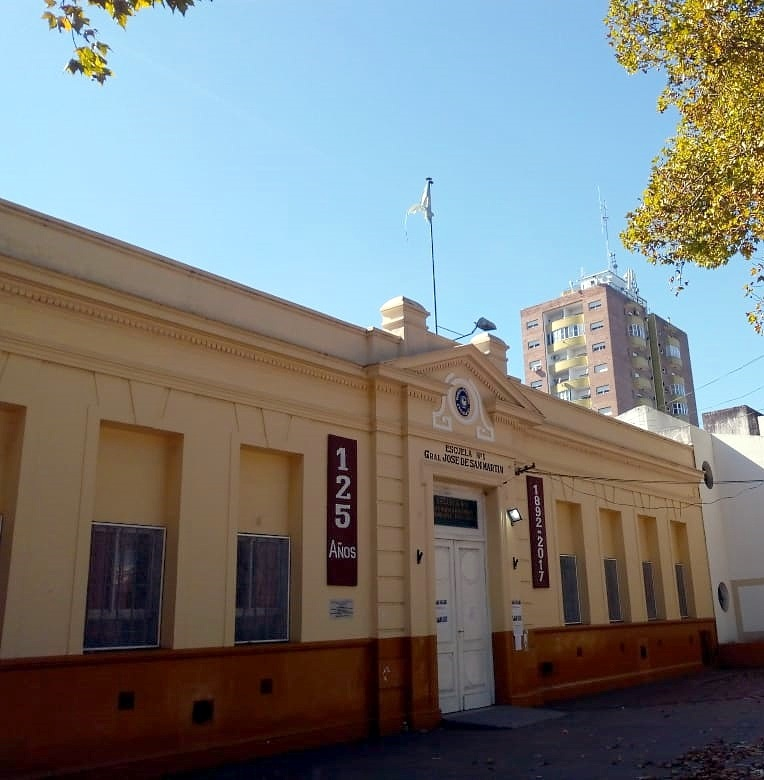
E.E.P. N°1, Gral. José de San Martín.
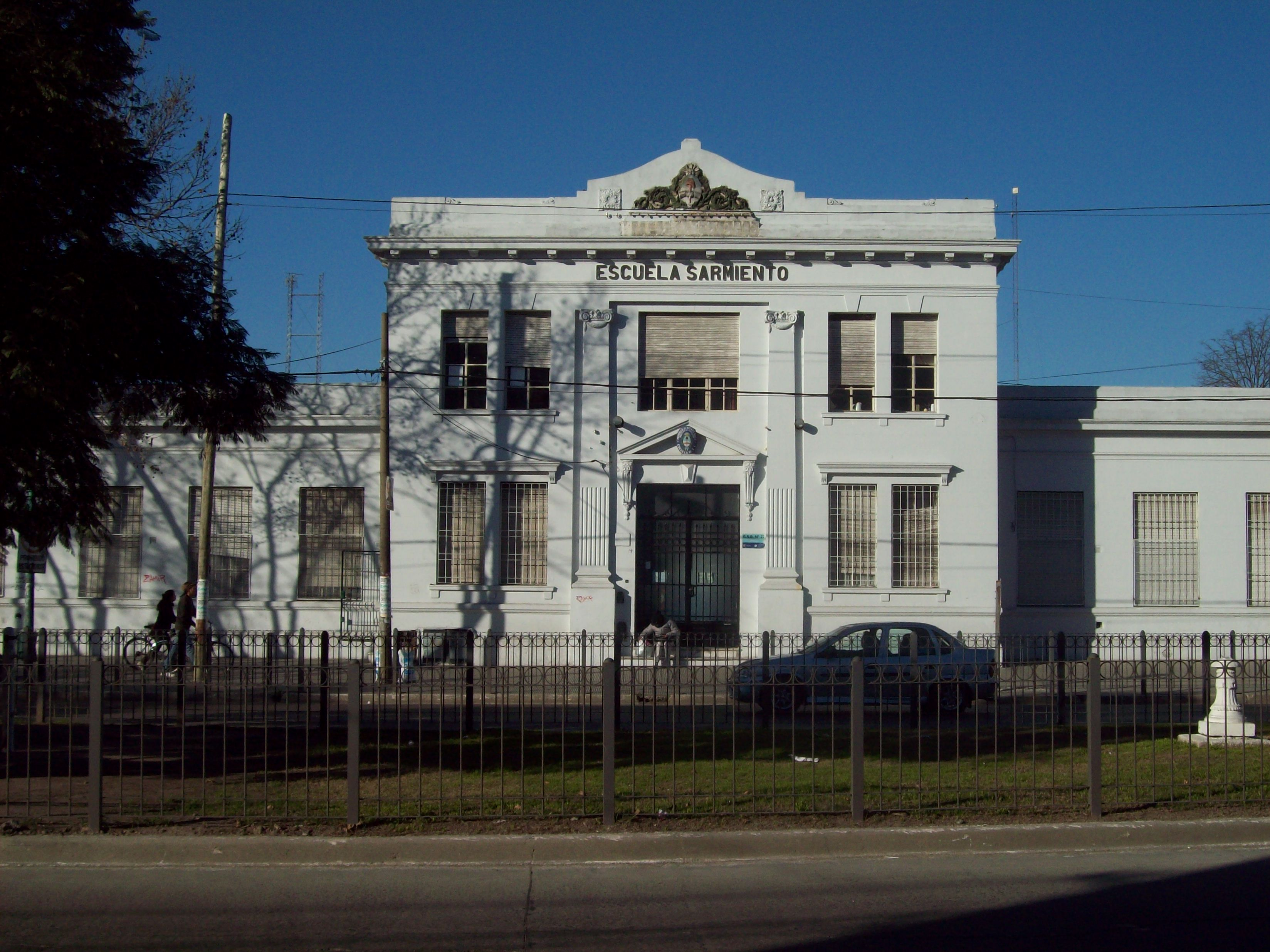
E.E.P. N°11, Domingo Faustino Sarmiento.
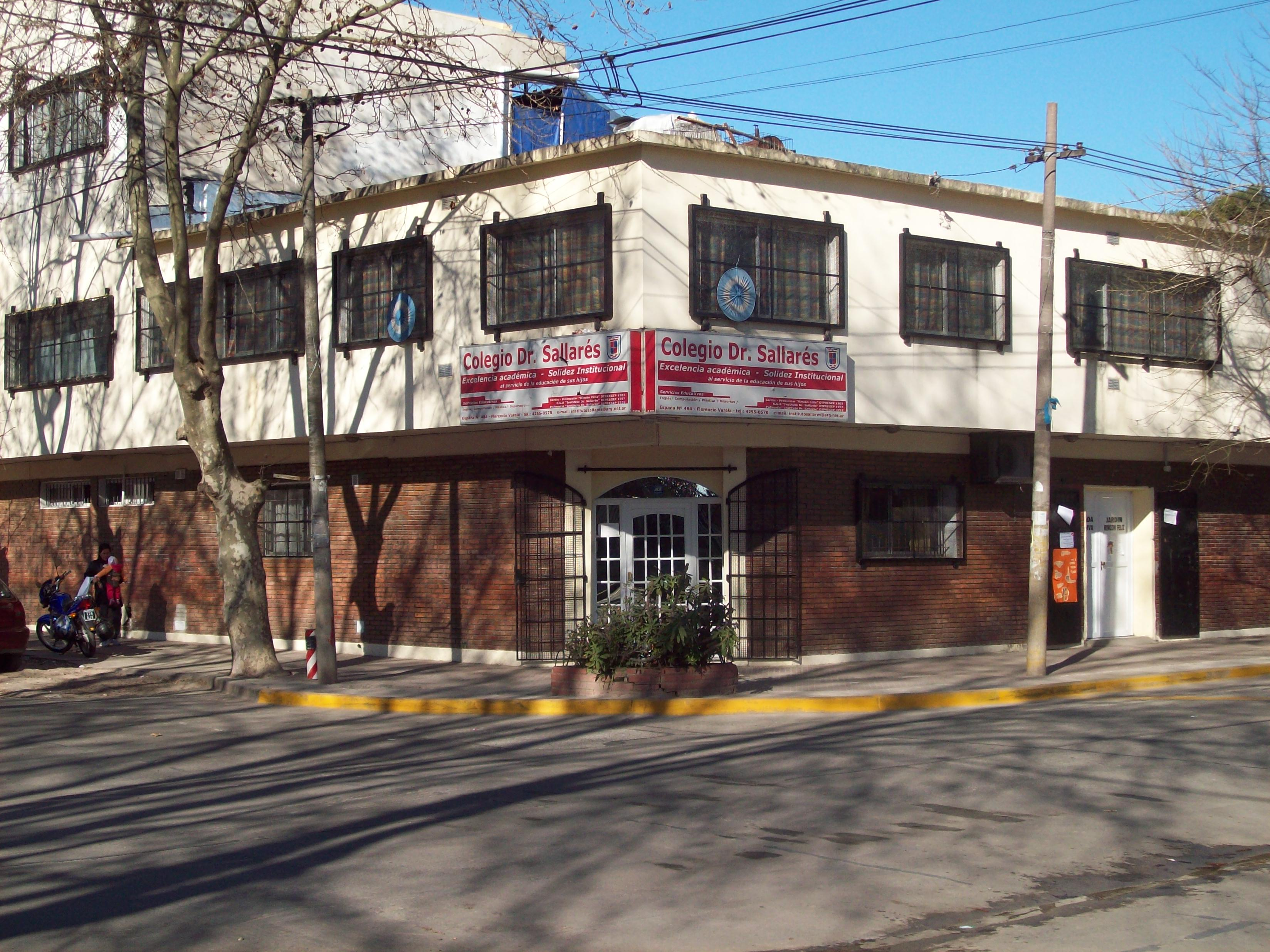
Colegio Dr. Sallarés.
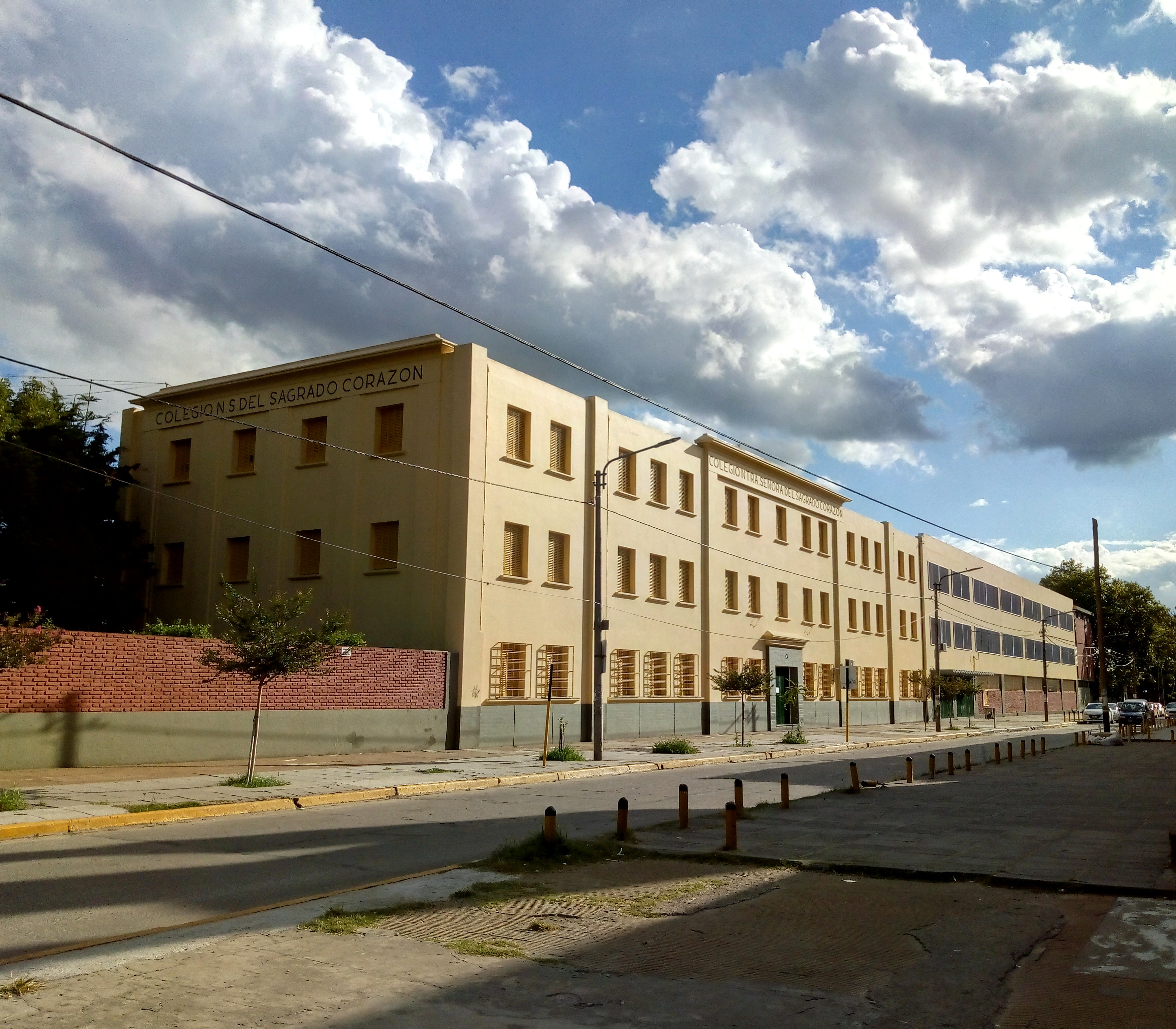
Colegio Nuestra Señora del Sagrado Corazón.

### Universidad Nacional Arturo Jauretche
La Universidad fue fundada el 29 de diciembre de 2009 e inaugurada el 17 de noviembre de 2010. Ocupa el predio que perteneciera a los Laboratorios de Investigación de YPF en el Cruce Varela. Inaugurados hacia 1942, los edificios fueron diseñados con la mayor modernidad para su época por los arquitectos De la María Prins y Olivera, y construidos por el Ministerio de Obras Públicas de la Nación. Abandonados durante dos décadas, los edificios fueron recuperados por un equipo de técnicos.
En 2018, la universidad cuenta con 20 747 estudiantes regulares.

### Escuelas
- Nro. 18 "Ricardo Rojas", barrio Bosques Centro
- Nro. 24 "Gabriela Mistral", barrio Presidente Avellaneda
- Nro. 26 "Aída Leonor Derosa", barrio El Rocío
- Nro. 29 "Rep. de Venezuela", barrio Presidente Perón
- Nro. 34 "Lidia Celaya", barrio Presidente Perón
- Nro. 38 "Rgto. Inf. Patricios", barrio Bosques Norte
- Nro. 39 "Víctor Mercante", barrio Santa Ana
- Nro. 50 "Martín Güemes", barrio Villa Hudson
- Nro. 55 "Pedro Orozco", barrio Ricardo Rojas
- Nro. 59 "José G. del R. Brochero", barrio San Rudecindo

- Nro. 1 "Gral. San Martín", Barrio Centro
- Nro. 2 "Juan Bautista Alberdi", Barrio Zeballos Centro
- Nro. 3 "Hipólito Irigoyen", Villa Mónica Nueva.
- Nro. 11 "Domingo F. Sarmiento", Barrio Centro
- Nro. 12 "Pcia. de Entre Ríos", Barrio San Nicolás
- Nro. 13 "Almafuerte", Barrio Martín Fierro
- Nro. 14 "R.E. de San Martín", Barrio Curva de Berraymundo
- Nro. 15 "Paula Alb. de Sarmiento", Barrio Villa del Plata
- Nro. 16 "Esteban Echeverría", Barrio 9 de Julio
- Nro. 20 "Rep. de Chile", Barrio La Esmeralda
- Nro. 21 "Larrea y G. Nacional", Barrio La Sirena
- Nro. 22 "Gob. Monteverde", Barrio Gobernador Monteverde
- Nro. 23 "J. F. Kennedy", Barrio San Emilio
- Nro. 28 "Pcia. de Córdoba", Barrio Marconi
- Nro. 32 "Carlos Moyano", Barrio San Eduardo
- Nro. 33 "Juan Manuel de Rosas", Barrio Santo Tomás
- Nro. 37 "R. Vera Peñaloza", Barrio La Sirena
- Nro. 40 "Ángel de Estrada", Barrio Villa Angélica
- Nro. 43 "Ismael Luis Roselli", Barrio Villa Mónica
- Nro. 48 "Enrique Banchs", Barrio San Nicolás
- Nro. 51 "Tte. Juan O. Abraham", Barrio Zeballos Centro
- Nro. 53 "Sold. Ramón Solorzano", Barrio Villa Aurora
- Nro. 54 "Miguel Arrazcaeta", Barrio Chacabuco

- Nro. 9 "Constancio C. Vigil", Barrio km 26.700
- Nro. 27 "Pcia. de Tucumán", Barrio San Jorge
- Nro. 30 "Islas Malvinas", Barrio Las Malvinas
- Nro. 44 "Juana P. Manso", Barrio Luján
- Nro. 49 "Dr. Luis Pasteur", Barrio San Jorge
- Nro. 52 "Capitán Giacchino", Barrio Malvinas 2
- Nro. 56 "Sergio A. Robledo", Villa Argentina
- Nro. 60 "Nueva Generación", Barrio Don José

- Nro. 7: «Carolina de Luchetti», Barrio La Carolina.
- Nro. 19: «Escuela de Educación Secundaria», Barrio La Carolina.
- Nro. 31: «C. Nalé Roxlo», Barrio La Carolina 2.
- Nro. 35: «17 de Agosto», Barrio El Parque.
- Nro. 42: «Benita Gorostidi», Barrio La Rotonda.
- Nro. 45: «Haydeé S. Guerrero», Barrio El Parque.

- Nro. 4 "Dr. Florencio Varela", Barrio La Capilla
- Nro. 8 "Bernardino Rivadavia", Barrio El Tropezón

- Nro. 36 "Patricias Argentinas", Barrio San Francisco Grande

- Nro. 5 "Guillermo E. Hudson", Barrio Villa San Luis
- Nro. 61 "Juana Azurduy", Barrio San Francisco Chico

- Nro. 19 "Mariano Moreno", Barrio Santa Rosa
- Nro. 41 "Reynaldo Pérez", Barrio Pico de Oro
- Nro. 43 "Ismael Roselli", Villa Mónica Vieja
- Nro. 46 "María Curié", Villa Mónica Vieja

- Nro.1 Dr. Silvio Dessy Villa Vatteone.
- Nro. 6 "Dr. Salvador Sallarés", Villa General San Martín.
- Nro. 10 "Manuel Belgrano", Barrio Villa Vatteone.
- Nro. 25 "Cecilia Grierson", Barrio Mayol.
- Nro. 47 "José Hernández", Barrio Curva de Chávez Norte.
- Nro. 58 "Dr. Nicolás Boccuzzi", Villa Vatteone.

### Escuela Educación Secundaria Técnica
- Escuela De Educación Secundaria Técnica Nº1 "Coronel De Marina José Luis Piedra Buena"
- Escuela De Educación Secundaria Técnica Nº2 "Rodolfo Walsh"
- Escuela De Educación Secundaria Técnica Nº4 "Prof. Jorge Alberto Sábato"

### Bibliotecas públicas

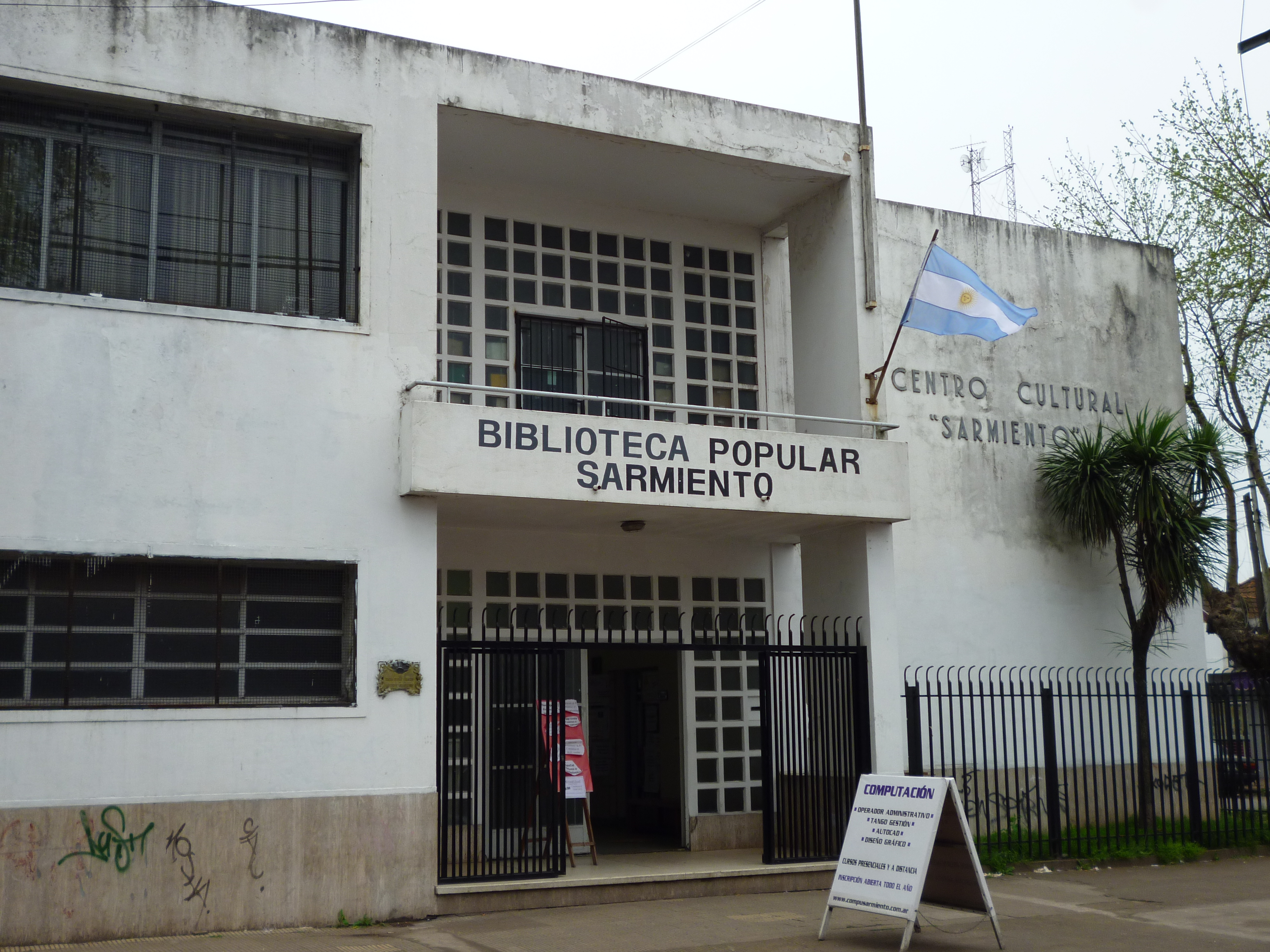
Biblioteca Popular y Centro Cultural Sarmiento.

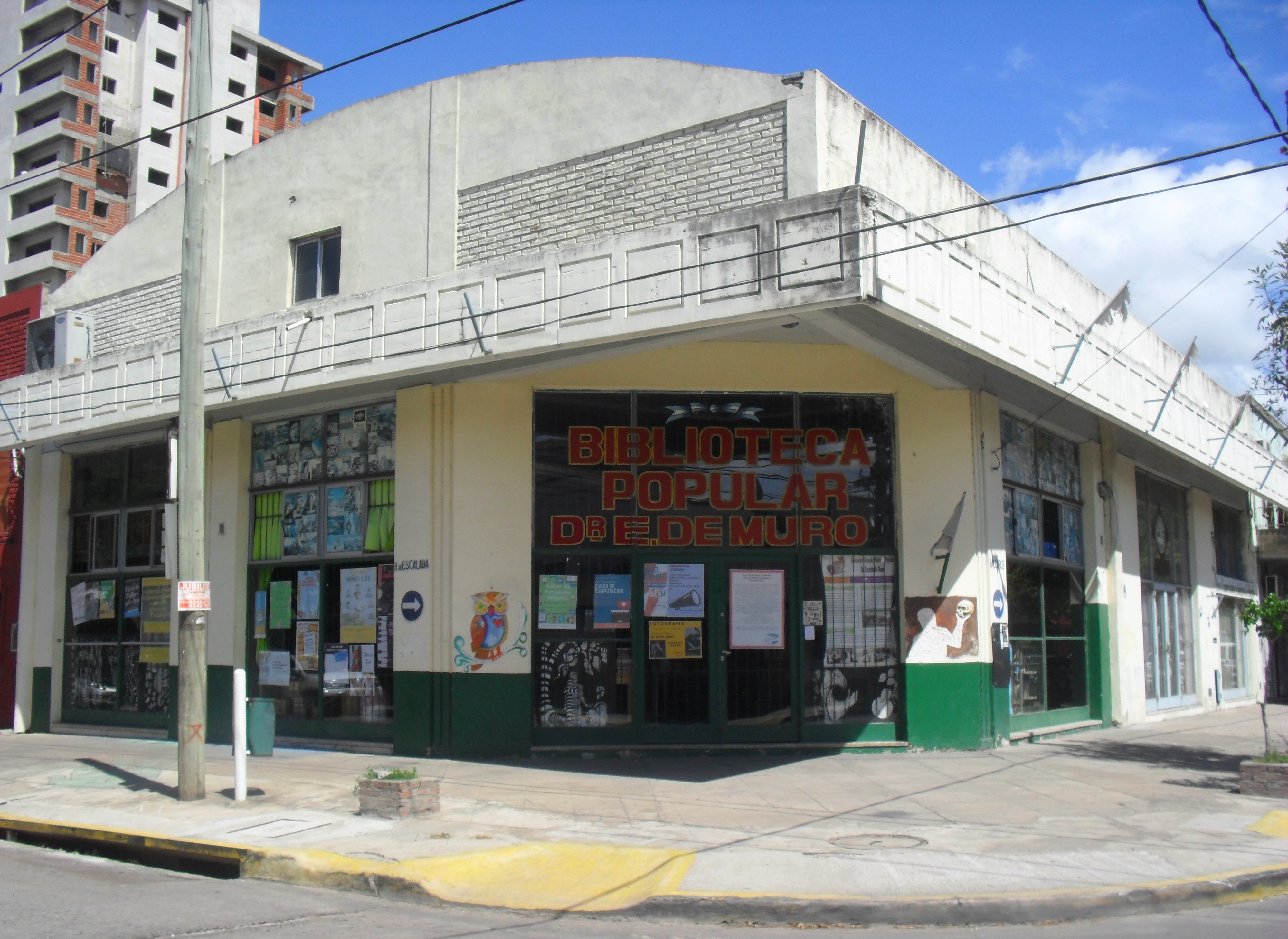
Biblioteca Dr E. Muro.

- Biblioteca Popular y Centro Cultural Sarmiento, inaugurada en 1921 y actualmente en funcionamiento. El edificio es de 1939 y fue diseñado por el reconocido arquitecto Vladimiro Acosta, se encuentra en el Centro de Varela.
- Biblioteca Popular Almafuerte - B. Zeballos
- Biblioteca Popular Belgrano - B. Ingeniero Allan
- Biblioteca Popular Lisandro de la Torre - B.Bosques Norte
- Biblioteca Popular José Marti - B. Ricardo Rojas
- Biblioteca Popular Guillermo Enrique Hudson - B. Villa San Luis
- Biblioteca Popular Hugo del Carril - B. San Jorge
- Biblioteca Popular Dr. Florencio Varela - B. Villa Vatteonne
- Biblioteca Popular Poetisa Alfonsina Storni - B. San Francísco
- Biblioteca Popular Florencio Sánchez - B. La Colorada
- Biblioteca Popular El Pergamino - B. Los Tronquitos
- Biblioteca Popular Santo Tomás de Aquino - B. Santo Tomás
- Biblioteca Popular Miguel López - B. Villa Angélica
- Biblioteca Popular Dr de Muro - B. López Romero, Cruce Varela

## Economía

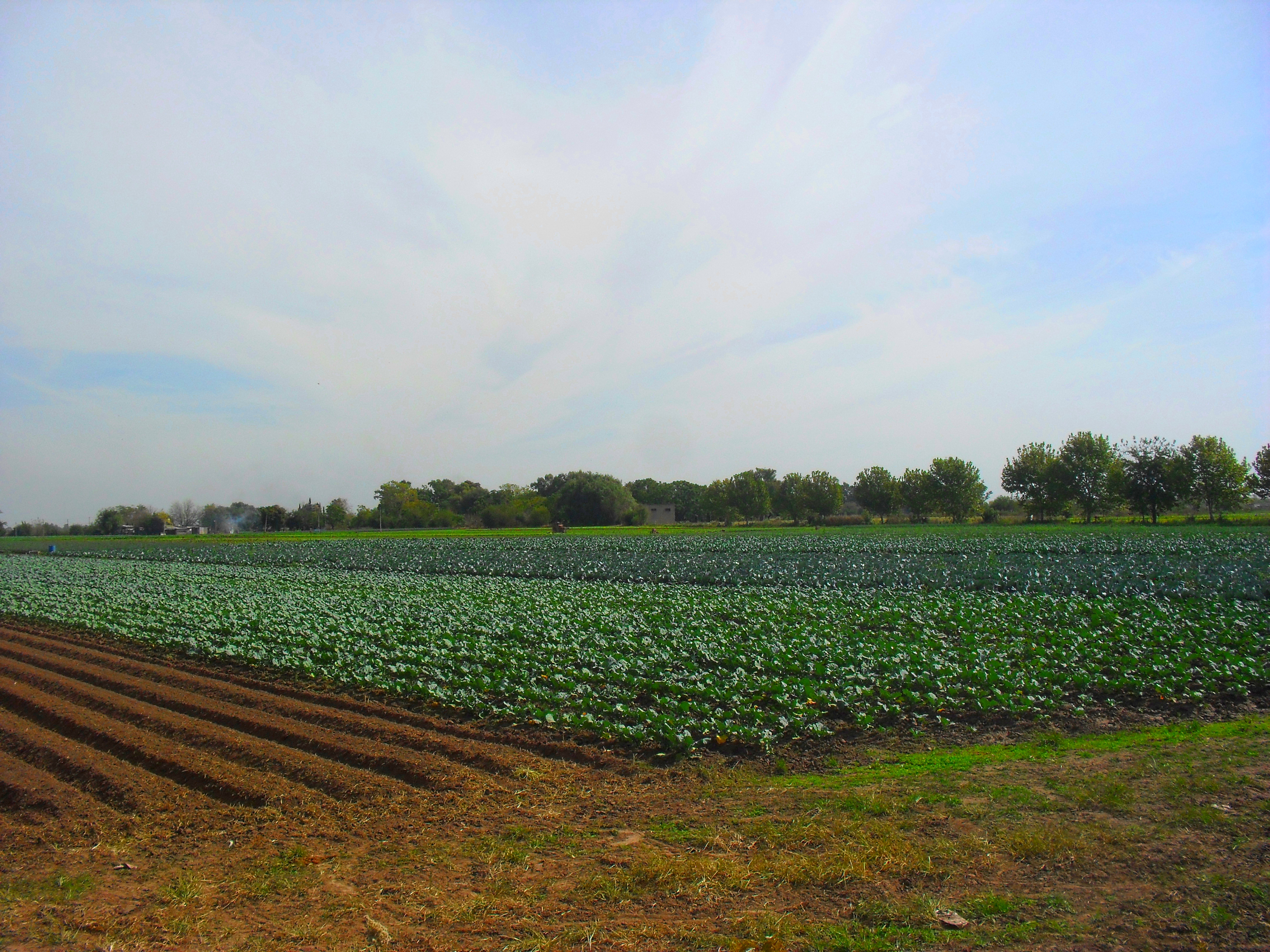
Cultivos en el área rural de Villa Brown.

Se destacan las actividades productivas como la fruti-horticola, gracias a su basto terreno apto para el cultivo en el sur del distrito. Se ha notado un cambio en quienes generan tales producciones, ya sea en carácter de propietarios o arrendatarios, son de origen boliviano, cuando antes esa mayoría se daba en japoneses o descendientes de éstos, italianos, portugueses, españoles y algunos de origen criollo.
Dentro de la producción de frutas se destacan la de frutillas y frambuesas, también duraznos, naranjas, ciruelas y kiwis, aunque la producción de frutas no es igual a la proporción de tiempos pasados.
La ganadería también es explotada, aunque en menor medida; y el suministro de leche a las empresas autorizadas para su explotación, también está presente.
La avicultura, ya sea en el producto de aves o huevos, la apicultura y la producción de conejos, también son actividades que se llevan a cabo en la zona.
Los cultivos de pastos tampoco faltan, en especial los campos de alfalfa.
Dentro de las actividades industriales hay elaboración de productos químicos y medicinales (Instituto Biológico Argentino, Laboratorios Abbot), metalúrgicas, mataderos y frigoríficos de mediano tamaño, y en menor medida la fabricación de alimentos y manufacturas. Muchas de estas industrias se ubican al oeste, en Bosques e Ingeniero Allan. Se encuentra en Ingeniero Allan el incipiente Parque Industrial y Tecnológico de Florencio Varela (PITEC).
La Unión Industrial local da cuenta de no menos de 200 empresas en el distrito.

## Deportes

Mural de Defensa y Justicia.

El Club Social y Deportivo Defensa y Justicia es el club local, su Estadio Norberto «Tito» Tomaghello, se ubica en la localidad de Gobernador Costa. La institución fue fundada el 20 de marzo de 1935 y su principal actividad es el fútbol, dónde también promueve la práctica de otros deportes como el balonmano y el hockey.
Defensa y Justicia participa de la Primera División de Argentina desde el segundo semestre del 2014, luego de ser subcampeón de la B Nacional, en la temporada 2013/14. En ese campeonato, Defensa y Justicia realizó una muy buena campaña, cosechando 75 puntos y por ende obteniendo el ascenso a la máxima categoría del fútbol argentino.
Para sus partidos en condición de local, el equipo juega en el Estadio Norberto Tomaghello, el cual disponía de una capacidad de 11 000 personas hasta mediados de 2014. En los años posteriores, con la ampliación de la tribuna popular norte y la construcción de una nueva platea con capacidad de más de 1000 asientos, el estadio cuenta con un aforo de 18 000 espectadores.
"Defensa" es uno de los clubes que más temporadas disputó en la Primera B Nacional, con un total de 24. Ha jugado en todas las categorías del fútbol argentino, siendo uno de los pocos clubes que jugó desde la categoría más baja y logró ascender a Primera División, alcanzando además un título internacional: La Copa Sudamericana 2020.
Existen clubes de barrio como: el Club Social y Deportivo Bosques Norte, Club Social y Deportivo Unión Altamira, Club Social y Deportivo Zeballos, Club Atlético Villa Mónica, Club Villa Aurora, Club Villa Brown, entre otros. Uno de los más antiguos es el Club Varela Junior, el cual fue fundado el 9 de abril de 1909. Es una institución de carácter deportivo y social en el que se practican actividades como natación, básquet, tenis, fútbol, rugby, padel, entre otras. Está ubicado en el Centro de la Ciudad de Florencio Varela.
Existen tres grandes complejos de esparcimiento y actividades deportivas para las distintas edades: el Polideportivo Don Orione, el Parque deportivo, recreativo y cultural de Villa Angélica y el Polideportivo La Patriada, éste cuenta con pileta de natación semiolímpica, pileta exterior, estadio cubierto, playón multideportes, área de juegos infantiles, pista de patinaje, salón de usos múltiples, entre otros.
En las 90 escuelas deportivas situadas en sociedades de fomento, clubes y plazas se pueden realizar disciplinas por la población joven del distrito.

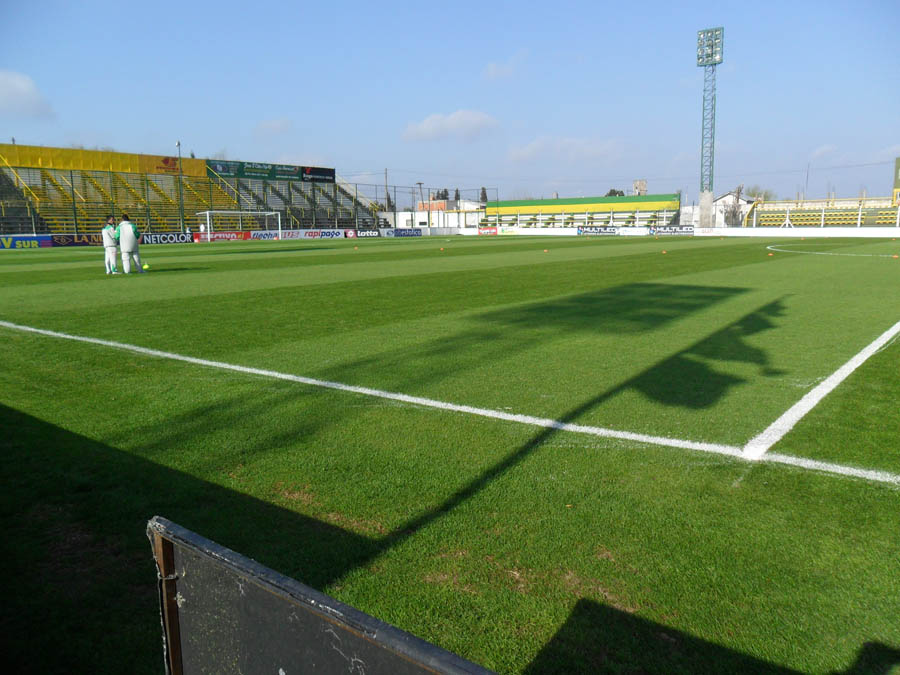
Estadio Norberto Tomaghello.
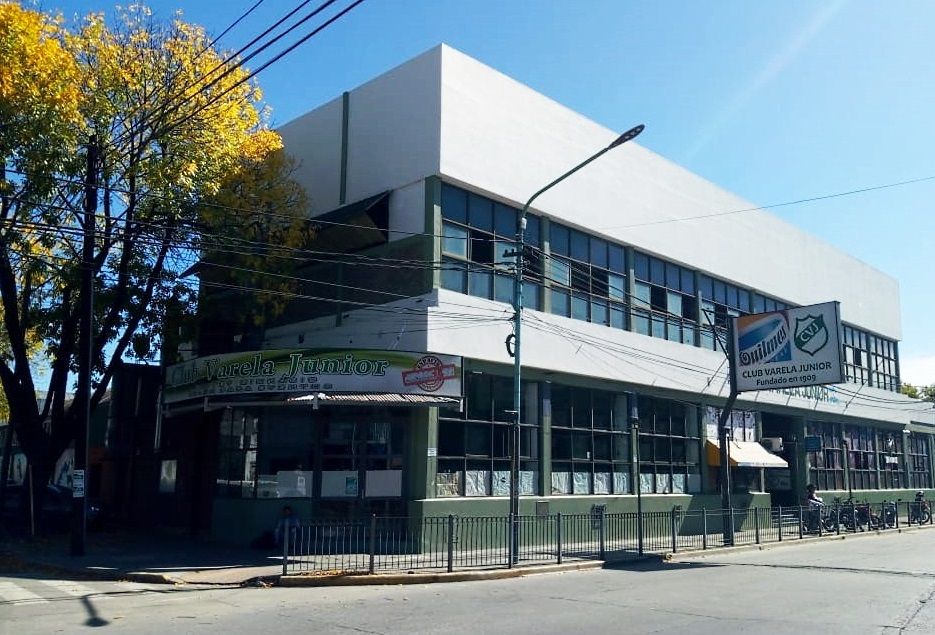
Club Varela Junior.
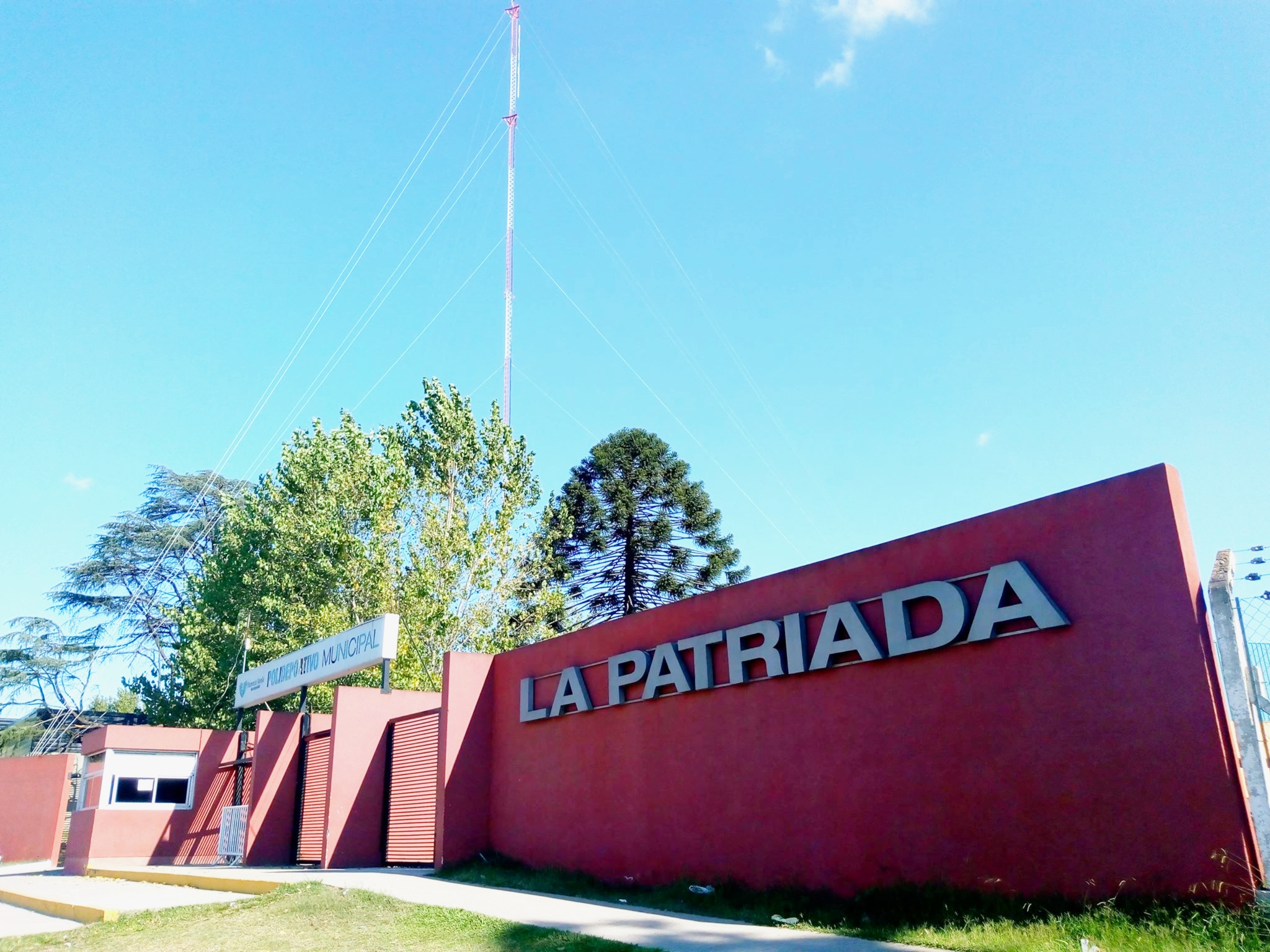
Polideportivo La Patriada.

## Transportes

### Accesos

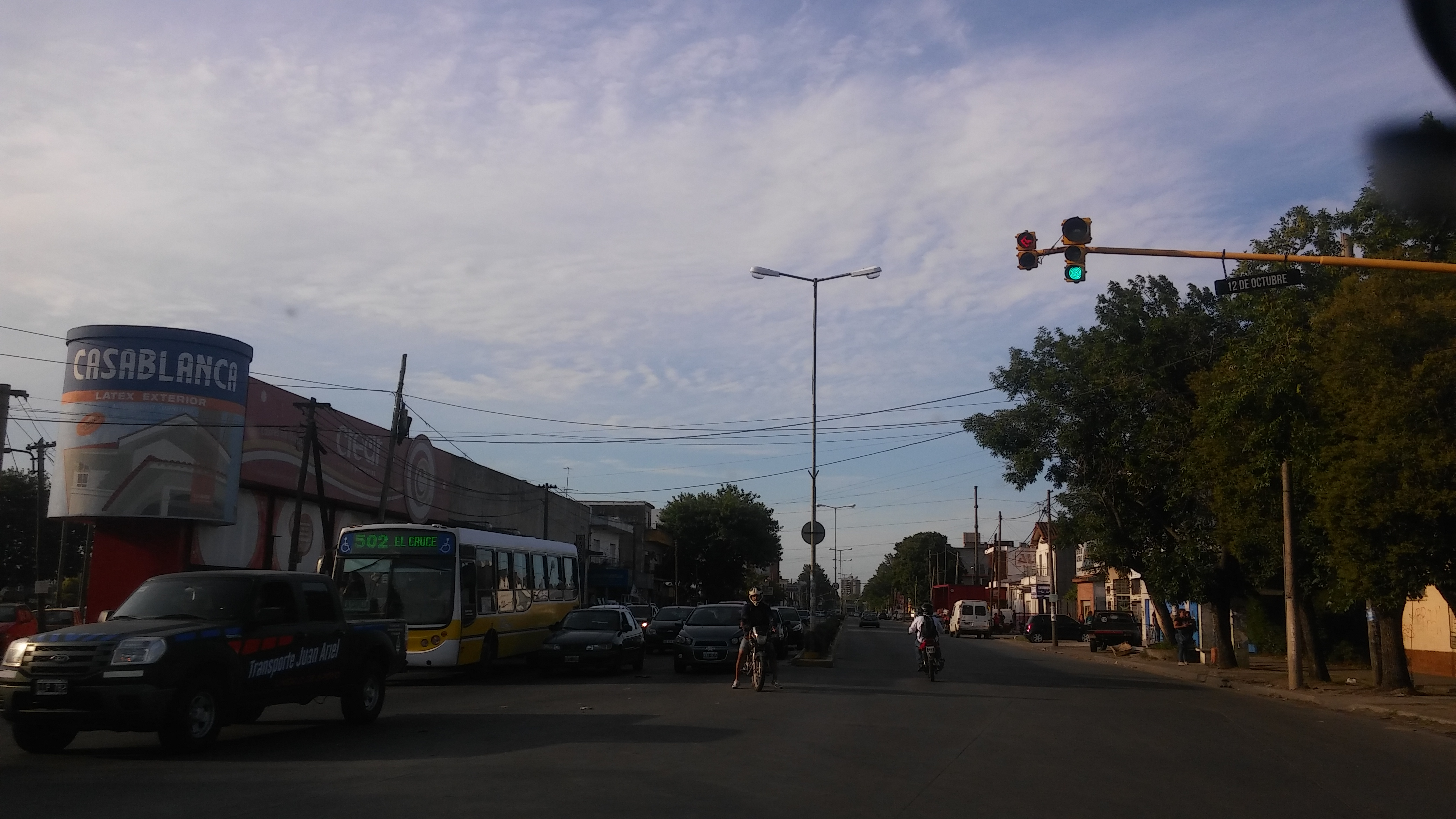
Avenida Eva Perón en su cruce con las Avenidas Bélgica y 12 de Octubre, mirando al norte.

La principales vías de acceso a este municipio son:
- La  - Autovía 2 - (desde Mar del Plata);
- La  - Avenida Monteverde - (desde Almirante Brown);
- La  - Camino General Belgrano - (desde Lanús, La Plata);
- La  - Avenida Calchaquí - (desde la Ciudad de Buenos Aires, Avellaneda, La Plata);
- La  - Avenida General San Martín - (desde Quilmes), - Avenida Eva Perón - (desde Brandsen).
- La Autopista Camino del Buen Ayre, también conocida como Autopista Presidente Juan Domingo Perón (desde zona oeste) tramo en obra
- La Avenida Padre Obispo Jorge Novak (desde san francisco zolano)
- Avenida Teniente General Donato Álvarez

La red vial secundaria se compone de calles y avenidas.

### Terminal de larga distancia

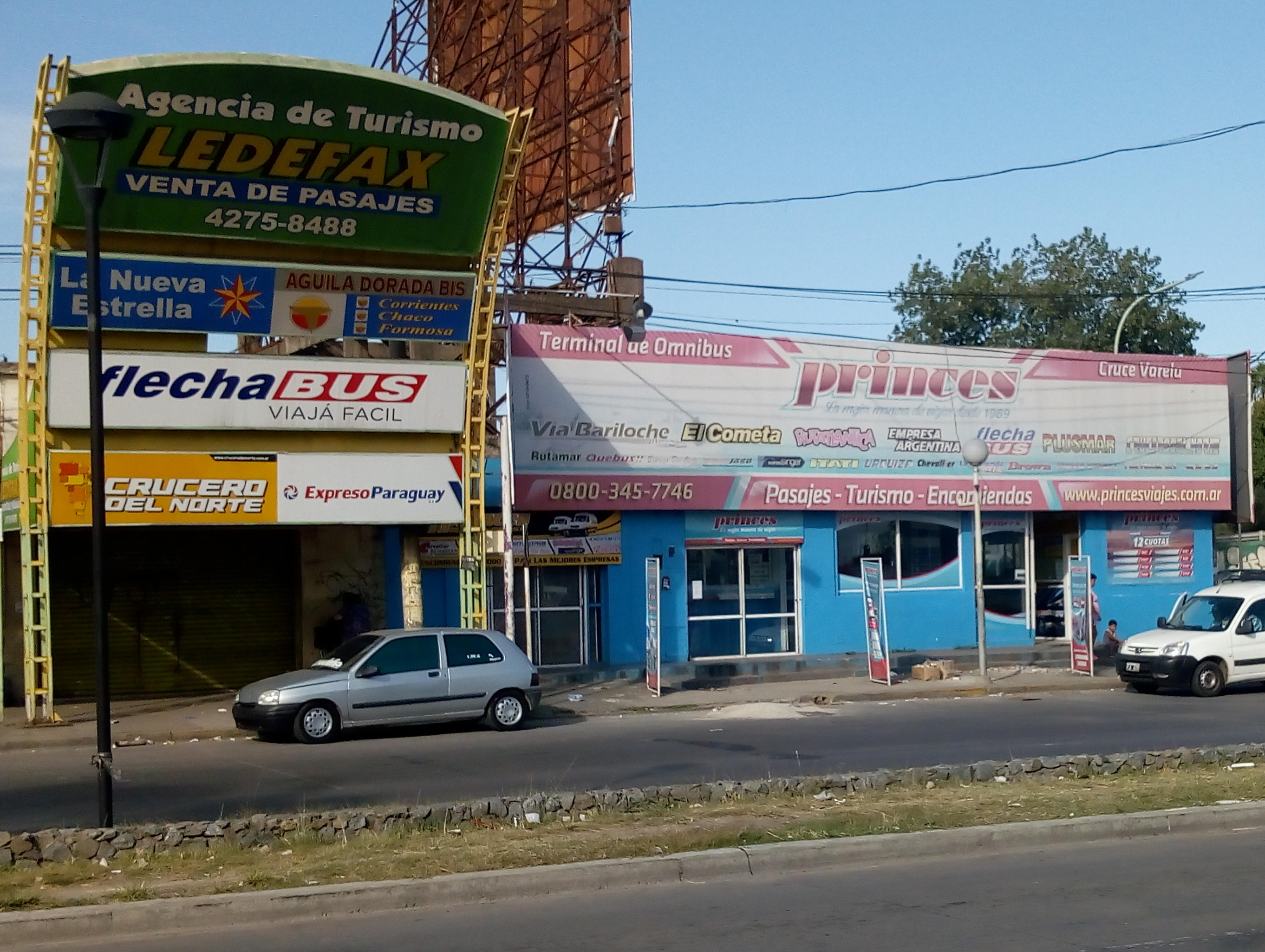
Terminal de ómnibus de larga distancia del Cruce Varela (Lado Berazategui).

En la estación terminal del Cruce Varela, atienden la mayoría de las empresas de transporte de larga distancia de micros del país, que hacen escala o parten desde la misma terminal con destinos tanto nacionales como internacionales (países vecinos).

### Colectivos

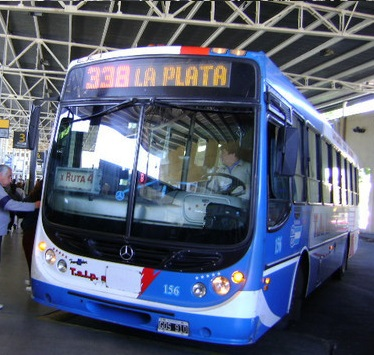
Colectivo de la línea 338.

- Media distancia:

129 (Misión Buenos Aires): 
* ramal 10' Barrio Marítimo - Plaza Miserere, 
* ramal 14 Florencio Varela - Retiro,
* ramal 19 Ingeniero Allan - Plaza Miserere.
338 (Transporte Automotores La Plata S.A.): San Isidro - Morón - La Plata.
414 (Nueve de Julio S.A.T.): Florencio Varela - La Plata.
- Corta distancia:Colectivo de la línea 148.

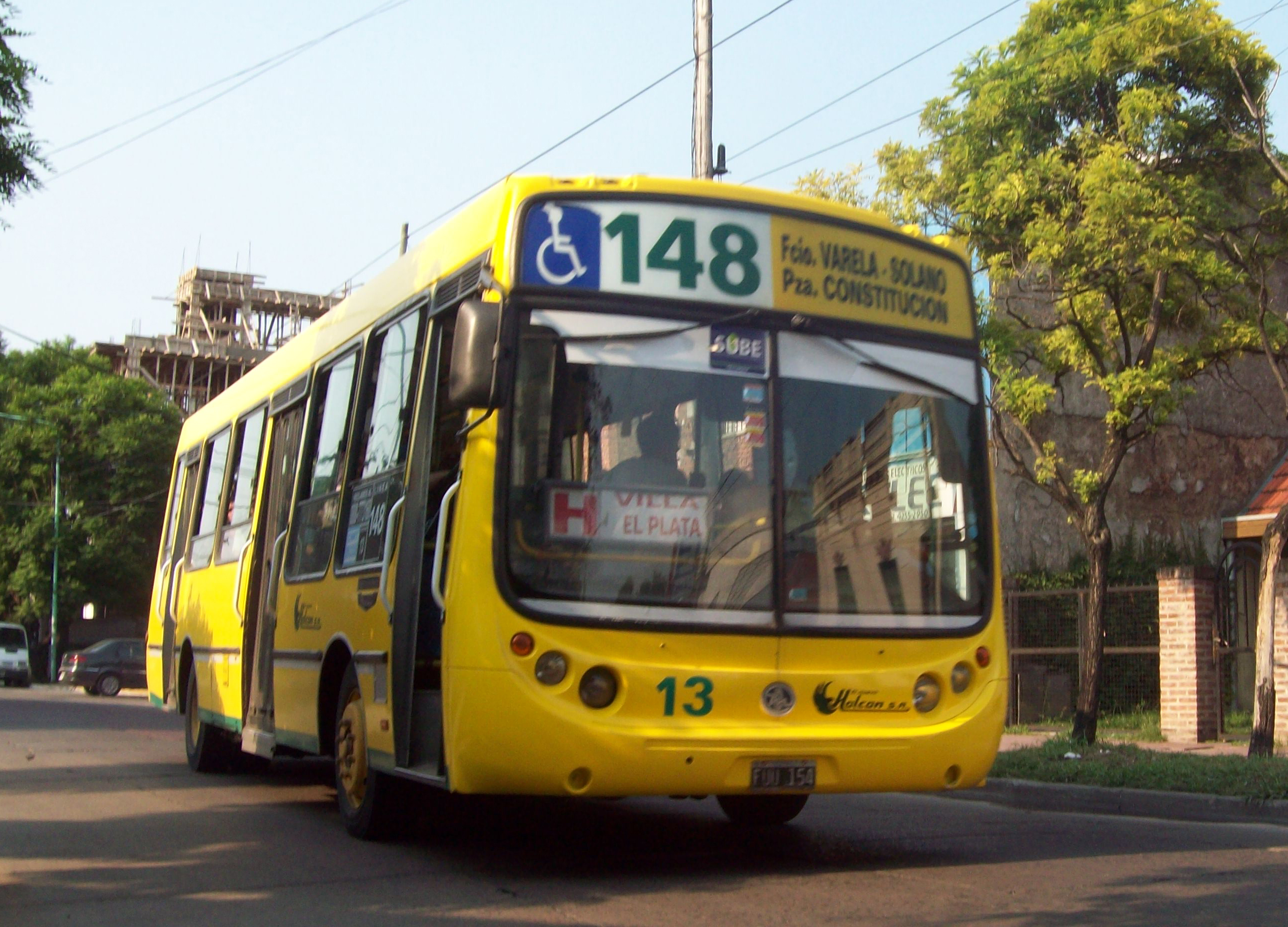
Colectivo de la línea 148.

79 (Empresa San Vicente S.A.T.): Florencio Varela - Plaza Constitución.

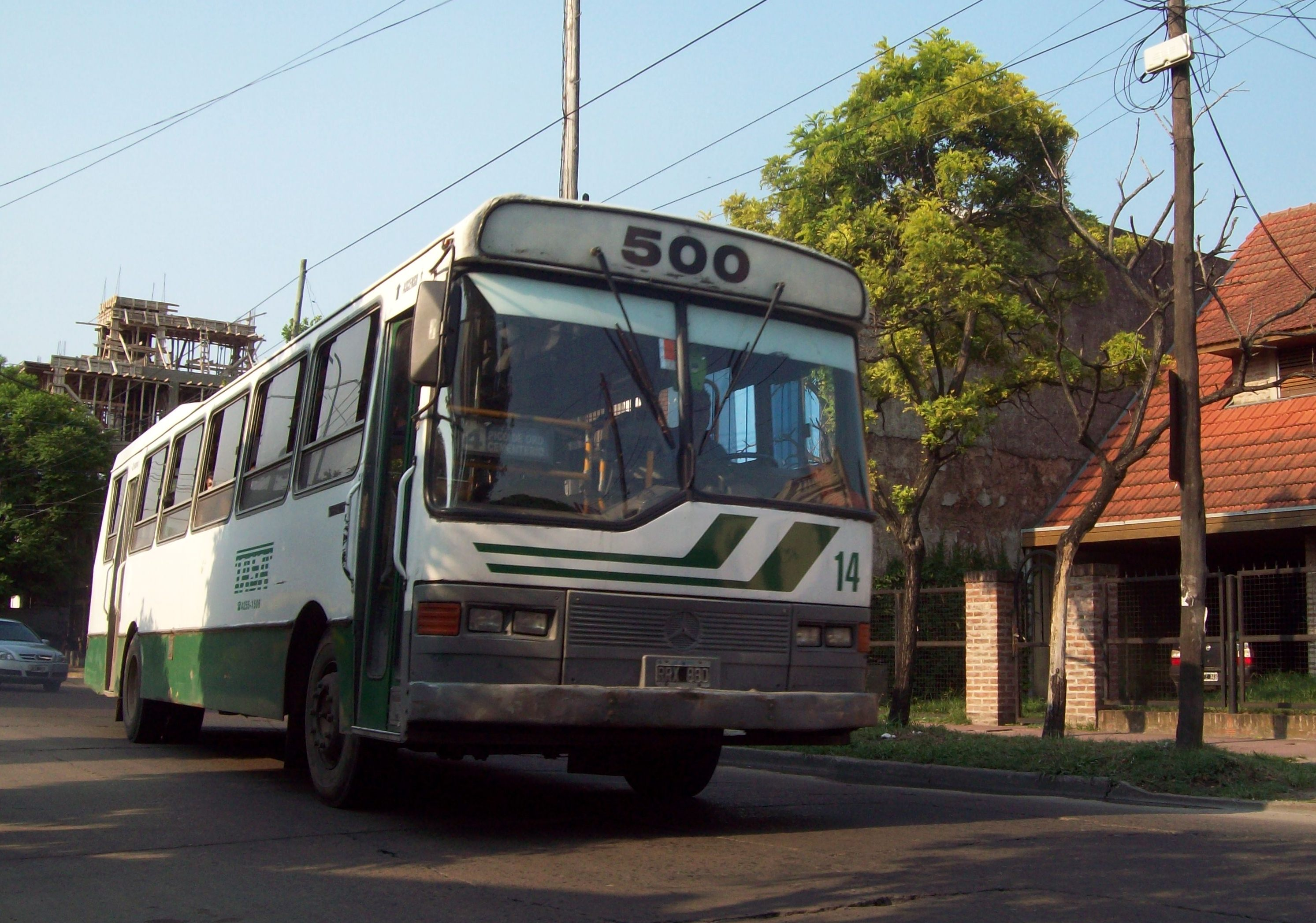
Colectivo de la Línea 500 por la calle Alberdi.

98 (Expreso Quilmes S.A.): :
* ramal 3N -negro- (por Calchaquí) Villa España - Plaza Miserere, 
* ramal 3V -verde- (por Gral. Acha) Villa España - Plaza Miserere.
148 (El Nuevo Halcón S.A.):
* ramal C Cementerio (por Yrigoyen) Cementerio de Florencio Varela - Plaza Constitución,
* ramal C La Capilla (por Senzabello) La Capilla - Plaza Constitución,
* ramal F Solano (por Monteverde) Estación Solano - Plaza Constitución,
* ramal H Villa del Plata Villa del Plata - Plaza Constitución,
* ramal V Est. Varela La Capilla - Estación Varela.
159 (Micro Ómnibus Quilmes S.A.C.I.F.):
* ramal 1 x Mitre Cruce Varela - Correo Central,
* ramal 2 x Acceso Berazategui - Correo Central.
178 (La Colorada S.A.C.I.): 
* ramal B (Por San Martín) Zeballos - Nueva Pompeya, 
* ramal C Roja (por Senzabello) Zeballos - Nueva Pompeya,
* ramal C Verde (por Yrigoyen) Zeballos - Nueva Pompeya, 
* ramal G (por Senzabello) Zeballos - Nueva Pompeya.
257 (Expreso Villa Nueva S.A.)::
* ramal Monteverde Cementerio de Quilmes - San Francisco Solano,
* ramal Pasco Cementerio de Quilmes - San Francisco Solano.
266 (Expreso Villa Galicia - San José S.R.L): ramal 5 Florencio Varela - Lomas de Zamora.

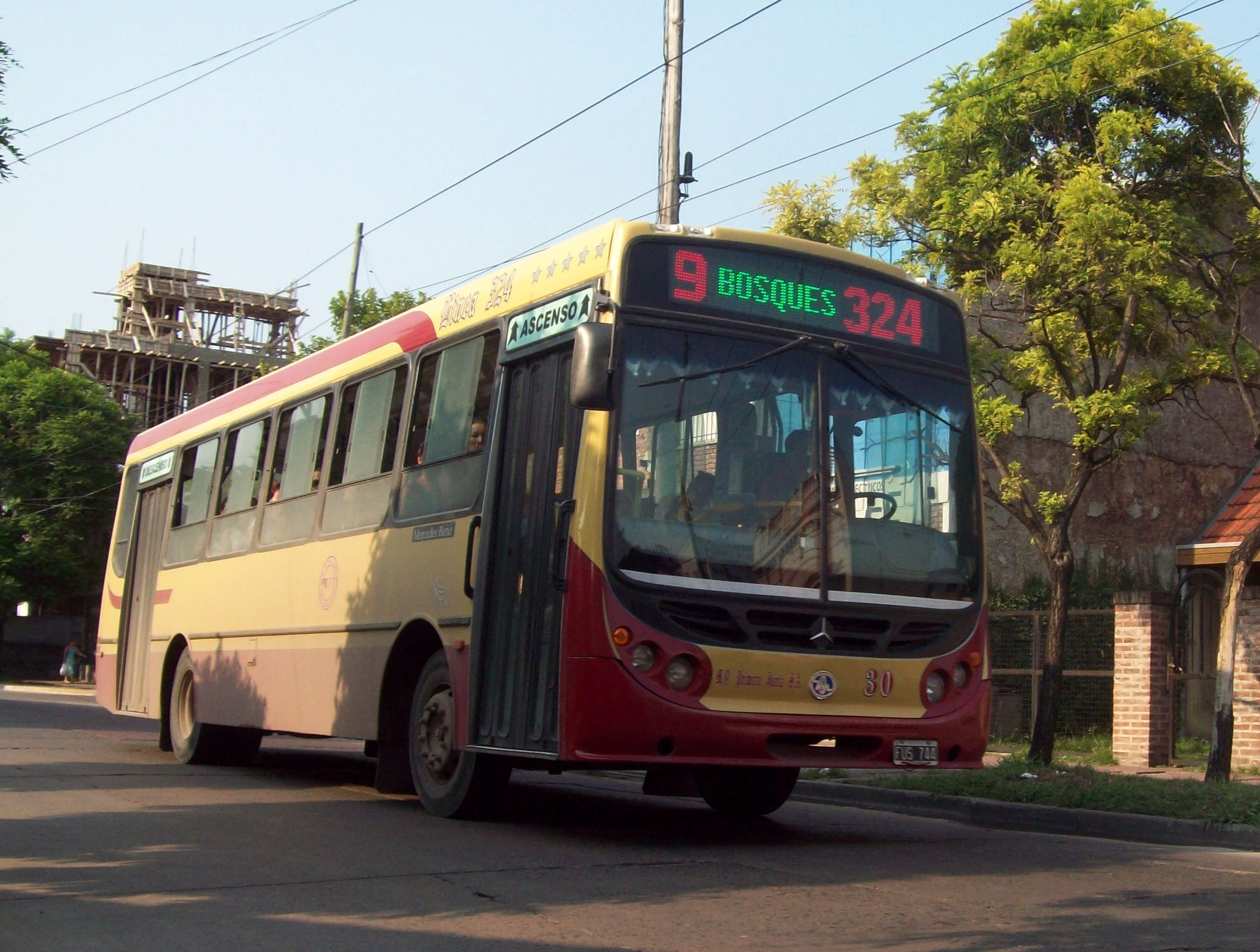
Colectivo de la línea 324.

324 (Micro Ómnibus Primera Junta S.A.)
* ramal 2 Est. Varela - Est. Gutierrez / ramal 2 Hospital El Cruce - El Pato / ramal 2 Hospital El Cruce - Colegio / ramal 2 Hospital El Cruce - Escuela Agraria / ramal 2 Est. Varela - Plaza / ramal 2 Est. Varela - Alpargatas,
* ramal 3 Don Bosco - La Carolina,
* ramal 5 Don Bosco - Km. 56,
* ramal 6 Don Bosco - Colegio / ramal 6 Don Bosco - La Carolina / ramal 6 Est. Varela - La Carolina / ramal 6 Don Bosco - Escuela Agraria / ramal 6 Don Bosco - El Pato,
* ramal 9 Walmart - Bosques
* ramal 16 Don Bosco - Est. Varela.
354 (Transporte Automotor Lanús Este S.A):
* ramal B Florencio Varela - Estación Lanús
* ramal F Cruce Varela - Puente Alsina.
383 (Transporte San Juan Bautista S.A.): 
* ramal 7 Claypole - Pista de Trote,
* ramal 9 Claypole - Est. Varela, 
* ramal 9 Claypole - Villa Argentina.
403 (Empresa San Vicente S.A.T.): Florencio Varela - Lomas de Zamora.
- Municipal:Colectivo de la Línea 500 por la calle Alberdi.

500 (Transporte San Juan Bautista S.A.): (ramal 1 San Jorge) Cruce Varela - Complejo habitacional Santa Rosa.
501 (Micro Ómnibus Primera Junta S.A.): (Lederle) Est. Fcio. Varela - La Carolina.
502 (El Nuevo Halcón S.A.): (San Francisco) Cruce Varela - La Capilla.
503 (Transporte San Juan Bautista S.A.): (ramales K La Colonia y R Penitenciaría): Cruce Varela - La Colonia.
504 (Micro Ómnibus Primera Junta S.A.): (Est. Sourigues) Est. Fcio. Varela - Est. Sourigues.
505 (La Colorada S.A.C.I.): (Complejo Santa Rosa) Cruce Varela - Complejo Santa Rosa.
506 (Transporte San Juan Bautista S.A.): (ramal 2 Mayol) Cruce Varela - Los Pilares.
507 (Transporte San Juan Bautista S.A.): (ramal 3 Bosques) Cruce Varela - Bosques.
508 (Transporte San Juan Bautista S.A.): (ramal 4 Cementerio): Cruce Varela - Cementerio de Florencio Varela.
509 (Transporte San Juan Bautista S.A.): (ramal 8L Villa San Luis): Florencio Varela - Villa San Luis.
511 (Transporte San Juan Bautista S.A.): (ramal 8J Don José): Florencio Varela - Don José.
512 (Transporte San Juan Bautista S.A.):  (ramal 8M Mayol x Materno): Florencio Varela - Los Pilares.

### Metrobús
La ciudad cuenta con dos ramales de Metrobús, los únicos de la zona sur del Gran Buenos Aires, uno sobre la Avenida San Martín que conduce al centro de Varela, y otro sobre la Avenida Calchaquí que lleva al Cruce Varela

#### Metrobús Florencio Varela
Desde el 25 de septiembre de 2019 se encuentra en funcionamiento el Metrobús sobre la Avenida General José de San Martín, que forma parte de la Ruta Provincial 53. Cuenta con una extensión de 3,2 kilómetros, pose 9 paradas
En el tramo de la Avenida General José de San Martín que va desde la intersección de la Avenida Monteverde hasta la calle Juan José Castelli / 9 de julio de 1816 en el centro de Varela
Las líneas que operan sobre el corredor son las siguientes: 79 129 148 178 324 383 403 500 502 503 505 506 507 508 509 512

#### Metrobús Calchaquí
Desde el 4 de junio de 2019 se encuentra en funcionamiento el Metrobús sobre la Avenida Calchaqui, que forma parte de la Ruta Provincial 36. Cuenta con una extensión de 8,7 kilómetros, pose 12 paradas
En el tramo de la Avenida Calchaquí que va desde la Avenida República de Francia hasta la calle Sargento Cabral (pasando enfrente del Hospital El Cruce y el predio de la UNAJ y el Concejo Deliberante de Florencio Varela). El recorrido de esta línea de metrobús inicia en el Triángulo de Bernal y termina en el Cruce Varela, abastece a los partidos de Quilmes, Berazategui y Florencio Varela
Las líneas que operan sobre el corredor son las siguientes: 98 129 148 159 257 324

### Trenes

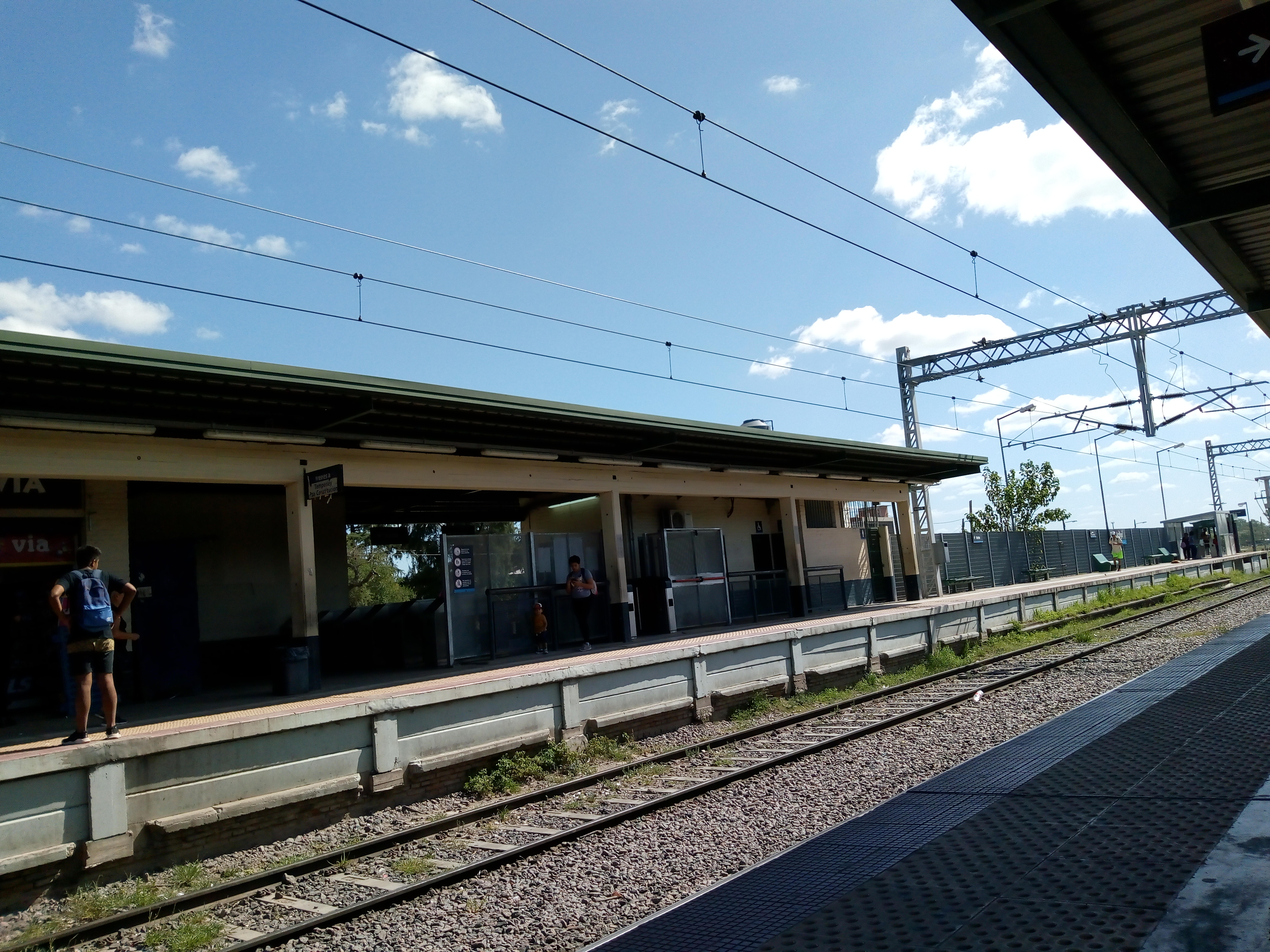
Estación Ing. Dante Ardigó.
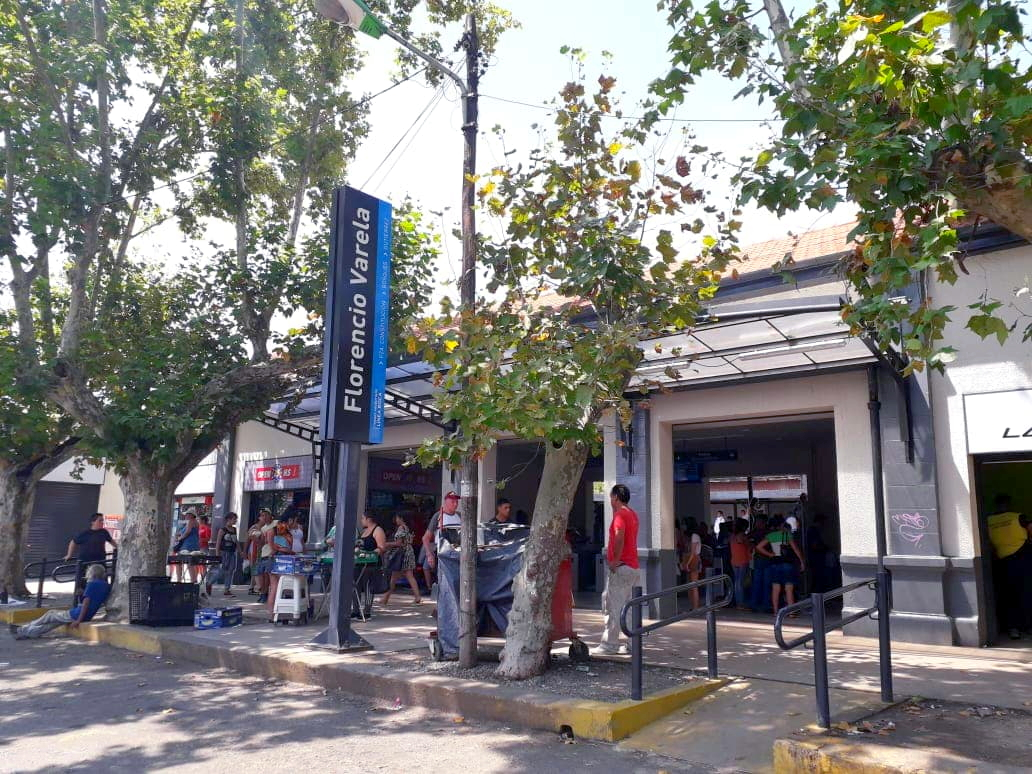
Estación Florencio Varela.
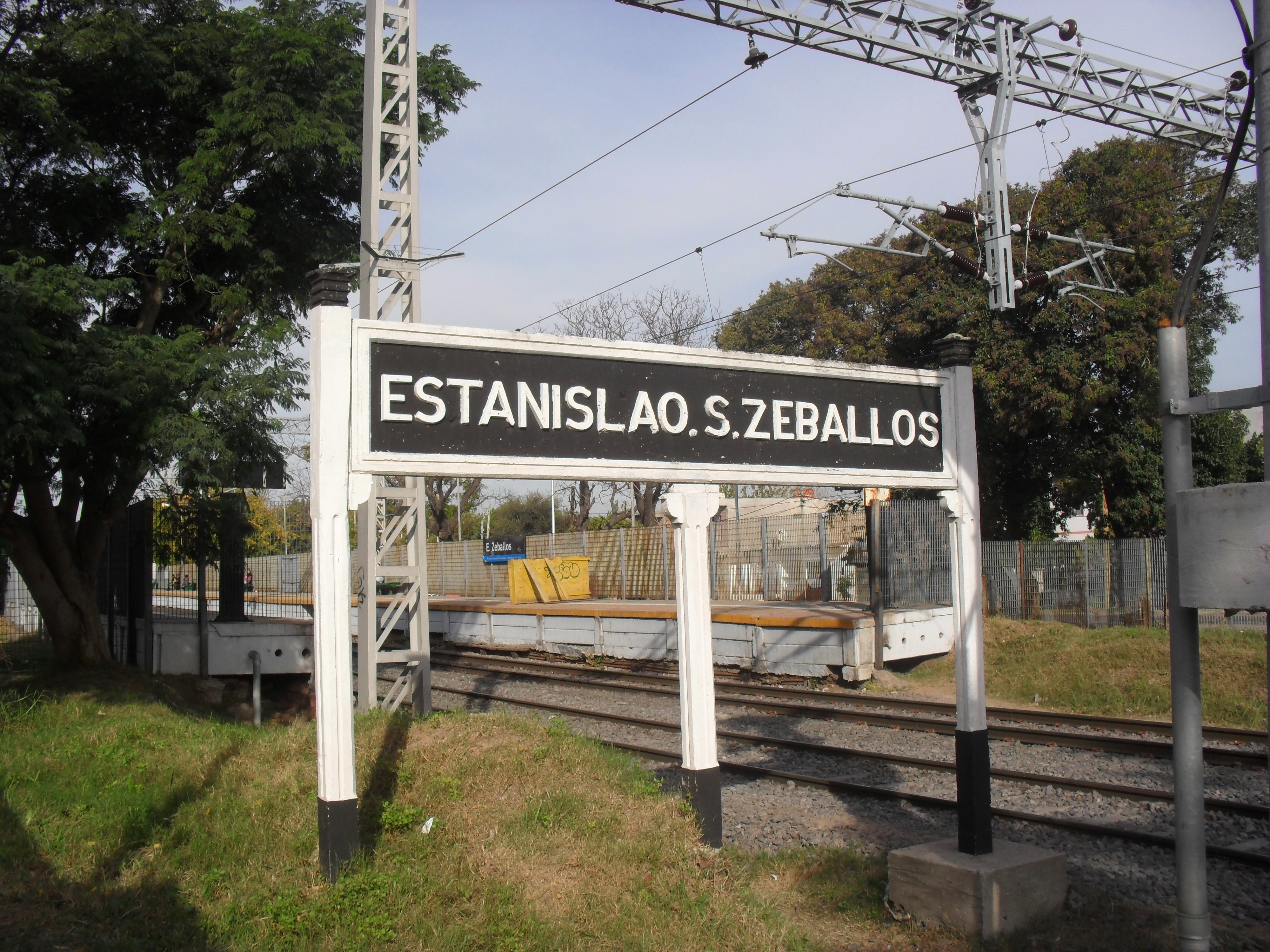
Estación E. S. Zeballos.
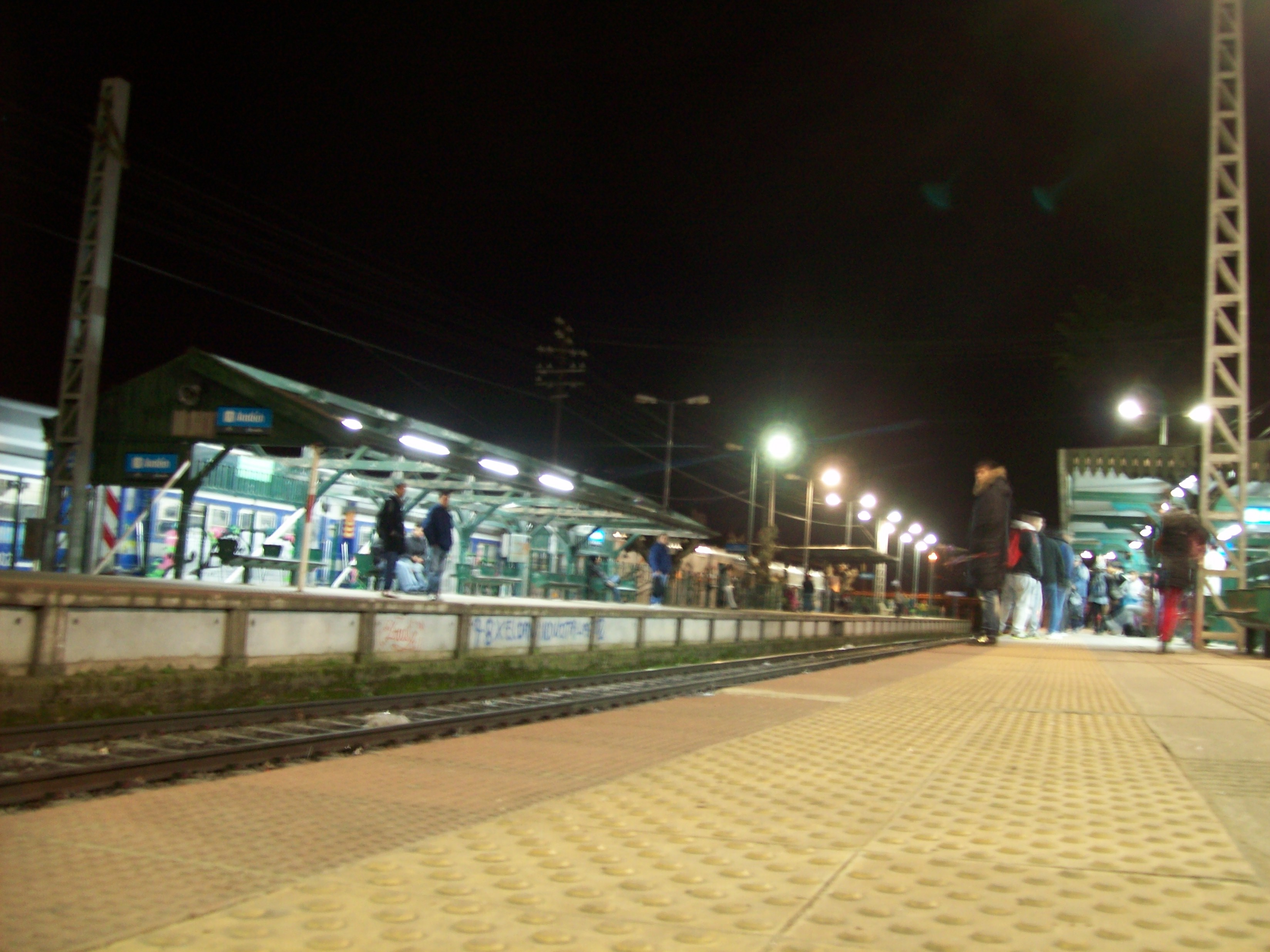
Estación Bosques.
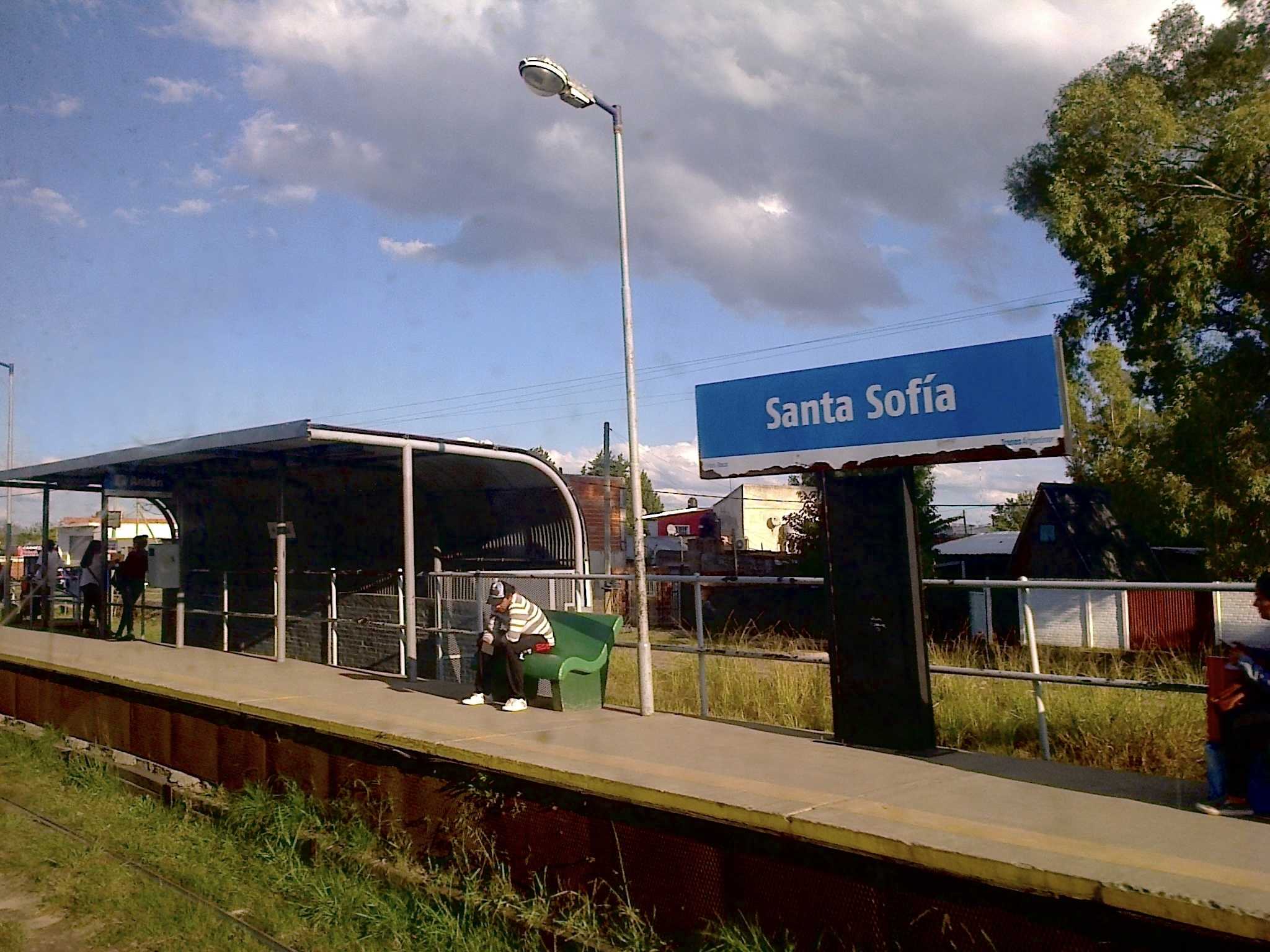
Estación Santa Sofía.
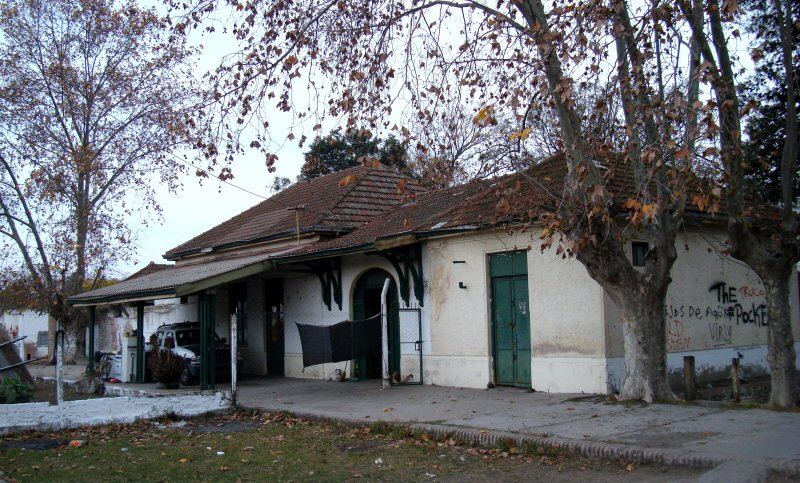
Estación Gob. Monteverde (no operativa).
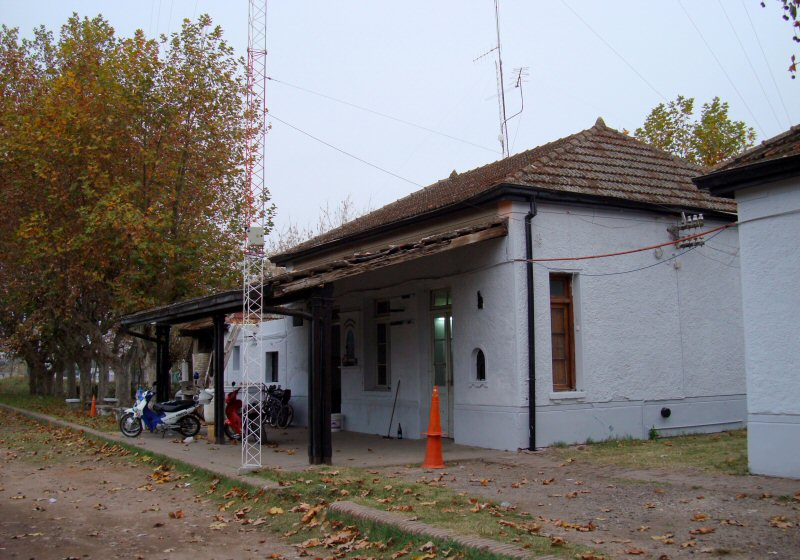
Estación Ingeniero J. Allan (no operativa).

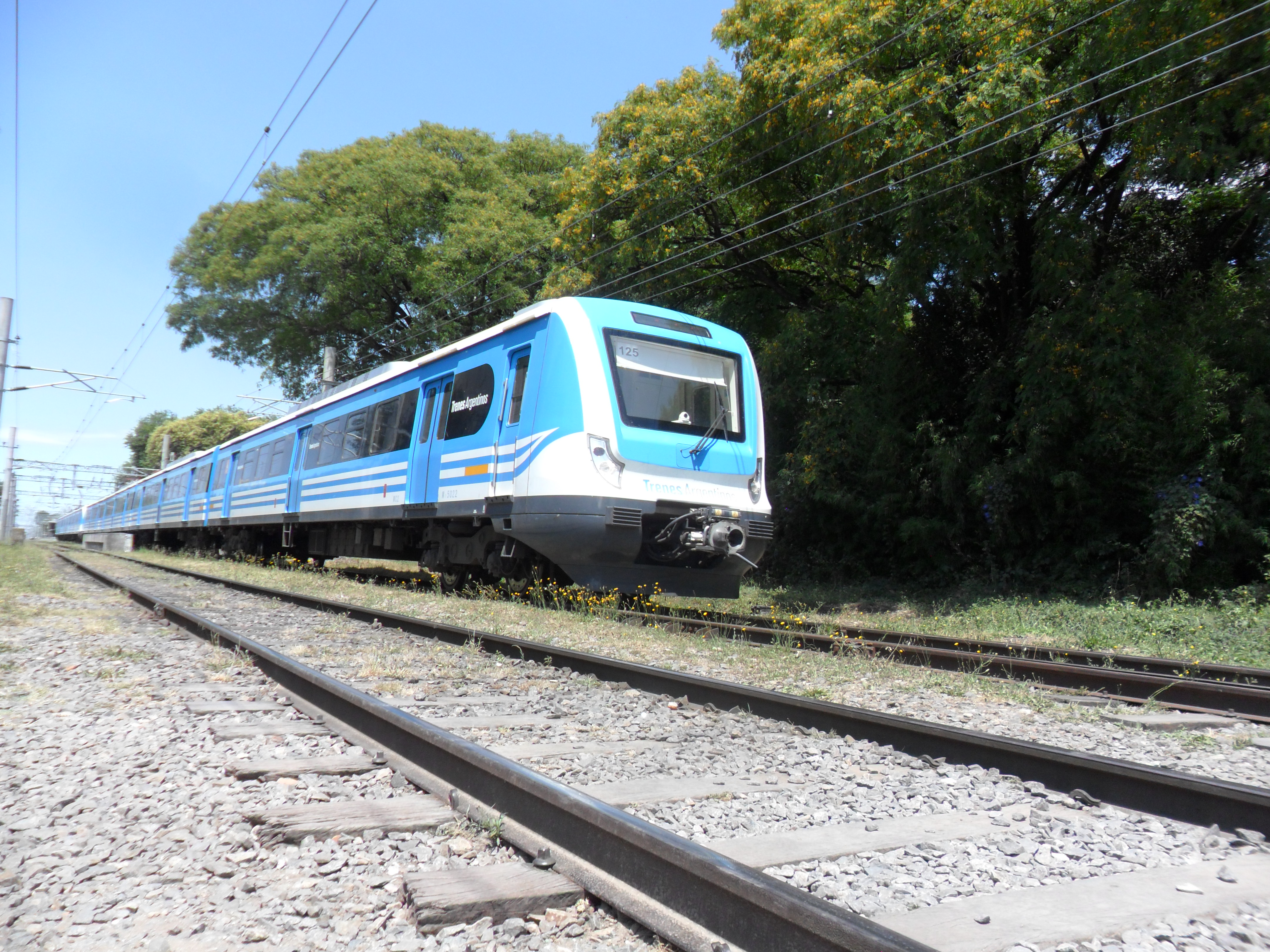
Tren eléctrico de la Línea General Roca.

- Ingeniero Dante Ardigó de la Línea General Roca
- Florencio Varela de la Línea General Roca
- Estanislao S. Zeballos de la Línea General Roca
- Bosques de la Línea General Roca
- Santa Sofía de la Línea General Roca
- Gobernador Monteverde del Ferrocarril General Belgrano, ex Ferrocarril Provincial de Buenos Aires (ramal clausurado desde el año 1977 para pasajeros y 1992 para cargas)
- Kilómetro 40 del Ferrocarril General Belgrano, ex Ferrocarril Provincial de Buenos Aires (ramal clausurado desde el año 1977 para pasajeros y 1992 para cargas)
- Kilómetro 36 del Ferrocarril General Belgrano, ex Ferrocarril Provincial de Buenos Aires (ramal clausurado desde el año 1977 para pasajeros y 1992 para cargas)
- Ingeniero Allan del Ferrocarril General Belgrano, ex Ferrocarril Provincial de Buenos Aires (ramal clausurado desde el año 1977 para pasajeros y 1992 para cargas)
- En la localidad de La Capilla pasa el ramal G3 del Ferrocarril General Belgrano pero parando en ninguna estación (ramal clausurado desde el año 1968 para pasajeros y 1993 para cargas)

### Taxi

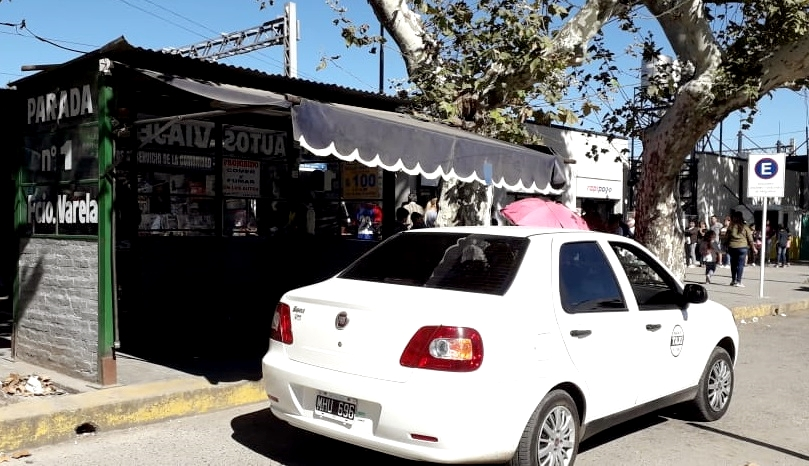
Taxi local frente a la estación del ferrocarril Roca.

Existen varias paradas de taxis, entre ellas, la salida de la Estación de tren de F. Varela, otra junto al Hospital Mi Pueblo y otra en el Banco Provincia del Cruce Varela.

## Medios de comunicación
- Periódicos: Mi Ciudad ,Cruz del Sur, El Comunal, El Vecinal, El Vespertino, Palabras con Historia.

- Portales de noticias: 7.ª. Diario, Argenhoy, Cuatro Medios, El Radar, Infosur, Intermix FM, La Colmena, Mi Ciudad, Varela al Día, Varela en Red, Agencia La Barriada.

- Radios: FM Municipal 87.9, FM Omega 88.7, FM Victoria 88.7, FM 88.5 Gente Nueva, FM 89.3 La Voz Profética, FM Juventud 90.1, FM 91.1 Gobernador Monteverde, FM Master 91.3, FM 93.3 La Nueva, FM 94.9 La Sabrosita, FM X95 95.7, FM Ayres 96.5, FM 97.1 Siloe,  FM 97.7 La 97, FM 98.9 La Barriada, FM 101.7 Visión, FM 102.7 UNAJ, FM Zoe 102.7, Retrodial.com.[19]

## Administración municipal

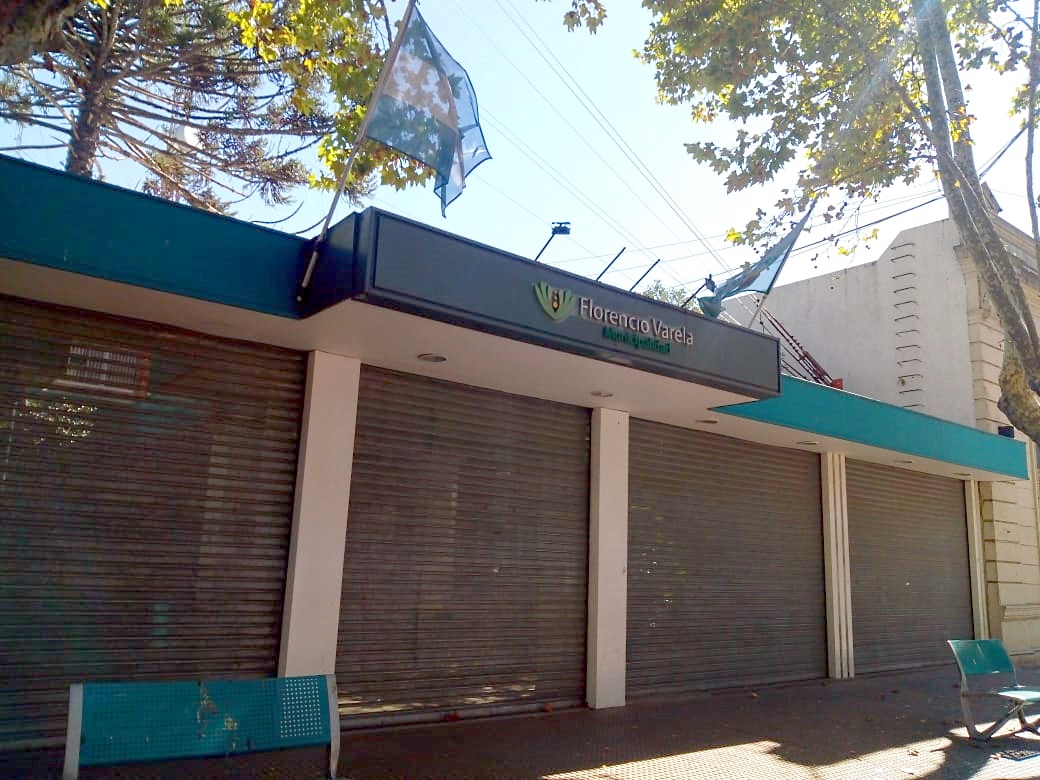
Municipalidad de Florencio Varela.

El sistema de gobierno de Florencio Varela está encabezado por un intendente municipal elegido por los vecinos y que gobierna por un periodo de cuatro años; cuenta con un cuerpo legislativo, el Concejo Deliberante de Florencio Varela, integrado por 24 concejales.

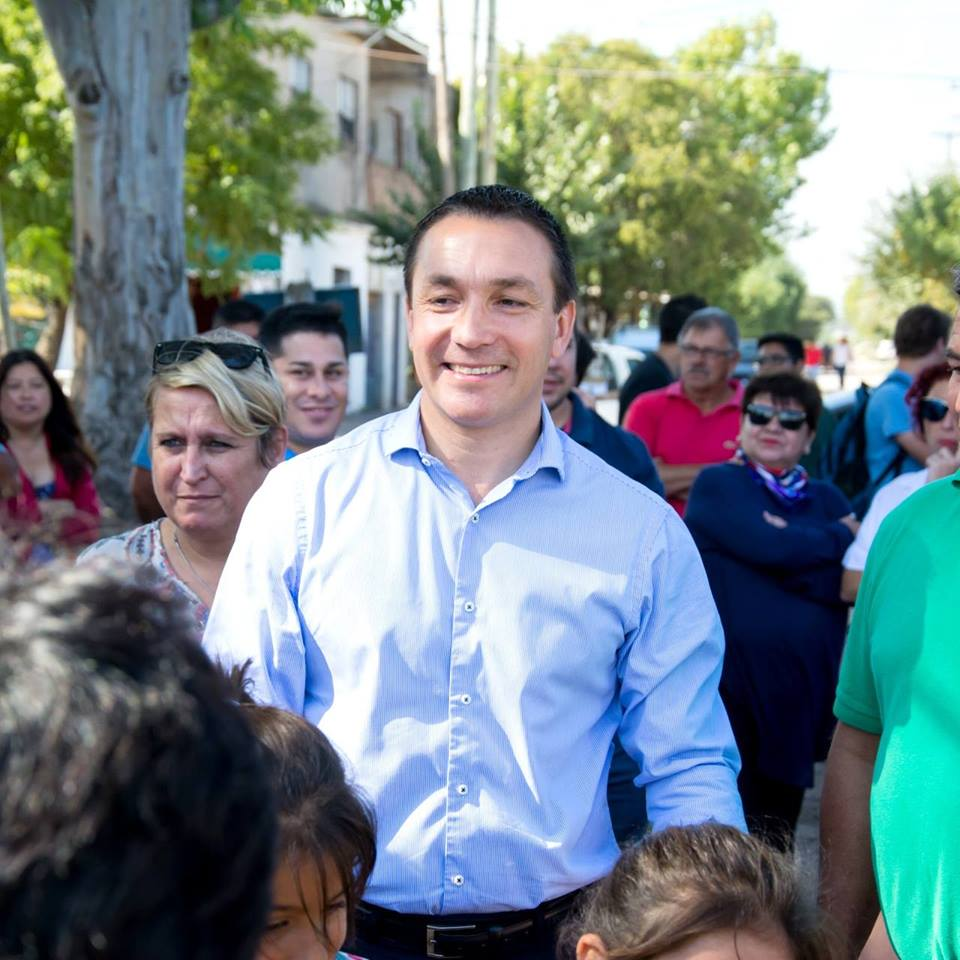
Andrés Watson, actual intendente.

El intendente es Andrés Watson, quien asumió en 2017 luego de que Julio Pereyra dejara el cargo para asumir en la Cámara de Diputados de la Provincia.
La estructura orgánica municipal se compone de doce Secretarías:
- Secretaría de Ambiente y Desarrollo Sustentable.
- Secretaría Coordinación de Políticas Institucionales.
- Secretaría de Cultura y Educación.
- Secretaría de Desarrollo Social.
- Secretaría General de Administración y Fiscalización.
- Secretaría de Gobierno.
- Secretaría de Hacienda.
- Secretaría de Industria y Desarrollo Productivo.
- Secretaría Legal y Técnica.
- Secretaría de Obras, Servicios Públicos y Planificación Urbana.
- Secretaría de Relaciones Institucionales, Deportes y Recreación.
- Secretaría de Salud.

### Intendentes municipales desde 1983
| Intendente               | Mandato                                             | Partido | Partido | Alianza | Alianza | Elecciones |
| ------------------------ | --------------------------------------------------- | ------- | ------- | ------- | ------- | ---------- |
| Julio Alberto Carpinetti | 10 de diciembre de 1983 - 18 de septiembre de 1986  |         | PJ      |         | —       | 1983       |
| José Luis Barboza        | 18 de septiembre de 1986 - 30 de septiembre de 1987 |         | PJ      |         | —       | 1983       |
| Aída Bustamante          | 30 de septiembre de 1987 - 10 de diciembre de 1987  |         | PJ      |         | —       | 1983       |
| Julio Alberto Carpinetti | 10 de diciembre de 1987 - 10 de diciembre de 1991   |         | PJ      |         | FREJURE | 1987       |
| Julio Alberto Carpinetti | 10 de diciembre de 1991 - 14 de mayo de 1992        |         | PJ      | FREJUFE | 1991    |            |
| Julio César Pereyra      | 14 de mayo de 1992 - 10 de diciembre de 1995        |         | PJ      | FREJUFE | 1991    |            |
| Julio César Pereyra      | 10 de diciembre de 1995 - 10 de diciembre de 1999   | 1995    | PJ      | FREJUFE |         |            |
| Julio César Pereyra      | 10 de diciembre de 1999 - 10 de diciembre de 2003   |         | PJ      | CJ      | 1999    |            |
| Julio César Pereyra      | 10 de diciembre de 2003 - 10 de diciembre de 2007   |         | PJ      | —       | 2003    |            |
| Julio César Pereyra      | 10 de diciembre de 2007 - 10 de diciembre de 2011   |         | PJ      | FPV     | 2007    |            |
| Julio César Pereyra      | 10 de diciembre de 2011 - 10 de diciembre de 2015   | 2011    | PJ      | FPV     |         |            |
| Julio César Pereyra      | 10 de diciembre de 2015 - 10 de diciembre de 2017   | 2015    | PJ      | FPV     |         |            |
| Andrés Watson            | 10 de diciembre de 2017 - 10 de diciembre de 2019   | 2015    |         | PJ      |         | UC         |
| Andrés Watson            | 10 de diciembre de 2019 - 10 de diciembre de 2023   |         | FdT     | PJ      | 2019    |            |
| Andrés Watson            | 10 de diciembre de 2023 - En el cargo               |         | UP      | PJ      | 2023    |            |

1. ↑  Destituido por el Concejo Deliberante.
2. ↑  Asume como primer concejal.
3. ↑  Suspendido por el Concejo Deliberante.
4. ↑  Asume como interina.
5. ↑  Renunció al cargo luego de haber sido nombrado titular del Fondo de Reparación Histórica del Conurbano.
6. ↑  Interino desde el 28 de febrero.
7. ↑  Renunció para asumir como diputado provincial.

### Concejo Deliberante de Florencio Varela

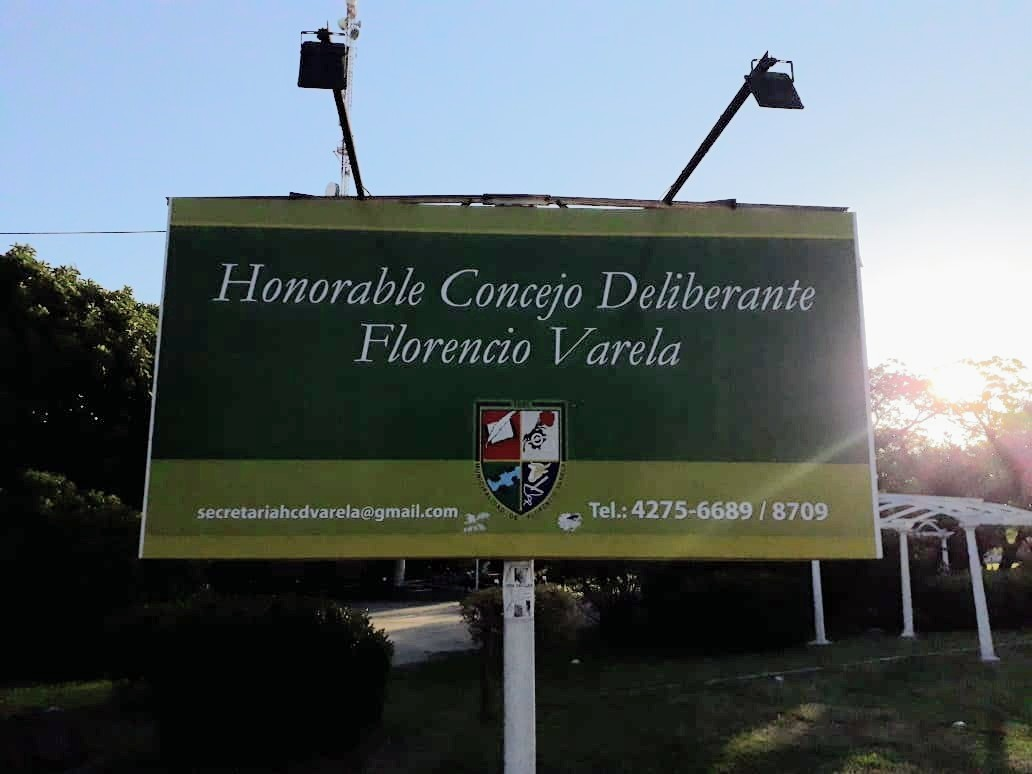
Honorable Concejo Deliberante de Florencio Varela.
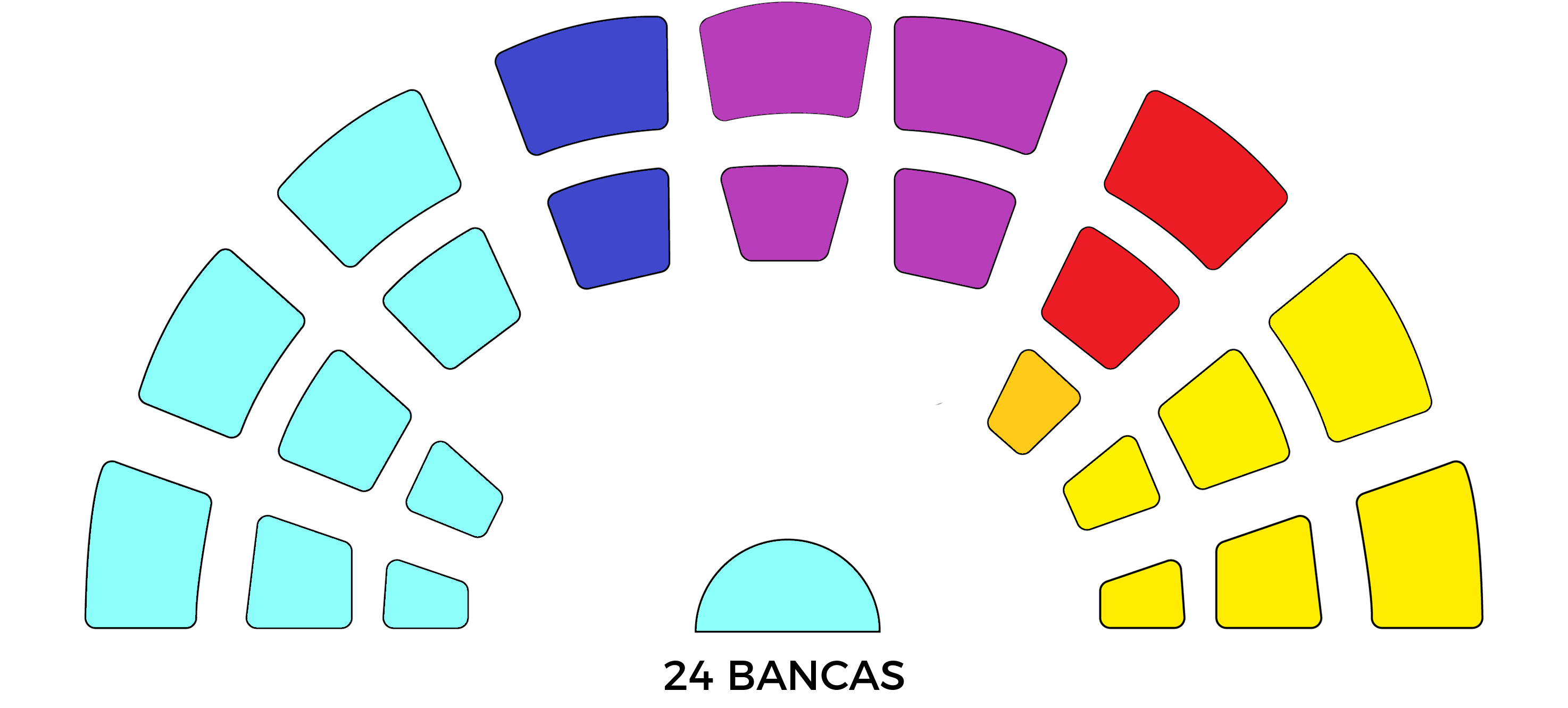
Composición concejo deliberante de Florencio Varela. Ciclo 2017-2019:     Unidad Ciudadana: 12 bancas     Nuevo Encuentro: 2 Bancas     Frente Renovador: 4 bancas     Peronismo Renovador: 2 bancas     Cambiemos: 6 bancas     UCR en Cambiemos: 1 banca

## Símbolos
Entre los símbolos representativos de Florencio Varela está el escudo municipal, su bandera y el árbol Tarumá.

### Escudo
Heráldica
- Forma: cuadrilongo terminado en triángulo curvilíneo o francesa antigua, cuartelado en cruz estrecha de oro, con filiera de sable como bordura. Trae en el primer cuartel sobre tapiz de gules un libro abierto de plata y sable cargado con una pluma de plata y sable en barra. En el segundo cuartel sobre tapiz de plata un clavel de gules foliado de sinople y sable puesto en barra, brochante sobre el mismo una rueda dentada de sable y plata y sobre el todo una retorta de plata siniestra y con su pico hacia la diestra. En el tercer cuartel sobre tapiz de sinople una franja ondulada de azur celeste con bordes de sable, y cuatro figuras de tamaño y contorno irregular de su color y plata. Y en el cuarto cuartel sobre tapiz de azur una cabeza de buey de frente y en punta una lanza y juego de carreta con sus correas de plata. Dividiendo los cuarteles una cruz paté de oro.

- Ornamentos: como bordura externa un lema de fecha superior continuado en ambos flancos por gruesa línea de sable y desde éstos a la punta un lema toponímico de letras capitales de sable sobre fondo de plata.

Simbología.
- La pluma simboliza al periodista Dr. Florencio Varela, cuyo nombre lleva el partido, y el libro abierto recuerda al gran escritor y ornitólogo Guillermo Enrique Hudson, nacido en 1841 y que vivió su infancia en la estanzuela Veinticinco Ombúes, lugar donde se inspiró en su contacto con la naturaleza y se despertó su vocación por la ornitología.

- En el segundo, la plata simboliza la pureza y está representado el clavel, o sea la flor que se cultiva en la región. La rueda y la retorta significan el trabajo y la industria, especialmente la de productos químicos, que se desarrolla en la zona.

- El tercero, el sinople habla de la tierra y de la abundancia; en este blasón representa la fertilidad del suelo, y el arroyo de plata con las piedras recuerda al Arroyo las Piedras, lugar geográfico alrededor del cual se nucleó la población inicial del actual partido y que dio su nombre primigenio al paraje.

- En el cuarto, el azur, entre sus atributos representa la serenidad, que recuerda la del cielo azul de Florencio Varela. El buey y el yugo, evoca la carreta que antaño constituyó la principal fuente de trabajo de sus primeros y laboriosos pobladores, que con ella comerciaban frutos y otras especies para ganar el sustento diario.

- La Cruz Redentora sobre el todo, evoca la raíz cristiana.

### Bandera
Creación
Por iniciativa del municipio y a través de la Subsecretaría de Cultura y Educación se decidió crear una bandera para el municipio. Así se anunciaba el 5 de julio del 2017 en la Radio Municipal. El proceso elección de la bandera se dividió en etapas. En una primera etapa se encargó la confección de bocetos a instituciones educativas, los cuales fueron sometidos a votación y, luego de 17 rondas, quedaron los cuatro finalistas. El primer lugar lo obtuvo la Escuela Secundaria N.º 15 “Dr. René Favaloro”, que presentó el boceto N.º 21: la imagen central es el ombú, una especie autóctona que poblaba la finca donde nació Guillermo Enrique Hudson. En segunda instancia, se ubicó la bandera N.º 127 que diseñó el Jardín Municipal N.º 2 “Frutillitas”. Un proyecto artístico que surge del intercambio de ideas de los niños y sus familias. El sol, las estrellas, una rueda y el color forjan un mensaje de libertad, amor, paz, cultura, educación y trabajo, bajo un cielo limpio. Luego fue seleccionado el bosquejo N.º 161 de la “Escuela Asunción de María”, con la figura central del árbol que representa a la comuna: el tarumá. La disposición de sus ramas como los dedos de las manos simbolizan las diez localidades del distrito. Se seleccionó a la propuesta de la Escuela Primaria N°52 “Capitán Giachino”. La opción N.º 108 introduce también al tarumá. Los cuatro bocetos finalistas fueron sometidos a votación por todos los ciudadanos, resultando ganador con el 44% de los votos, el boceto del Jardín Municipal N.º 2 “Frutillitas”.
Izamiento
El 20 de junio de 2018, luego de un acto de jura a la bandera de alumnos de 4º en el Polideportivo Municipal La Patriada y de la entrega de la nueva bandera local a las distintas instituciones, se realizó el primer izamiento de la Bandera de Florencio Varela en el monumento ubicado en la Avenida General José de San Martín y calles 9 de Julio-Castelli. El izamiento fue realizado por el intendente Andrés Watson, el diputado provincial Julio César Pereyra, la diputada nacional Graciela Giannettasio y la presidenta del Concejo Deliberante, Laura Ravagni. El acto contó con la presencia de fuerzas de seguridad locales, de personal de Bomberos Voluntarios, instituciones educativas, funcionarios públicos. La musicalización de la jura con la tradicional Marcha Mi Bandera, estuvo a cargo de la Orquesta Sinfónica Municipal de Florencio Varela quien también ejecutó el Himno Nacional Argentino y brindó un breve concierto previo al cierre del acto.

### Árbol
Su árbol simbólico es el tarumá, también conocido como espino del bañado. Este árbol pertenece al grupo de las verbenáceas y puede crecer de 6 a 15 metros de altura y de 5 a 8 metros de diámetro. Su copa es globosa y su corteza es rugosa y marrón clara. Es de follaje perenne. Sus hojas son obovadas elípticas de un color verde intenso. Las flores del tarumán son amarillo claro.

## Arquitectura y urbanismo
Debido a su clima, flora y tranquilidad, a Florencio Varela se la denominaba la "Córdoba chica", entre los años 1910 y 1950. Durante las temporadas de verano llegaban visitantes, ocupaban amplias residencias o quintas construidas a tal efecto, donde el canto de los pájaros o el de la chicharra a la hora de la siesta era lo único que quebraba la ansiada quietud, con esos hermosos tilos en la Monteagudo y los naranjos silvestres que se plantaron frente a las casas.

### Las casas históricas
Muchas residencias antiguas se encontraban en lo que es el centro de la localidad y en el Cruce Varela.
Resulta notable la edificación destinada a los laboratorios de YPF, cuya piedra fundamental fue colocada el 13 de diciembre de 1940, quedando la obra, hoy propiedad de la Universidad Nacional Arturo Jauretche, inaugurada en una importante ceremonia el 25 de diciembre de 1941.
También merece una mención la antigua edificación con perfiles de castillo, en las calles España y Aristóbulo del Valle, cuyas dependencias fueron ocupadas a mediados del siglo XX por la familia Baliani. También vivían allí, en áreas destinadas a los caseros, la señora de Hasperue con sus hijos, al fondo del inmueble y frente a la calle España. Este pequeño castillo era de la familia Mortola.
El "barrio de los artistas", ubicado en una tramo de la avenida Hipólito Yrigoyen próximo a la Rotonda de Berraymundo, de no más de tres cuadras, comprendía amplias casaquintas con una añosa arboleda y atractivos jardines; aún existen. Debe su nombre a que las casas quintas han sido propiedad de veraneo de artistas nacionales del teatro, radio y cine, como Olinda Bozán, Oscar Valicelli, Paquito Busto y Pablo Palitos.
Destaca la tradicional residencia en Monteagudo 517 que fuera de las familias López Bolasel y Tomaghello.
La casa quinta "San Carlos", propiedad del Dr. Carlos Galli Mainini, aún se conserva en gran parte, con su color original, portón de acceso y galería de rosas. Esta finca ocupa toda la manzana que en su casi totalidad es hoy el Instituto Santa Lucía, entre la avenida Eva Perón y las calles Quintana, Pueyrredón y Corrientes.
El "castillo del Abuelo", sobre la calle Quintana, fue construido para el director del Instituto Biológico Argentino, Dr. Silvio Dessy; se convirtió en la Escuela de Enseñanza Media N.º 1, la cual lleva su nombre.
La quinta "María Rosa", propiedad de los esposos Félix Evaristo Rodríguez (intendente municipal en el periodo 1936-1939) y Graciana Bidart, ubicado en la avenida Eva Perón y Cabello, limitada en parte por las vías del ferrocarril Roca. En este sitio funcionó por un periodo el Juzgado de menores.
El chalet de los Bassagasteguy, en la esquina de las calles Belgrano y Lavalle. Un incendio acabó con gran parte de él, aunque hoy todavía se mantiene en pie.
Otras bellas casas quintas que se pueden nombrar son la de Soler, en Monteagudo y Boccuzzi; la de Villa Abrille, en 25 de Mayo, Newbery, Pedro Bourel y Ayacucho; la de Eguren, en Ayacucho; la de Cabello, en Mitre y España, la del Dr. Gerónimo Spagnol, como la de la familia Dessy-Schivianini, ambas linderas y en la calle Lavalle; y la casa quinta que eligieran las Hermanas Franciscanas, en Maipú y 25 de Mayo, para realizar la obra del fundador de su orden Faustino Mennel, junto al Colegio Sagrado Corazón.

### Construcciones en altura
En un principio, la única construcción de altura de la localidad era la torre campanario de la Iglesia San Juan Bautista, inaugurada en 1880.
Las primeras torres residenciales de más de diez pisos se construyeron recién a finales del siglo XX, una ubicada en la peatonal Monteagudo 4 esquina Teniente General Perón, frente a la estación de trenes; la otra, muy característica, ubicada sobre la avenida San Martín entre Castelli y Chacabuco.
Ya a principios del siglo XXI hasta la actualidad se construyen grandes torres, destacando entre ellas la Torre Contreras y el San Juan Palace, de 18 plantas cada una.
En total, entre los que se encuentran terminados y los que aún están en obra, hay unas quince torres de más de diez pisos.

### Paseo de hitos de la Avenida Gral. San Martín
En el barrio Centro de Florencio Varela, sobre el boulevar central de la Avenida Gral. San Martín, se emplazan monumentos, estatuas y placas alegóricas.

## Turismo

### Patrimonio histórico

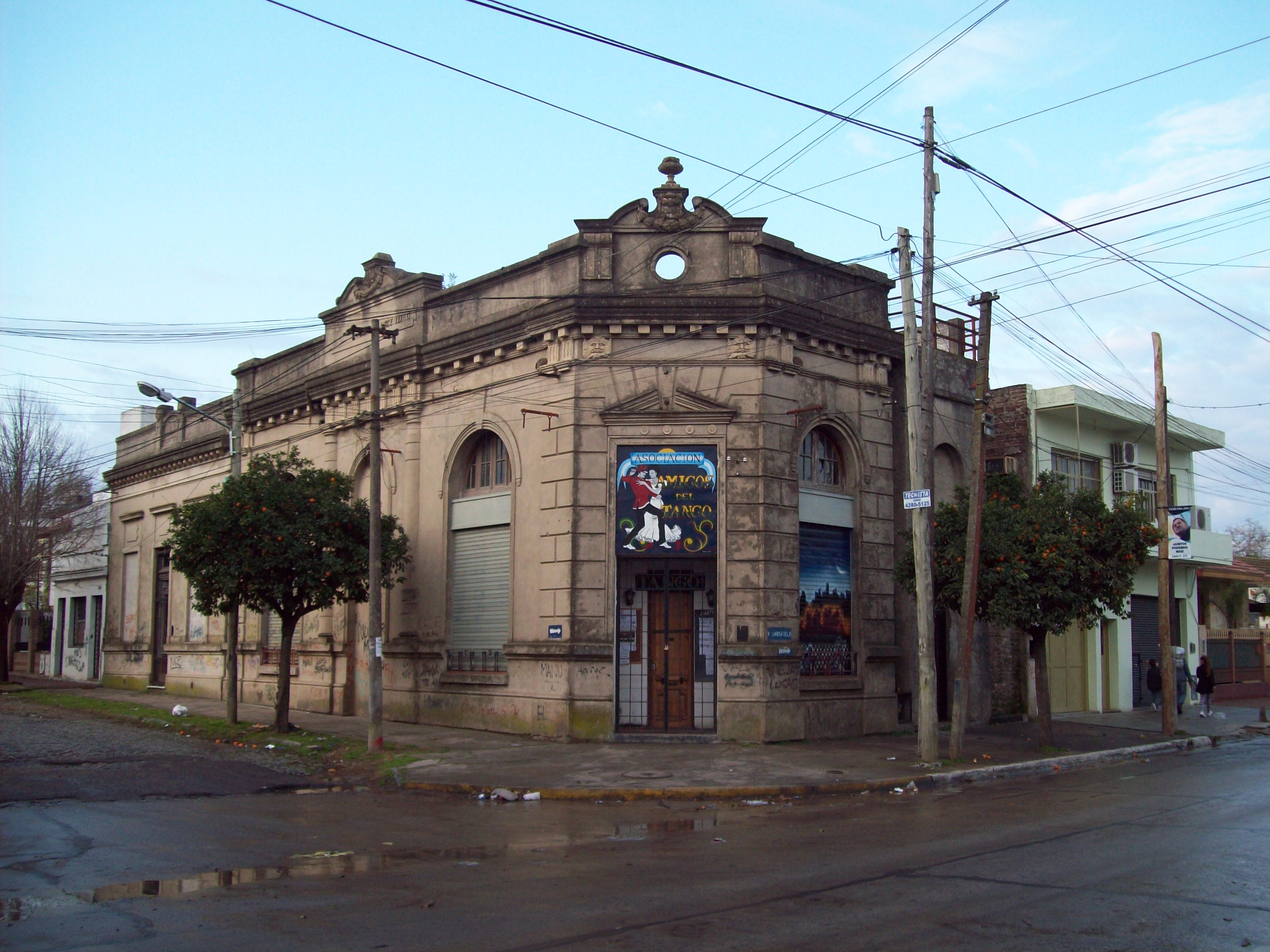
Esquina del antiguo Banco Comercial Argentino.
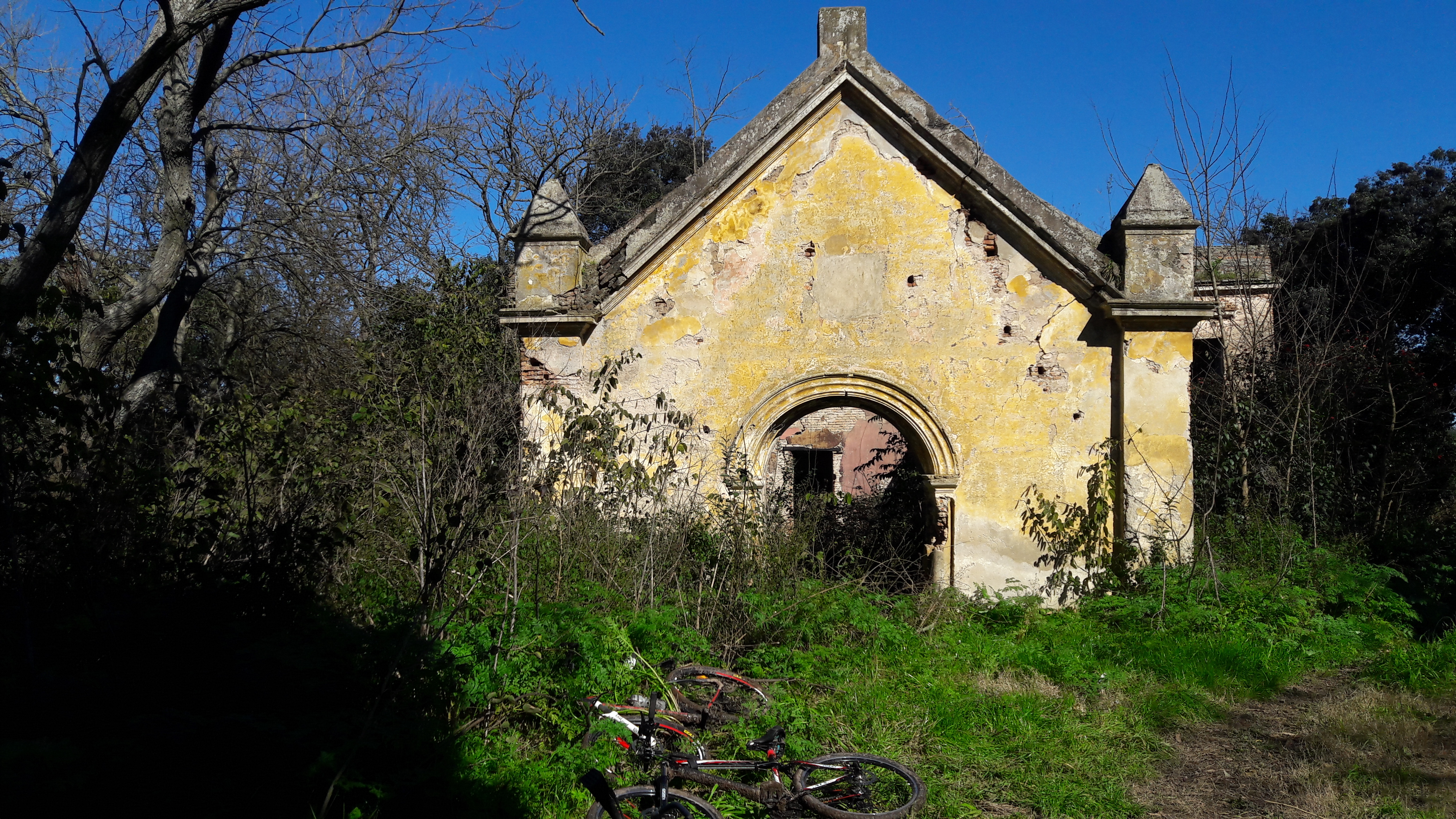
Ruinas de la Capilla de los escoceses.
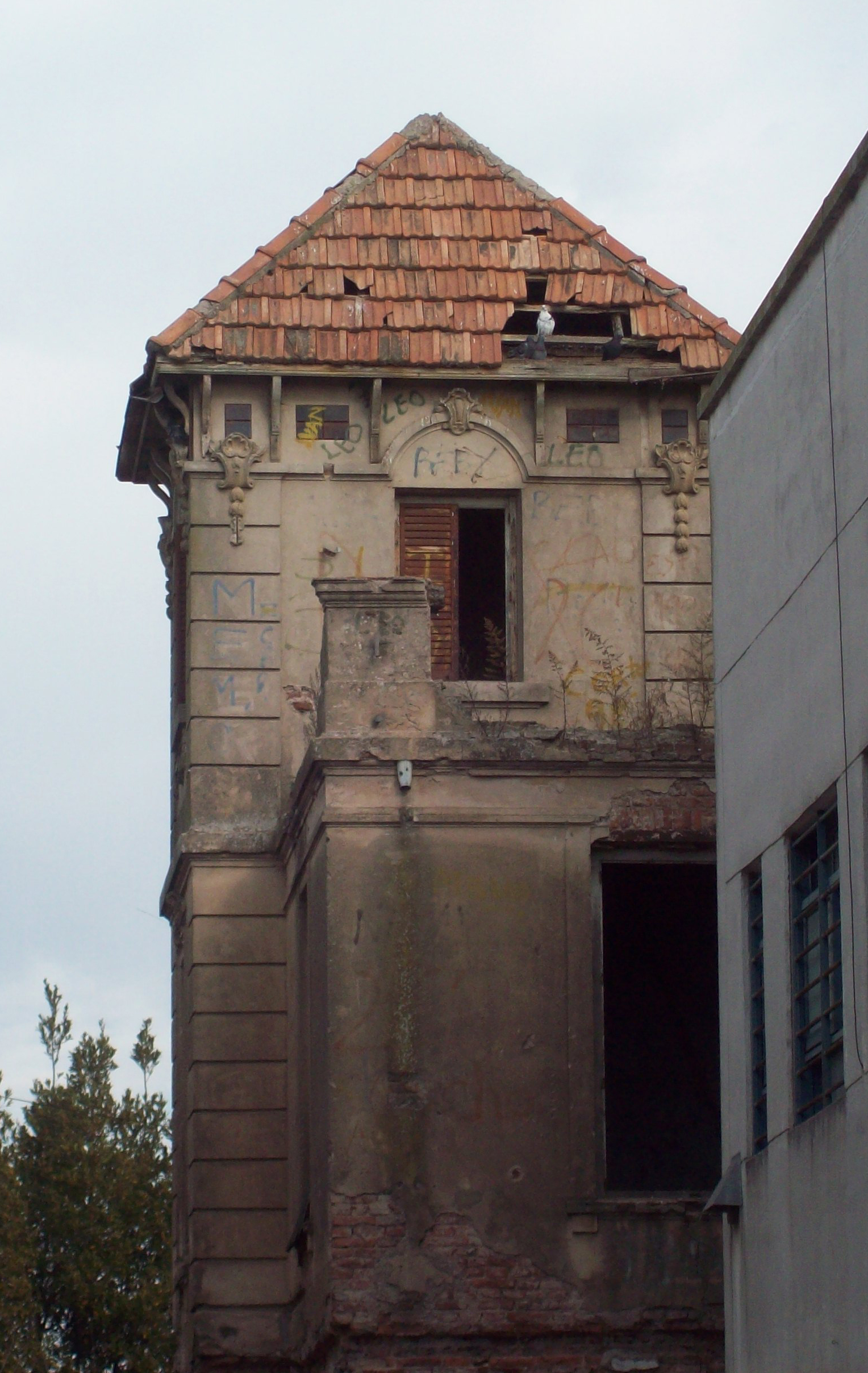
Ruinas de lo que fue El Castillo ó Chalet del Abuelo.
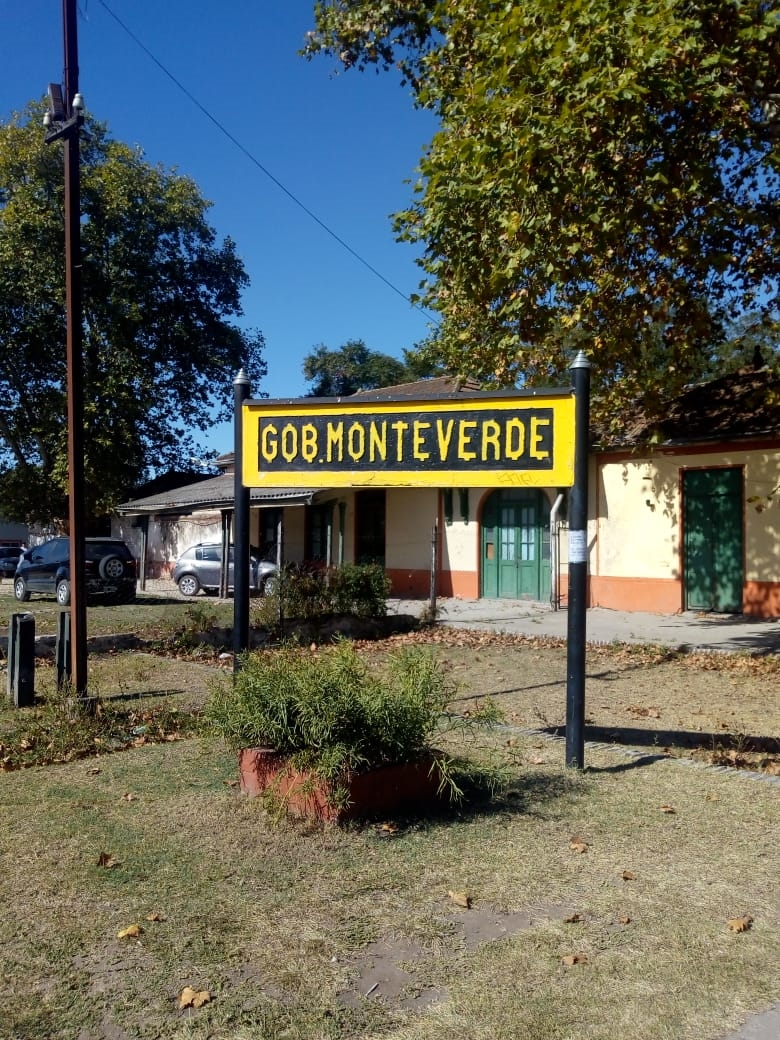
Antigua Estación Gobernador Monteverde, actual destacamento policial.
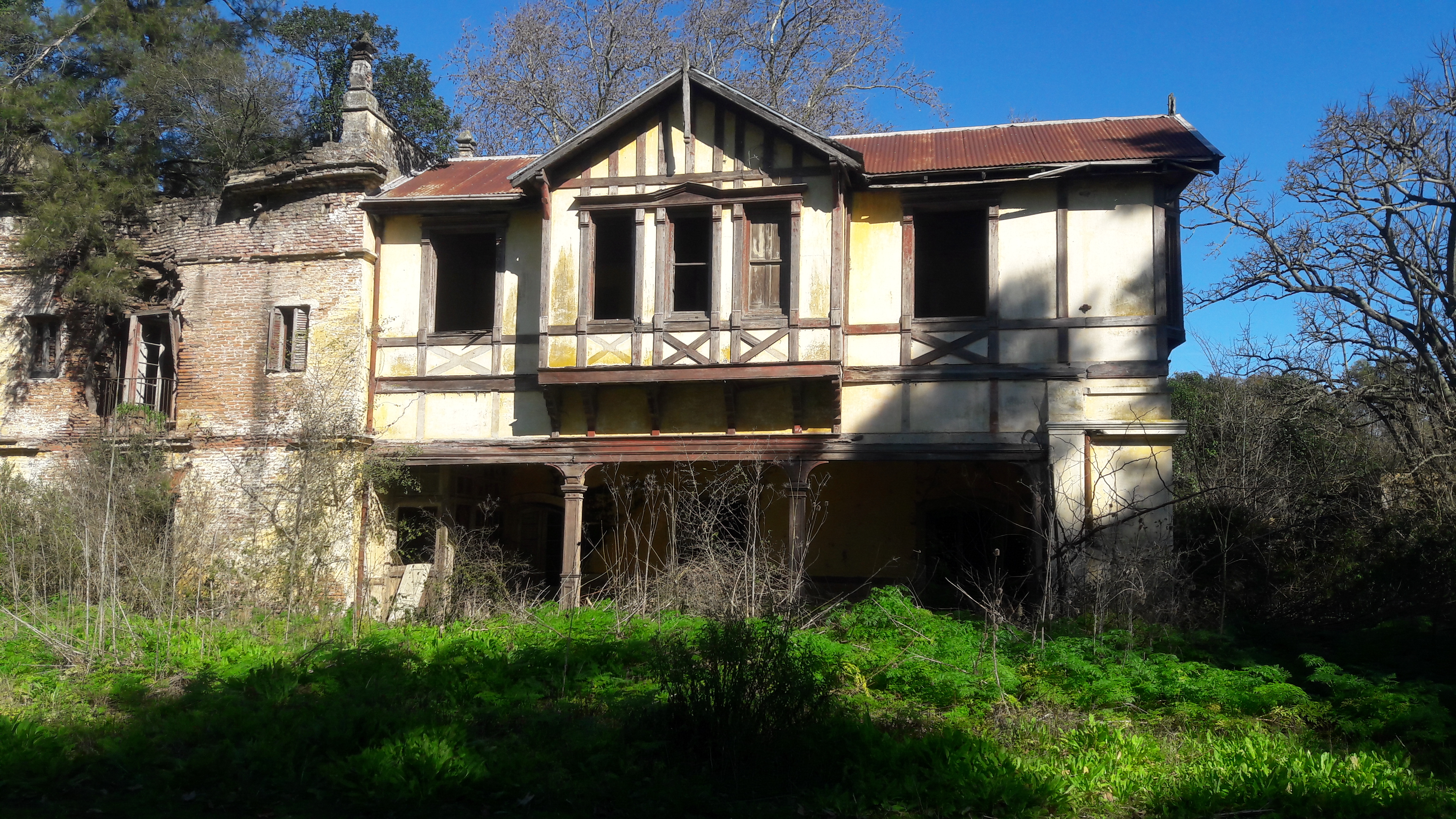
Ruinas de la Estancia Santo Domingo.
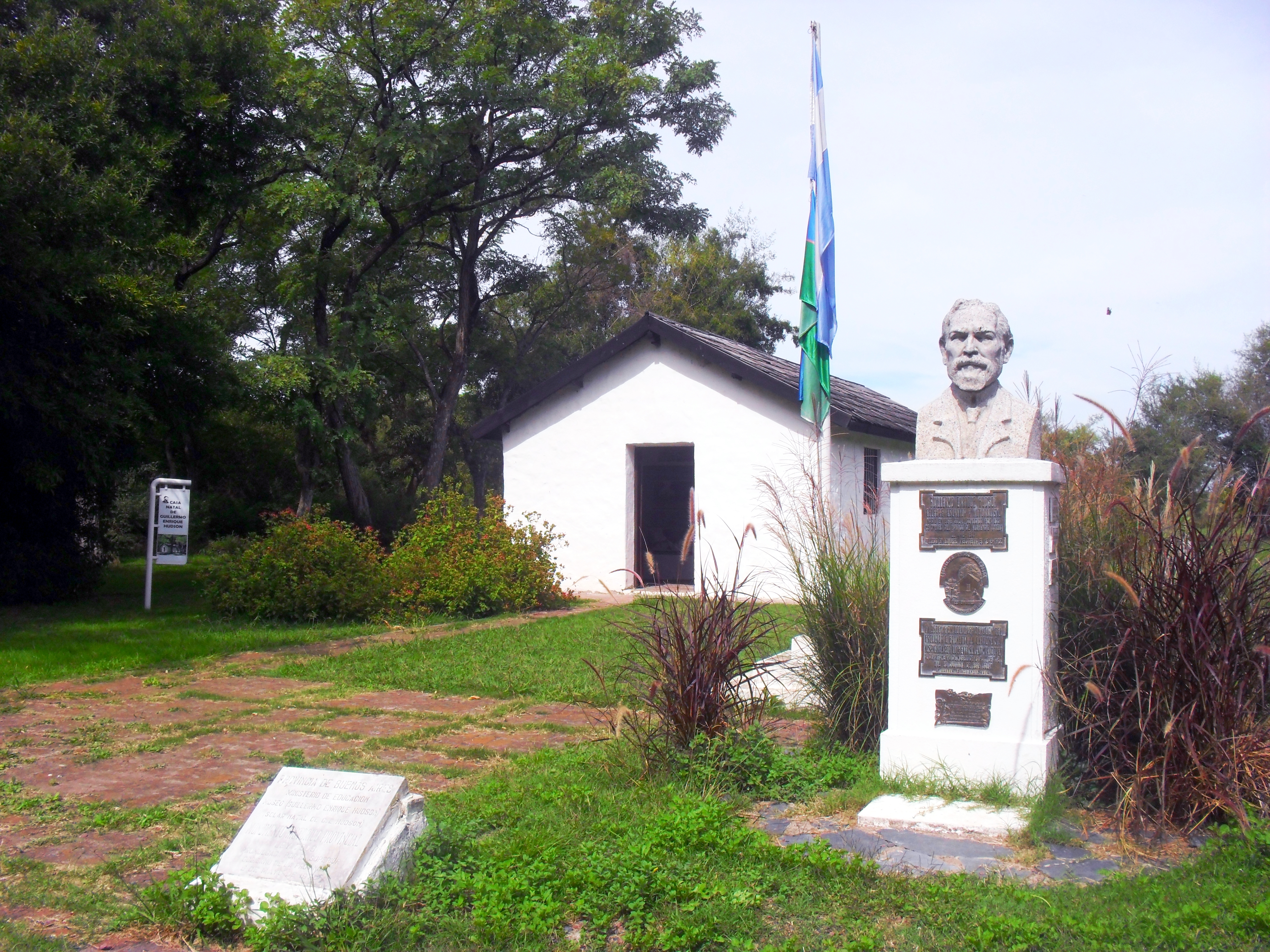
Casa natal de Guillermo Enrique Hudson en la reserva homónima.
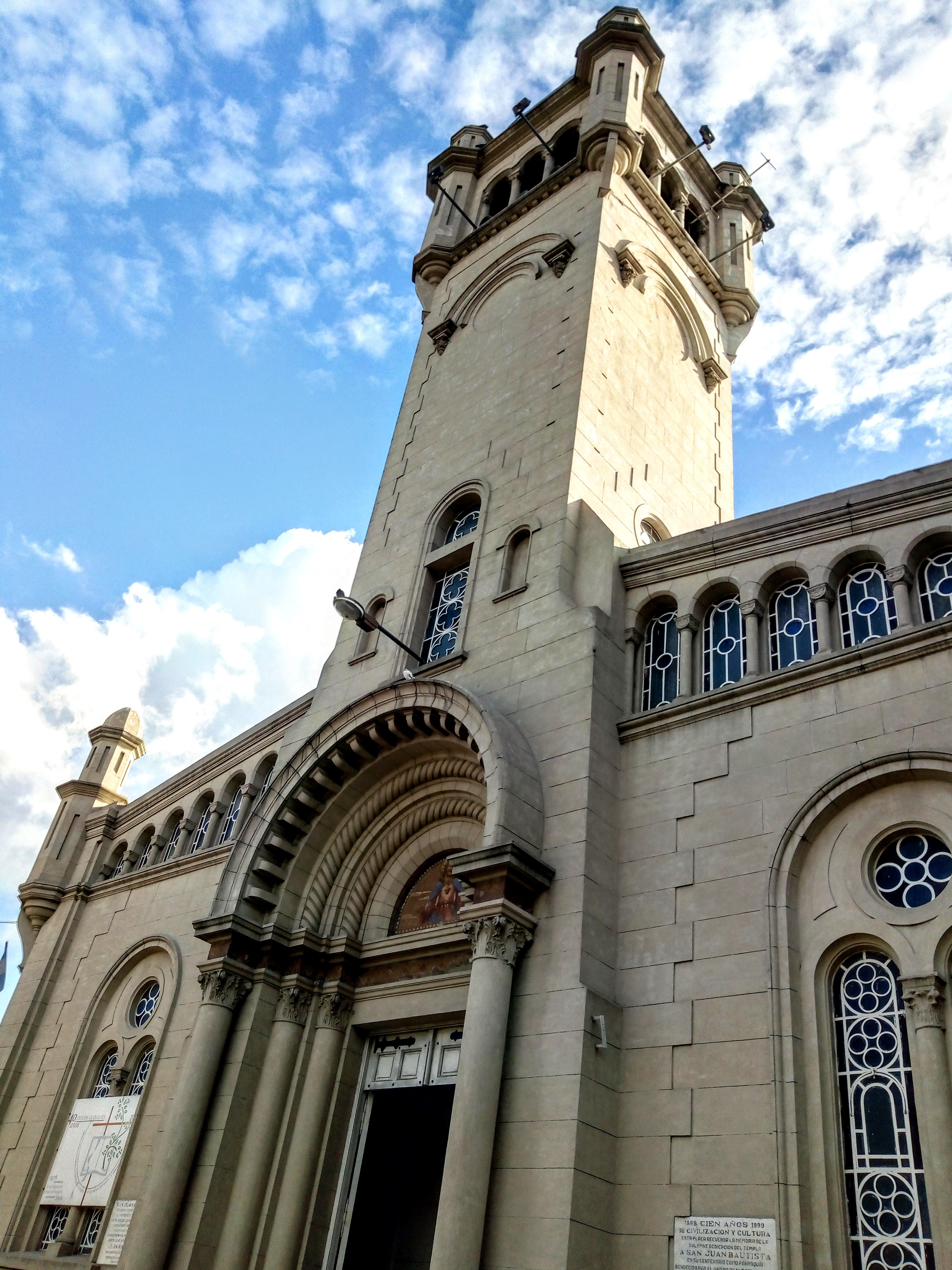
Parroquia San Juan Bautista.
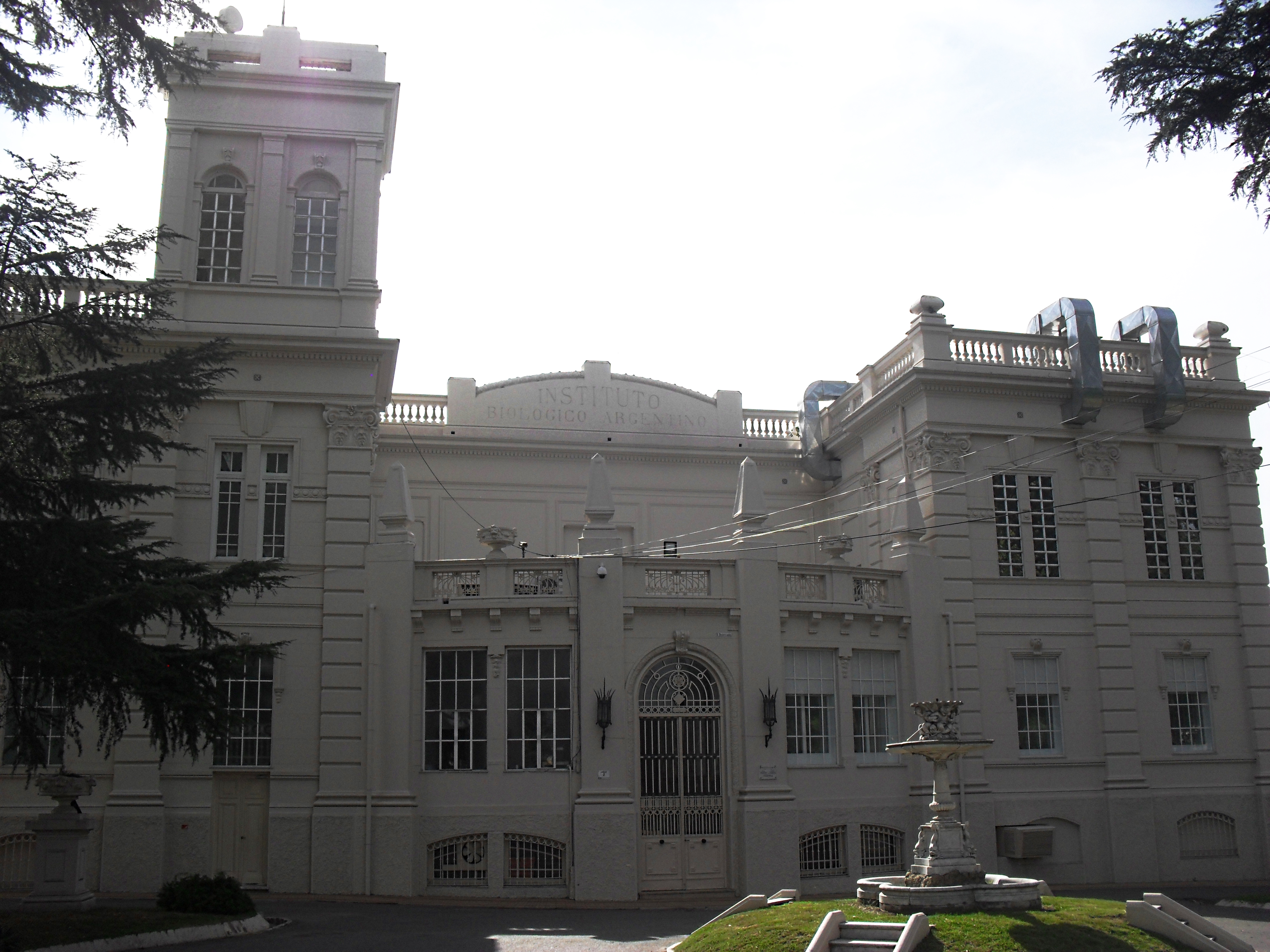
Instituto Biológico Argentino.
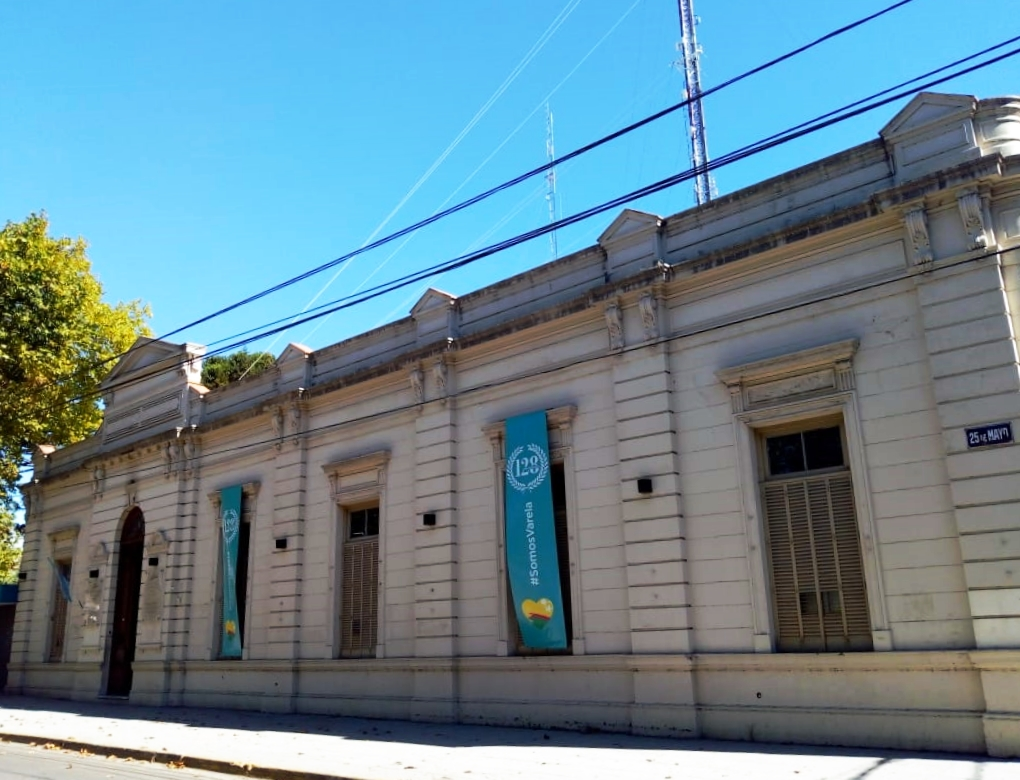
Museo Comunitario de Artes Visuales e Histórico de Florencio Varela.
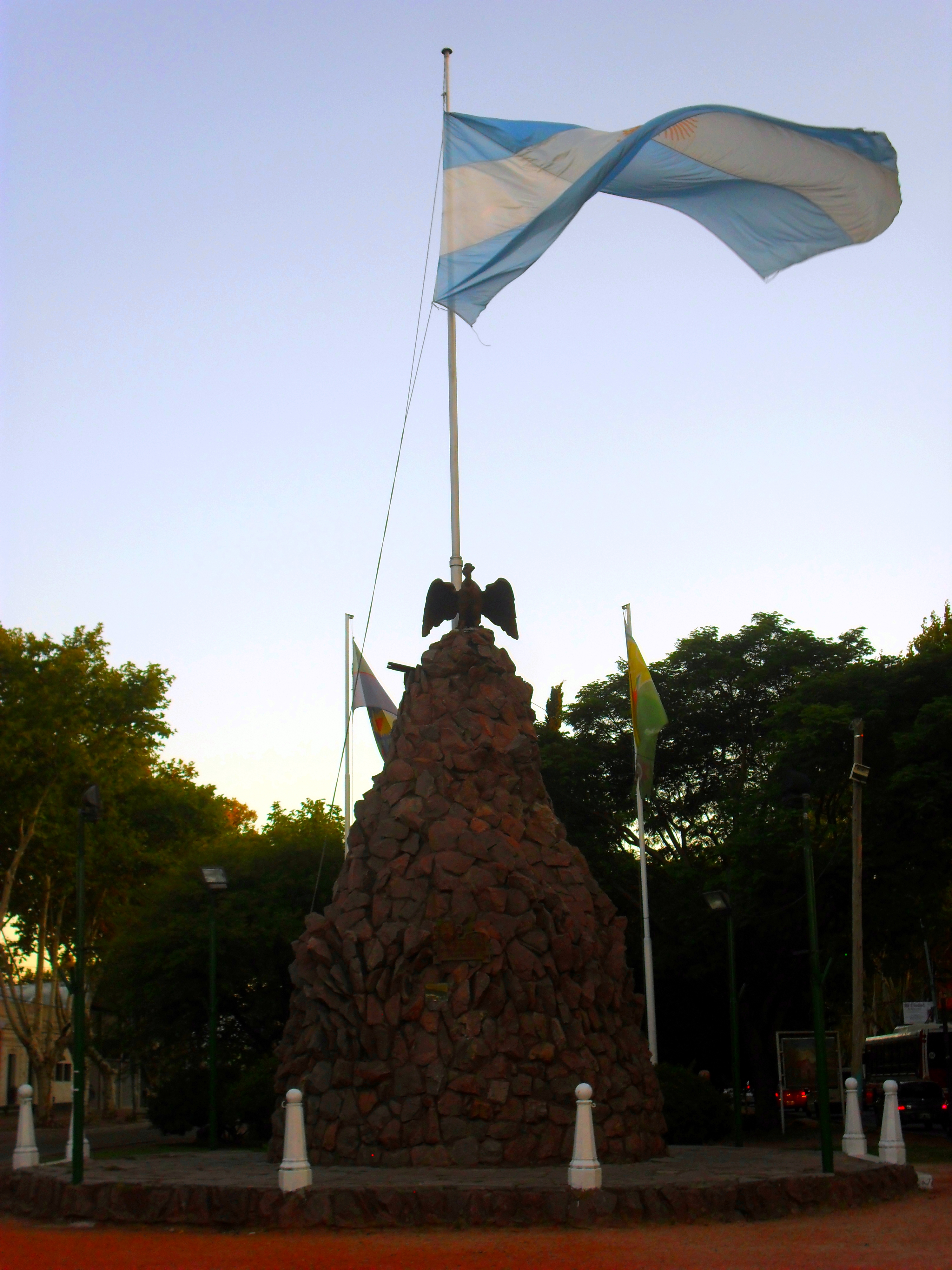
Monumento a la Bandera (Bicho Canasto).
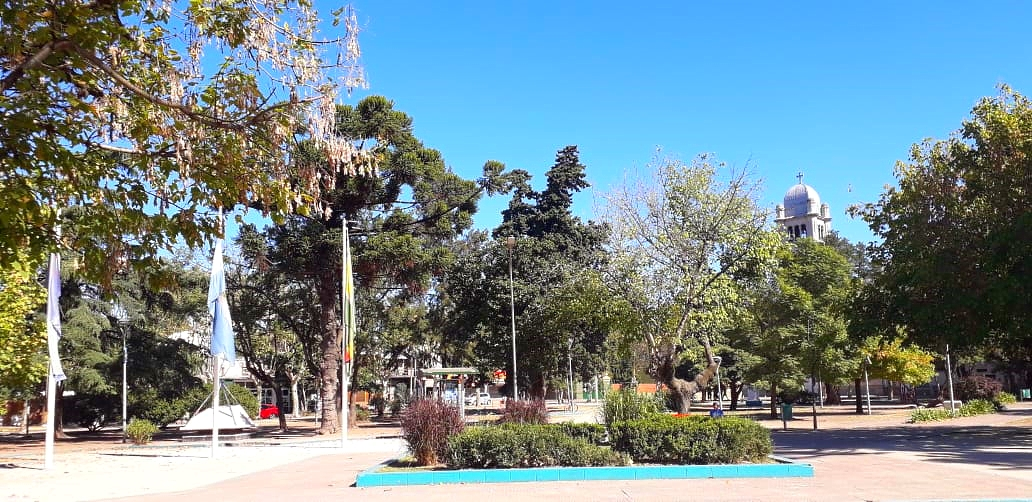
Plaza San Juan Bautista.
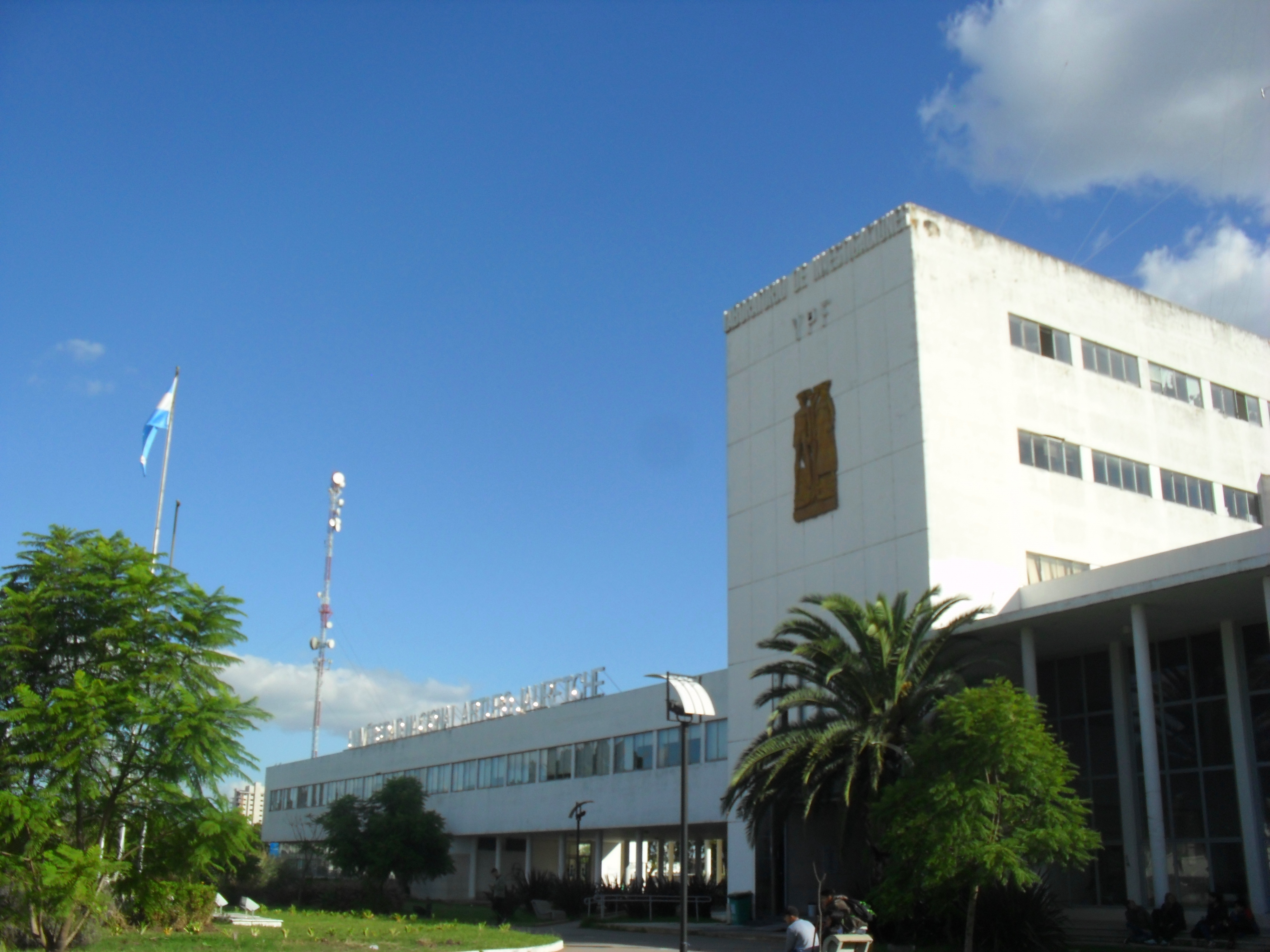
Universidad Nacional Arturo Jauretche.

- Archivo DiFilm: creado en 1949 por el periodista Roberto Di Chiara, con cine argentino, radio y televisión argentina, considerado el cuarto archivo más importante del mundo, y el primero en América Latina. Declarado de Interés cultural municipal y provincial.

- Banco Comercial Argentino: en la esquina de 25 de Mayo y Vélez Sársfield, por varios años funcionó allí la Asociación de Amigos del Tango y una escuela de teatro, hasta que esas actividades se mudaron a la Biblioteca Popular Sarmiento.

- Capilla Plesbiteriana Saint John (Capilla de los escoceses): construida en 1854 de estructura gótica. Declaración de Interés Municipal por Resolución 10/92 y Declarada de Interés Provincial en 1998 según ley 12.217. Por un incendio quedó muy destruida.

- Casa de Federico Cordo: allí vivió el prestigioso artista plástico varelense. Declarado de Interés Municipal por Ordenanza n.º 2744/90.[23]

- El Castillo o Chalet del Abuelo: perteneció a Silvio Dessy. Fue declarado Monumento Histórico por Ordenanza n.º 3889/99, se encuentra en ruinas.
- Estación Gobernador Monteverde: Comenzó a funcionar en 1927, su tendido unía Avellaneda y La Plata. Dejó de funcionar en 1977.

- Estancia Santo Domingo: Data de 1840, es donde habría vivido el primer intendente, Guillermo Davidson. Creada por ordenanza 3508/95.

- Instituto Biológico Argentino: se inauguró en 1911, destaca la actuación de Silvio Dessy.

- Monumento a la Bandera: diseñado por Godofredo Coca y construido por Simón Sperandío en la avenida San Martín y 9 de Julio e inaugurado el 2 de julio de 1938, es conocido como “Bicho canasto” y rinde homenaje a los generales José de San Martín y Manuel Belgrano, simbolizando la llegada a las altas cumbres del ser nacional.

- Museo Comunitario de Artes Visuales e Histórico de Florencio Varela, en lo que fue la antigua Municipalidad.

- Parque Ecológico y Cultural "Guillermo Enrique Hudson": allí se encuentra el hábitat pampeano sin deteriorar y el Arroyo Las Conchitas, además de la casa donde nació Guillermo Hudson. Declarado de Interés Municipal por Ordenanza 3509/95 y Declarado como Reserva Natural por Ley.

- Parroquia San Juan Bautista: se inauguró en 1880, frente a la Plaza del mismo nombre y al lado del palacio municipal, con un estilo árabe-romano y con diversas esculturas. Las imágenes de la Virgen y del Sagrado Corazón, en la entrada principal, fueron traídas desde Francia y están hechas de mayólicas.

- Plaza San Juan Bautista: fue inaugurada en 1874 frente al edificio de la municipalidad, en 1941 fue remodelada con plantas oriundas de la zona; es el espacio verde donde los varelenses realizan distintas actividades.

- Predio y edificio del ex Laboratorio YPF: fundado en 1940, funciona como sede de la Universidad Nacional Arturo Jauretche, el Concejo Deliberante y la Comisaría de la Mujer.

### Lugares recreación

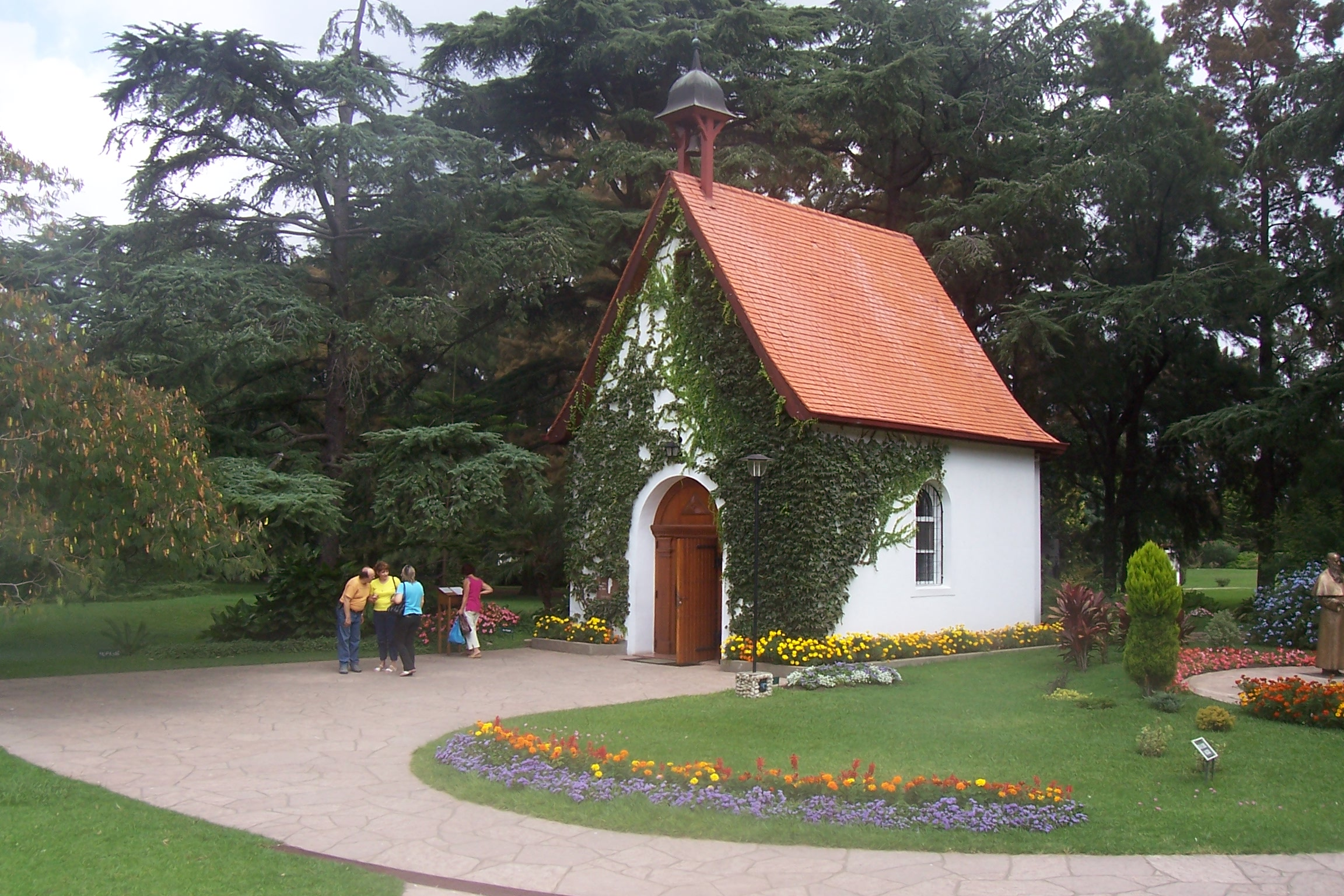
Santuario de la orden Schonstatt.

- Agreste: granja educativa, museo paleontológico participativo del aborigen y espacio de recreación.

- Campo Villa Borghesi: complejo de recreación ecuestre.

- Casa del Niño Virgen de Pompeya: casa de retiro y recreaciones.

- Centro De Aerostación F. Varela: Paseos en globo aerostático.

- Complejo "Naturaleza Viva" , que pertenece a un ONG ecologista, agropecuaria y ambientalista. Situado entre las localidades de Villa San Luis y La Capilla. Posee diversas actividades: animales de granja, canal navegable con islas, natatorio, laberinto de plantas y abundante arboleda, cultivos orgánicos, cabañas, juegos de plaza, zona de camping, parrillas, vivero, acuario, salón de fiestas y bufé, entre otros.

- Establecimiento Dos Molinos: campo ecuestre y escuela de equitación.

- Estancia Santa Clara: diseñada por el arquitecto paisajista Guillermo de Bary Tornquinst, allí se puede tomar un día de campo, cuenta con una gran pileta y lugar para alojarse.

- Granja Los Rabitos: espacio de acampe.

- Pampa Simplemente Campo: estancia de esparcimiento.

- Parque Recreativo, Deportivo y Cultural Thevenet: multiespacio para realizar distintas actividades al aire libre.

- Paseo de Compras San Juan Bautista, conocido como "la feria de Senzabello" es un lugar con más de 300 puestos donde comprar diversos artículos, sobre todo indumentaria, en Avenida Senzabello a metros de la Ruta 36.

- Santuario de Schönstatt, santuario con origen en Alemania, cuenta con una capilla dentro del complejo y una exclusiva para religiosos. Es un lugar más bien visitado por su atractivo como un hermoso y gran jardín.

## Eventos

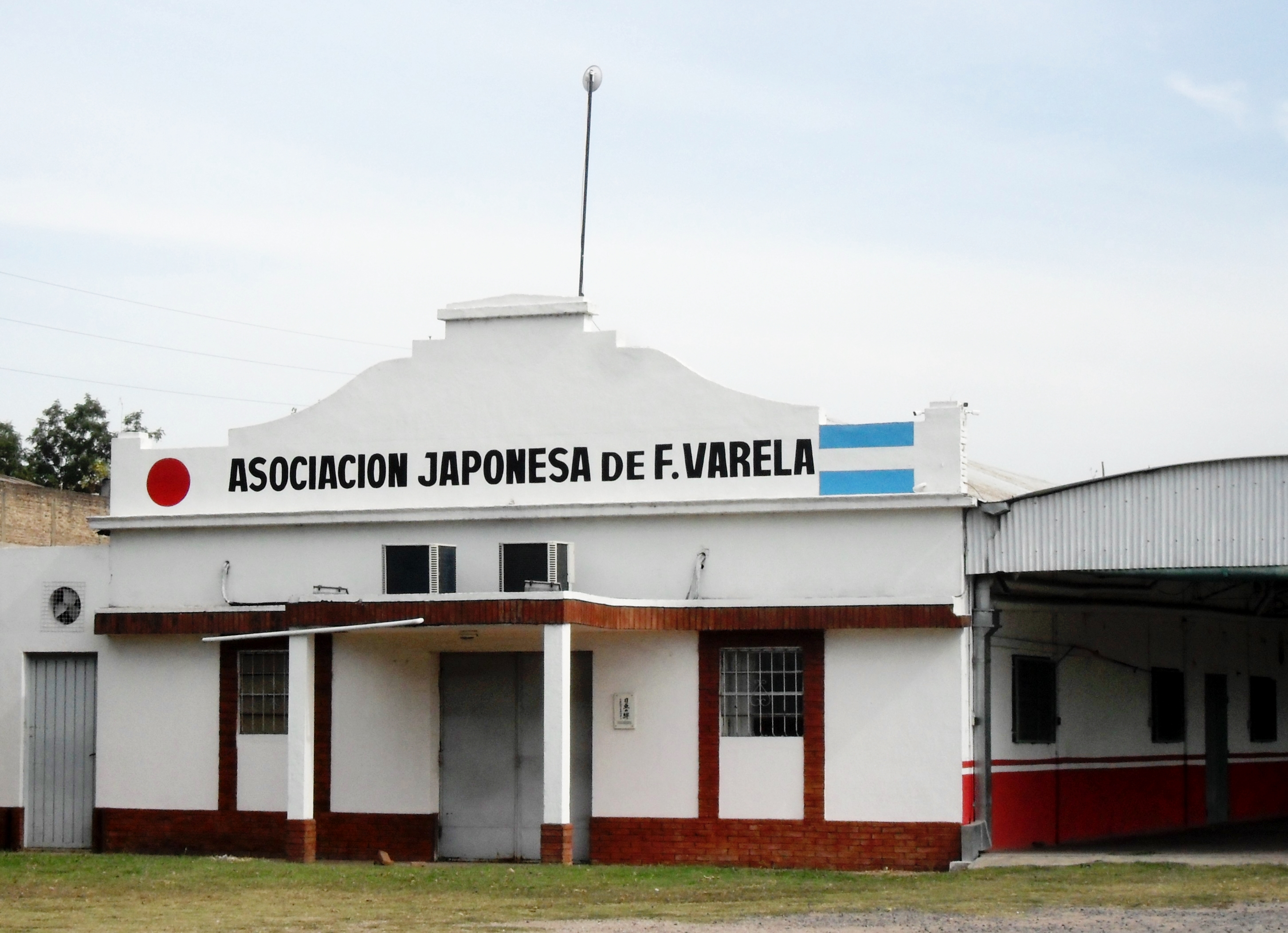
Asociación Japonesa de Florencio Varela.
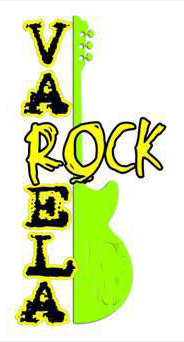
Varela Rock.

- Día de Florencio Varela: Cada 30 de enero Florencio Varela celebra el aniversario de su fundación, la cual fue en 1891, con la realización del acto oficial, una misa en la Parroquia San Juan Bautista y la actuación de la Orquesta Sinfónica Municipal.
- Carnavales Varelenses: se realiza en febrero en la vía rápida de la Avenida San Martín o en el Polideportivo de Avenida Thevenet.

- Certamen Internacional de Cortometrajes Roberto Di Chiara: se realiza en noviembre, se proyectan cortometrajes del mundo.

- Cura Brochero: la Casa de Espiritualidad, en honor a San José Gabriel del Rosario Brochero, en Bosques, es un espacio de retiro religioso y al mismo tiempo para disfrutar de la naturaleza donde también se organizan actividades recreativas. El predio se encuentra en Trenque Lauquen 2551.

- Elección de la Reina de Varela.

- Exposición Corcel de Fierro: multitudinaria muestra de vehículos de todo tipo.

- Fiesta de la Flor: Hace más de 40 años se realizó la primera Fiesta de la Flor, con la participación de productores florícolas además de distintas colectividades y escuelas. Desfile de carrozas, exposiciones de flores, plantas, árboles, artesanías y stands con distintas propuestas comerciales e industriales representaban las actividades de nuestro municipio. En 2019 se ha vuelto a recuperar ésta festividad.

- Fiesta de la Frutilla: realizada en noviembre, con degustación de frutas autóctonas y  música en vivo, danzas folclóricas, comidas típicas y cocina orgánica en el Museo Guillermo Enrique Hudson.

- Fiesta de la Miel: dedicada a la producción apícola varelense, en la cual se exponen y venden productos de colmenas locales. También hay cata de miel, talleres informativos, paseo de artesanos, números artísticos y ofertas gastronómicas.

- Fiesta de la Tierra: en el Día de la  Pachamama, pastores y agricultores dan su ofrenda a la Madre Tierra, "pidiéndole permiso para abrirla y sembrarla". Así la comunidad boliviana ofrece a su tierra las mejores comidas, chicha, vino, coca y cigarrillos, en medio de la festividad abierta a la comunidad.

- Fiestas Patronales San Juan Bautista: realizado en el mes de junio, se conmemora al Santo Patrono de Florencio Varela.

- Fiestas Patronales del Señor de los Milagros de Mailín: en el mes de septiembre, Varela conmemora al Santo Patrono de la provincia de Santiago del Estero. Los fieles se reúnen en la plaza Nuestro Señor de los Milagros de Mailín, frente a la capilla del barrio Santo Tomás, para participar de la misa central.

- Gauchito Gil: cada fin de semana, se venera al Gauchito Gil junto a grupos musicales que rescatan la cultura popular del interior del país. La principal ceremonia se realiza todos los 8 de enero, con concurrencia local y de localidades vecinas y otras provincias. El santuario está ubicado en diagonal Los Quilmes y calle 1108, barrio La Carolina, de Ingeniero Allan.

- Varela Matsuri (Asociación Japonesa de Florencio Varela) se realiza dos veces al año (segundo domingo de los meses mayo y septiembre), convocando a más de 5000 personas, con atractivas presentaciones de la cultura Japonesa como eisa, judo, odori y ondo,  y variadas comidas típicas.

- Varela Rock: se realiza año tras año. Con la presencia de bandas locales y bandas invitadas como La Mancha de Rolando, Arbolito y Vox Dei, invitadas por la Casa de la Cultura.

- Virgen de Copacabana:  la comunidad boliviana asentada en el distrito muestra parte de su cultura en un evento en el que se brinda honores y ofrendas a la virgen.

## Personalidades

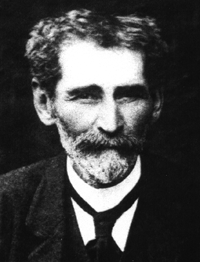
Guillermo Enrique Hudson
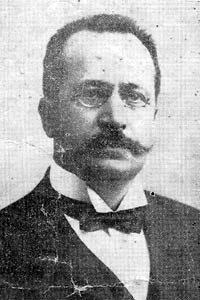
Nicolás Boccuzzi
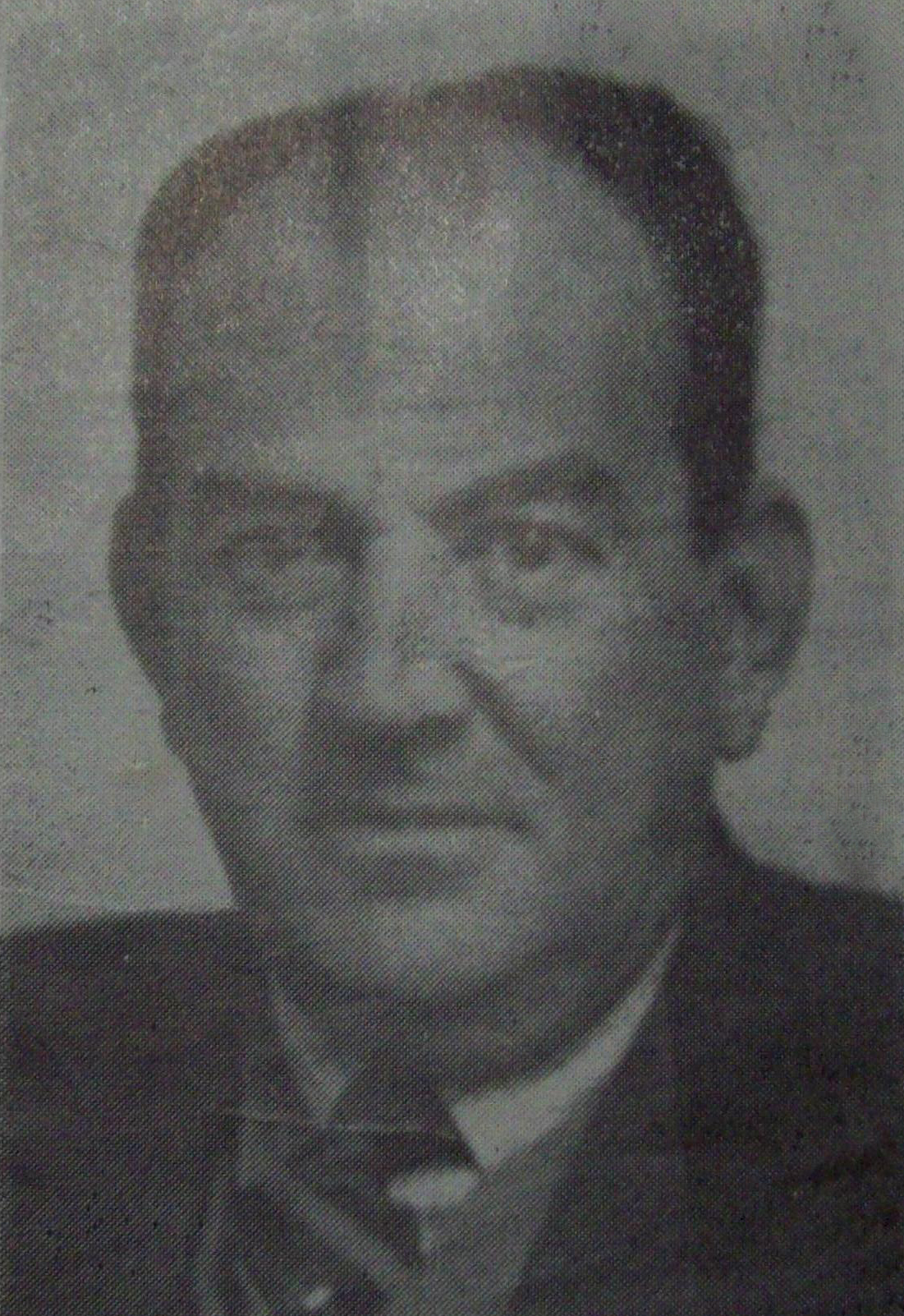
Salvador Sallarés
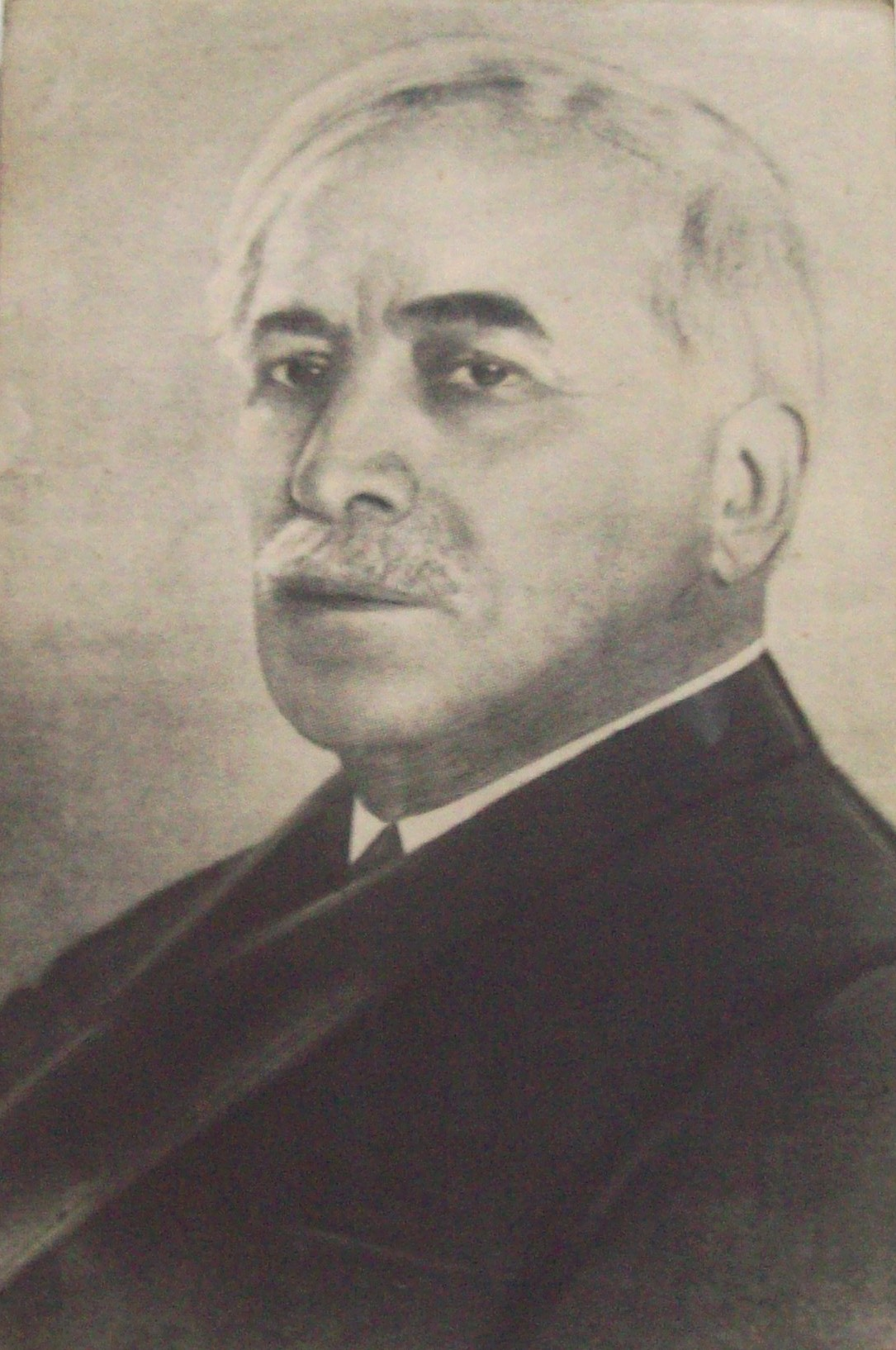
Silvio Dessy

- Guillermo Enrique Hudson (1841 - 1922): Naturalista y escritor.
- Nicolás Boccuzzi (1856 - 1907)): Médico italiano y político ítalo-argentino, uno de los fundadores de la localidad e intendente del Partido de Florencio Varela (1894).
- Silvio Dessy (1869 - 1951): Médico y bacteriólogo italiano fundador del Instituto Biológico Argentino.
- Salvador Sallarés (1883 - 1963): Médico y político de la localidad.
- Juan Pascual Chimento (1887-1946): Religioso.
- Roberto Di Chiara (1933 - 2008):  Periodista, Archivista, Documentalista y Productor Televisivo y Fundador del Archivo DiFilm.
- José Luis Borsani Selva (1944-2003): Compositor, actor, director teatral, cantante y productor musical.
- Andrés Watson (1973): Abogado, Político e Intendente del Partido de Florencio Varela (2017- Actualidad)
- Ariel Hernán Zapata (1974): Exfutbolista y Entrenador.
- Cristian Leonel Díaz (1976): Exfutbolista y Entrenador.
- Hermes Molaro (1985): Actor de cine, teatro, radio y televisión.
- La Mississippi (1989): Banda musical de blues.
- Nahuel Pennisi (1990): Músico y compositor.
- Leonardo Landriel (1994): Futbolista.
- Patricio Matricardi (1994): Futbolista.
- Lucas Hernán Villalba (1994): Futbolista
- El Noba (1997-2022): Cantante y compositor.
- Adonis Uriel Frías (1998): Futbolista.
- Enzo Zárate (1998): Futbolista.
- Lautaro Tomás Escalante (1999): Futbolista.
- Mauro Julián Molina (1999): Futbolista.
- Matías Damián Pérez (1999): Futbolista.
- Tomás Facundo Mariano Ortiz (2000): Futbolista.
- Gonzalo Agustín Piñeiro (2000): Futbolista
- Pedro David Ramírez (2000): Futbolista.
- Sergio Ortiz (2001): Futbolista.
- Darío Ariel Sarmiento (2003): Futbolista.
- Nicolás Gabriel Meaurio (2003): Futbolista.
- Nehuén Benedetti (2005): Futbolista.